# João V de Portugal
João V (Lisboa, 22 de outubro de 1689 – Lisboa, 31 de julho de 1750), apelidado de O Magnânimo e O Rei-Sol Português, foi Rei de Portugal e Algarves de 1706 até à sua morte. Foi o segundo filho do rei Pedro II e da sua segunda esposa Maria Sofia de Neuburgo. O seu longo reinado de 43 anos pode ser dividido em dois períodos: uma primeira metade, em que Portugal teve um papel ativo e relevante na política europeia e mundial; e uma segunda metade, a partir da década de 1730, em que a aliança estratégica com a Grã-Bretanha gradualmente assumiu maior importância, e o reino começou a sofrer uma certa estagnação.
Como rei, João V empenhou-se em projetar Portugal como uma potência internacional. Exemplos disso são as faustosas embaixadas que enviou ao imperador Leopoldo I em 1708, ao rei Luís XIV de França em 1715, e ao papa Clemente XI em 1716. Outro exemplo foi o litígio que manteve com a Santa Sé na década de 1720, sobre a questão do cardinalato a atribuir ao núncio apostólico na capital portuguesa. João V foi também um grande edificador, dotando a metrópole e principalmente a capital portuguesa de numerosas construções. Fomentou o estudo da história e da língua portuguesa, não conseguindo, no entanto, melhorar significativamente as condições da manufactura nacional.
Os principais testemunhos materiais do seu tempo são: O Palácio Nacional de Mafra, a Biblioteca Joanina da Universidade de Coimbra, o Aqueduto das Águas Livres em Lisboa, e a maior parte da colecção do Museu Nacional dos Coches, possivelmente a mais importante a nível mundial, igualmente na capital portuguesa. No campo imaterial, merece destaque a extinta Academia Real da História Portuguesa, precursora da actual Academia Portuguesa da História, assim como a criação do Patriarcado de Lisboa, um dos três patriarcados do Ocidente da Igreja Católica.
O último feito diplomático do reinado de João V foi o Tratado de Madrid de 1750, que estabeleceu as modernas fronteiras do Brasil. Os vestígios do seu reinado no Brasil incluem cidades como: Ouro Preto, então capital do distrito do ouro das Minas Gerais; São João del-Rei, assim nomeada em sua honra; Mariana, que recebeu o nome da rainha; São José, a que foi dada o nome do príncipe herdeiro; assim como numerosas outras cidades, igrejas e conventos da era colonial.

## Resumo biográfico

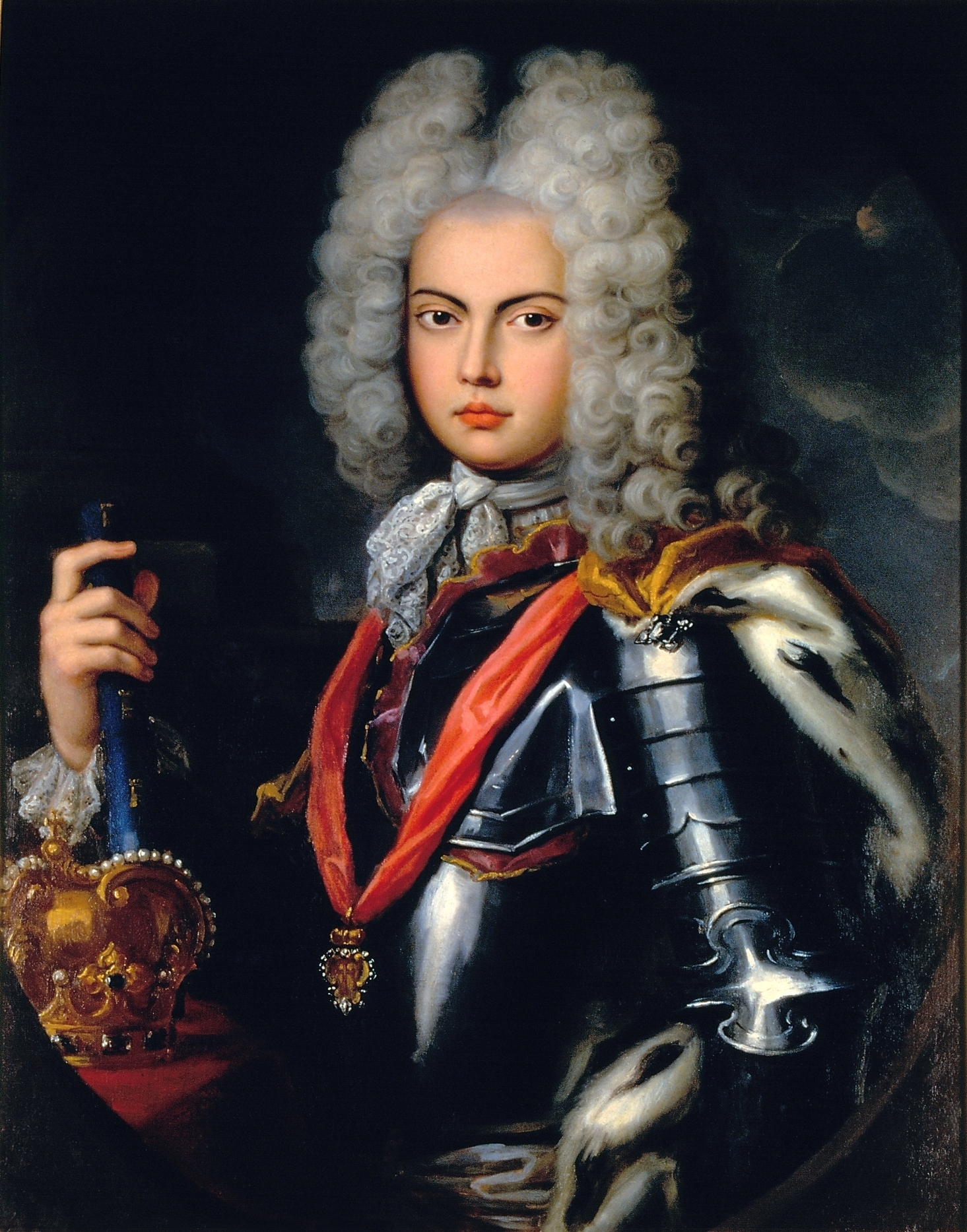
D. João V, por Pompeo Batoni.

João Francisco António José Bento Bernardo nasceu em 22 de Outubro de 1689 em Lisboa, no Paço da Ribeira, e morreu no mesmo palácio em 31 de Julho de 1750. Encontra-se sepultado no Panteão dos Braganças, na Igreja de São Vicente de Fora da mesma cidade.
O rei era filho de D. Pedro II e de Maria Sofia, condessa palatina de Neuburgo. Foi jurado Príncipe do Brasil a 1 de Dezembro de 1697. Por morte do pai, a 9 de Dezembro de 1706, tornou-se o 24.º rei de Portugal, subindo ao trono, em aclamação solene, a 1 de Janeiro de 1707. Seguindo a tradição iniciada por seu avô D. João IV na altura da Restauração, não foi coroado, coroando-se no seu lugar uma estátua de Nossa Senhora da Conceição, Padroeira do Reino, com a coroa real.

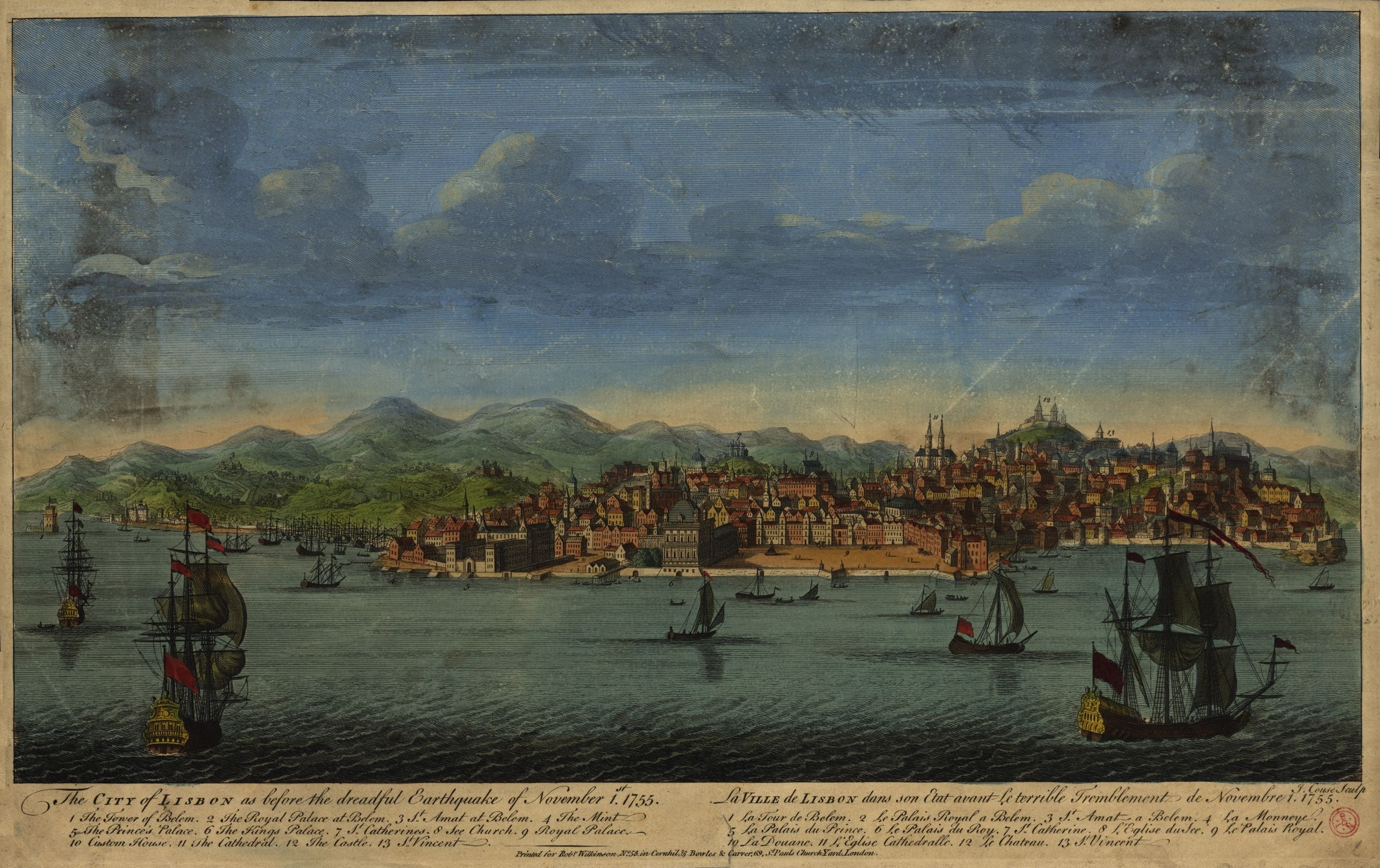
Lisboa, capital à beira-rio de um vasto império ultramarino que conheceu novo esplendor com D. João V, antes do Terramoto de 1755. Ao centro vê-se o torreão do palácio real, o Paço da Ribeira, onde nasceu e morreu D. João V.

Em 1696, o então Príncipe do Brasil foi armado por seu pai cavaleiro da Ordem de Cristo. Na infância teve como tutora sua tia avó, a rainha-consorte Catarina de Bragança, esposa de Carlos II de Inglaterra, que após a viuvez havia regressado a Portugal, assumindo a responsabilidade pela educação do jovem príncipe herdeiro. Em 1709, já como Rei de Portugal, D. João V casa com Maria Ana de Áustria, filha do imperador Leopoldo I da Áustria, e irmã do imperador Carlos VI, seu aliado na Guerra da Sucessão Espanhola. O casal teve seis filhos, sendo sucedido por um deles, D. José I.
Como qualquer monarca da sua época, D. João V estava interessado em fortalecer o prestígio internacional do seu reino. Ao longo de todo o seu reinado, mas principalmente nas duas primeiras décadas, sempre tentou afirmar Portugal como uma potência de primeira linha, usando para isso as duas linguagens da época em que vivia: a das armas e, principalmente, a magnificência, típica da era do absolutismo. Ganhou por isso o cognome de Magnânimo; é também por vezes conhecido como o Rei-Sol português. Nos últimos anos de vida sofreu vários ataques de paralisia, que o debilitaram no governo. Não obstante a sua vida pessoal incluir conhecidas relações com várias freiras ao longo da vida, das quais teve vários filhos ilegítimos, receberia ainda do Papa o título honorífico de Fidelíssimo em 1748.
Veríssimo Serrão resume, sobre D. João V:

“[...] era senhor de uma vasta cultura, bebida na infância com os Padres Francisco da Cruz, João Seco e Luís Gonzaga, todos da Companhia de Jesus. Falava línguas, conhecia os autores clássicos e modernos, tinha boa cultura literária e científica e amava a música. Para a sua educação teria contribuído a própria mãe, que o educou e aos irmãos nas práticas religiosas e no pendor literário [...] Logo na cerimónia da aclamação se viu o Pendor Régio para a Magnificência. Era novo o cerimonial e de molde a envolver a figura de Dom João V no halo de veneração com que o absolutismo cobria as Realezas.”

## Início do reinado

### O ouro do Brasil

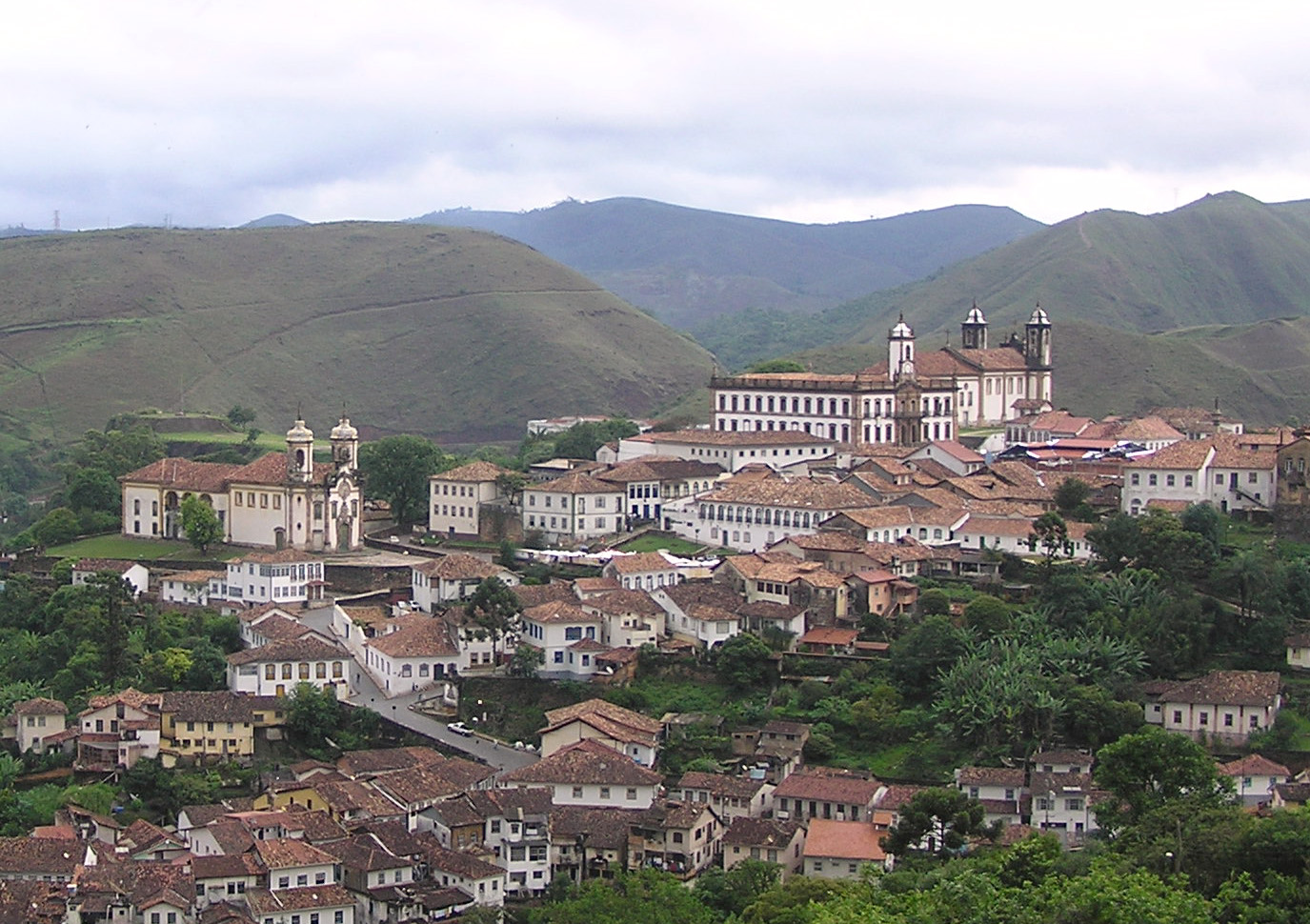
Villa Rica de Ouro Preto, no distrito mineiro no Brasil. A vila foi elevada a capital da nova capitania das Minas Gerais em 1720.

Nenhum acontecimento marcaria tanto o reinado de D. João V como a descoberta de ouro numa remota região do interior do Brasil, em meados da década de 1690, quando ele era ainda Príncipe do Brasil. O ouro mineiro começou a chegar a Portugal ainda no final dessa década. Em 1697, o embaixador francês Rouillé mencionou a chegada de ouro "peruano", citando 115,2 kg. Dois anos volvidos, em 1699, teriam chegado 725 kg de ouro a Lisboa; em 1701, a quantidade terá já aumentado para 1 775 kg. A economia da colónia entrava no chamado ciclo do ouro e a exploração do ouro motivaria, logo no início do seu reinado, os conflitos de 1707-1709 na região das minas, conhecidos como a Guerra dos Emboabas.
Desde então, a quantidade de ouro minerado no Brasil continuou a aumentar durante a primeira metade do reinado, para se estabilizar na sua última década. Apenas no reinado seguinte começou a produção aurífera a declinar, o que, juntamente com o Terramoto de 1755, seria desastroso para Portugal. Mas durante a vida de D. João V, não se adivinhavam problemas futuros: em certos anos chegaram mais de vinte toneladas de ouro a Lisboa; em valores médios, durante todos os anos do seu longo reinado entravam em Portugal mais de oito toneladas de ouro do Brasil. Na década de 1720 foram ainda encontrados diamantes em grandes quantidades, na região da vila colonial hoje chamada Diamantina.

### Guerra da Sucessão Espanhola

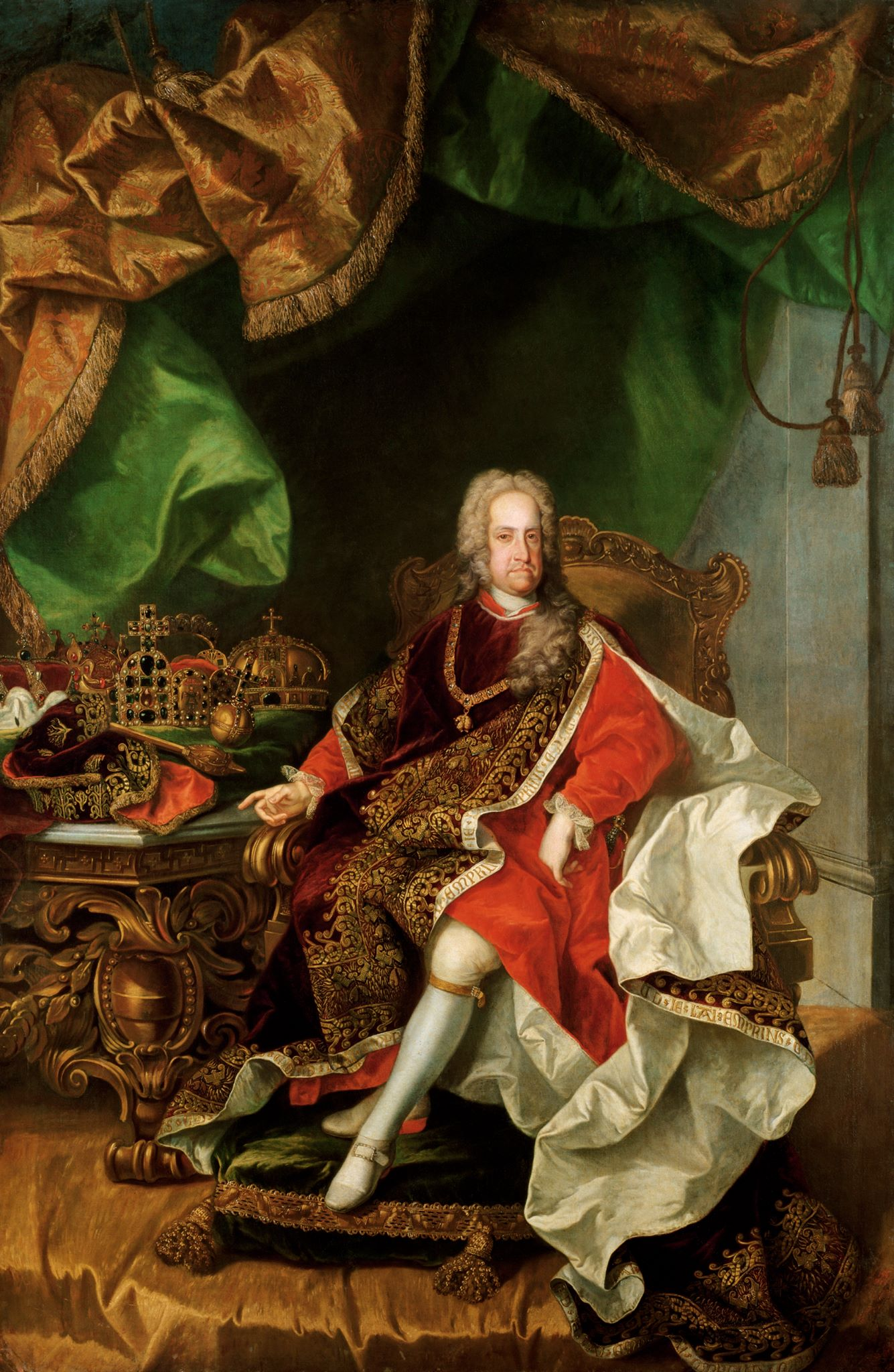
O arquiduque Carlos da Áustria, depois de 1711 imperador Carlos VI, aliado e cunhado de D. João V, retratado durante a guerra em 1707.

Quando se iniciou o Reinado em 1707, estava-se em plena Guerra da Sucessão Espanhola (1701-1714), uma guerra que D. João V herdou de seu pai. Nesta, depois do Tratado de Methuen de 1703, Portugal alinhara com a rainha Ana da Grã-Bretanha e o imperador Leopoldo I contra a Espanha e a grande potência continental, a França. Uma grande armada anglo-holandesa tinha chegado a Lisboa em 1704, com o filho do imperador, o arquiduque Carlos a bordo e um exército para, juntamente com tropas portuguesas, invadir Espanha via Portugal. No contexto da invasão que se preparava na península, tinha-se evacuado a praça da Colónia do Sacramento, no Rio da Prata em frente a Buenos Aires, em 1705.
Em 1706, o ano antes de subir ao trono, Portugal viu o seu exército, comandado pelo Marquês das Minas e auxiliado por batalhões ingleses e holandeses às ordens do Conde de Galway, invadir a Espanha, pela fronteira de Ciudad Rodrigo. O exército confederado tomou depois Salamanca na sua marcha a caminho da capital de Espanha. Em Junho, Portugal tinha conquistado Madrid para o arquiduque Carlos ― a primeira e única vez na história que um exército português tomou a capital espanhola. O arquiduque chegou a ser coroado Rei de Espanha, mas o exército confederado viu-se forçado a retirar para sul pouco depois.

#### Batalha de Almansa e reformas militares
Quando o rei subiu ao trono, o exército português estava na Catalunha, ainda comandado pelo Marquês das Minas e apoiado por tropas inglesas e holandesas ao mando de Galway. Mas ao fim de longas manobras que o levaram muito para sul, travou-se uma importante batalha a 25 de Abril de 1707 em Almansa, na fronteira entre La Mancha, Valencia e Murcia, contra o exército franco-espanhol do Duque de Berwick. Na Batalha de Almansa, a sorte não esteve do lado das armas portuguesas, e o exército anglo-luso sofreu uma pesada derrota contra as forças franco-espanholas. No seguimento, a vila fronteiriça espanhola de Valência de Alcântara foi reconquistada pelo inimigo que, ainda às ordens do Duque de Ossuna, atacou a fronteira do Alentejo e conquistou Serpa e Moura um mês depois.
D. João V aproveitou esta derrota para realizar importantes reformas na administração e no exército. No dia da sua aclamação, a 1 de Janeiro, tinha já nomeado D. Tomás de Almeida, bispo de Lamego e futuro Patriarca de Lisboa, para o importante cargo de escrivão da puridade. Três dias depois da derrota, despediu vários velhos conselheiros de D. Pedro II, e nomeou Diogo de Mendonça Corte-Real Secretário de Estado.

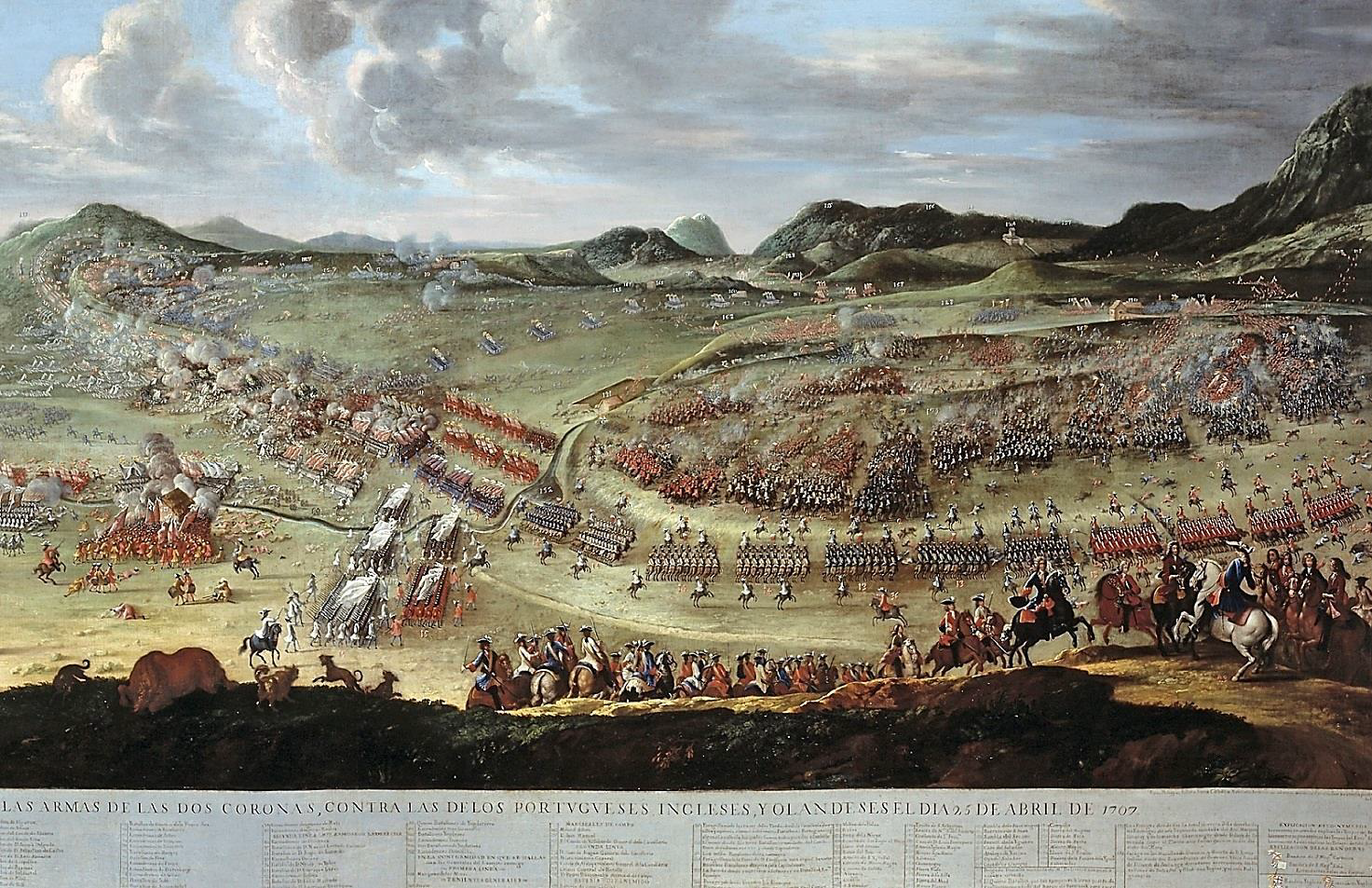
Pormenor de uma pintura da Batalha de Almansa em 1707.

Simultaneamente, deu-se início a uma reforma do exército, que teria como resultado as Ordenações Militares de 1707, em que os velhos terços foram transformados em modernos regimentos e o velho posto de mestre de campo passou a ser designado coronel. De forma semelhante, o velho Terço da Armada da Coroa de Portugal, a mais antiga unidade militar permanente de Portugal (1618), foi transformado em dois Regimentos da Armada.
Ainda no mesmo ano, e também como resultado da guerra em que o reino se encontrava, a Aula de Fortificação e Arquitetura Militar foi transformada na Academia Militar da Corte. Esta era apenas uma de várias “aulas” em Portugal e no Ultramar; poucos anos antes, tinham sido criadas várias aulas semelhantes, em Viana do Castelo (1701) e, no Brasil, em Salvador (Bahia) (1698), no Rio de Janeiro (1698), no Recife (Pernambuco) (1701) e em São Luís (Maranhão) (1705).
D. João V quis assim promover os estudos militares, assistindo pessoalmente a actos solenes dos exames, e mandando ainda traduzir e imprimir algumas obras de fortificação e artilharia ― como por exemplo a Fortificação Moderna, do contemporâneo Johann Friederich Pfeffinger (1667-1730). Mais tarde, em 1732, estabeleceria ainda academias militares nas duas principais praças fronteiriças de Portugal: Elvas, no Alentejo, e Almeida, nas Beiras.
O final do ano foi, no entanto, marcado por mais um revés para as aspirações militares portuguesas, quando uma grande frota inglesa de perto de cento e cinquenta embarcações, que trazia reforços para Portugal depois da derrota de Almansa e vinha escoltada por seis naus de guerra inglesas, foi desbaratada perto do Cabo Lizard pelas esquadras francesas de Duguay-Trouin e do contra-almirante conde de Forbin.

#### Casamento

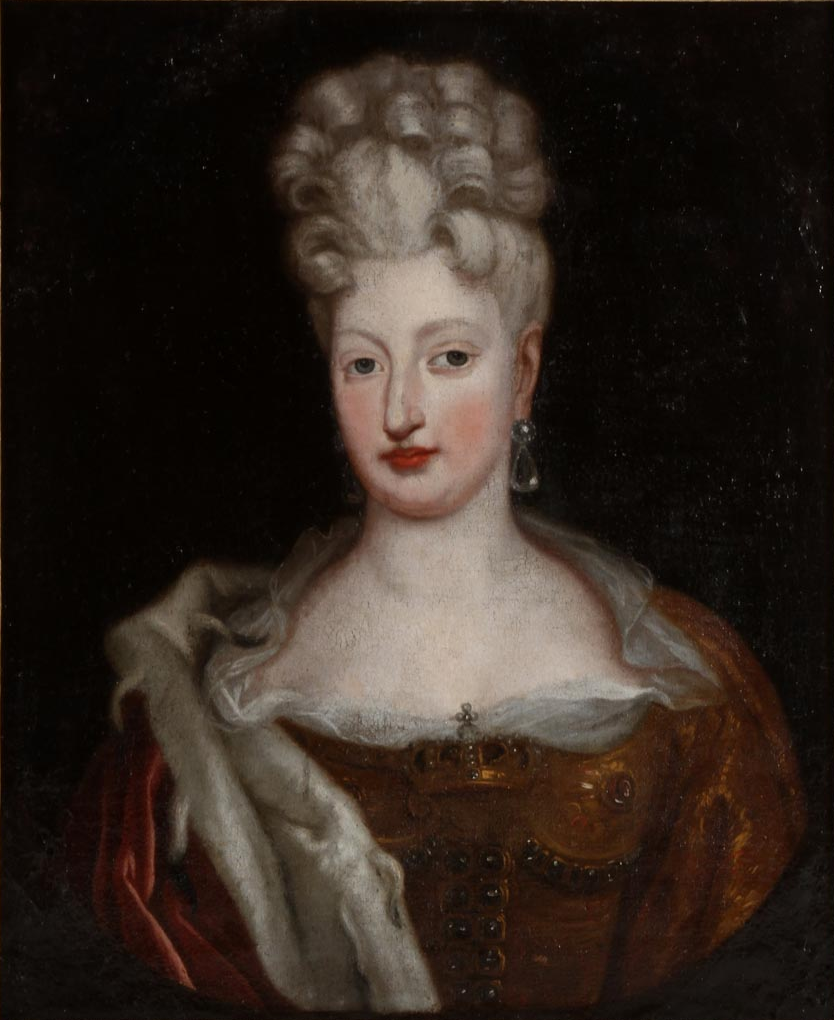
Maria Ana de Áustria, irmã do Imperador Carlos VI e Rainha de Portugal, em 1708.

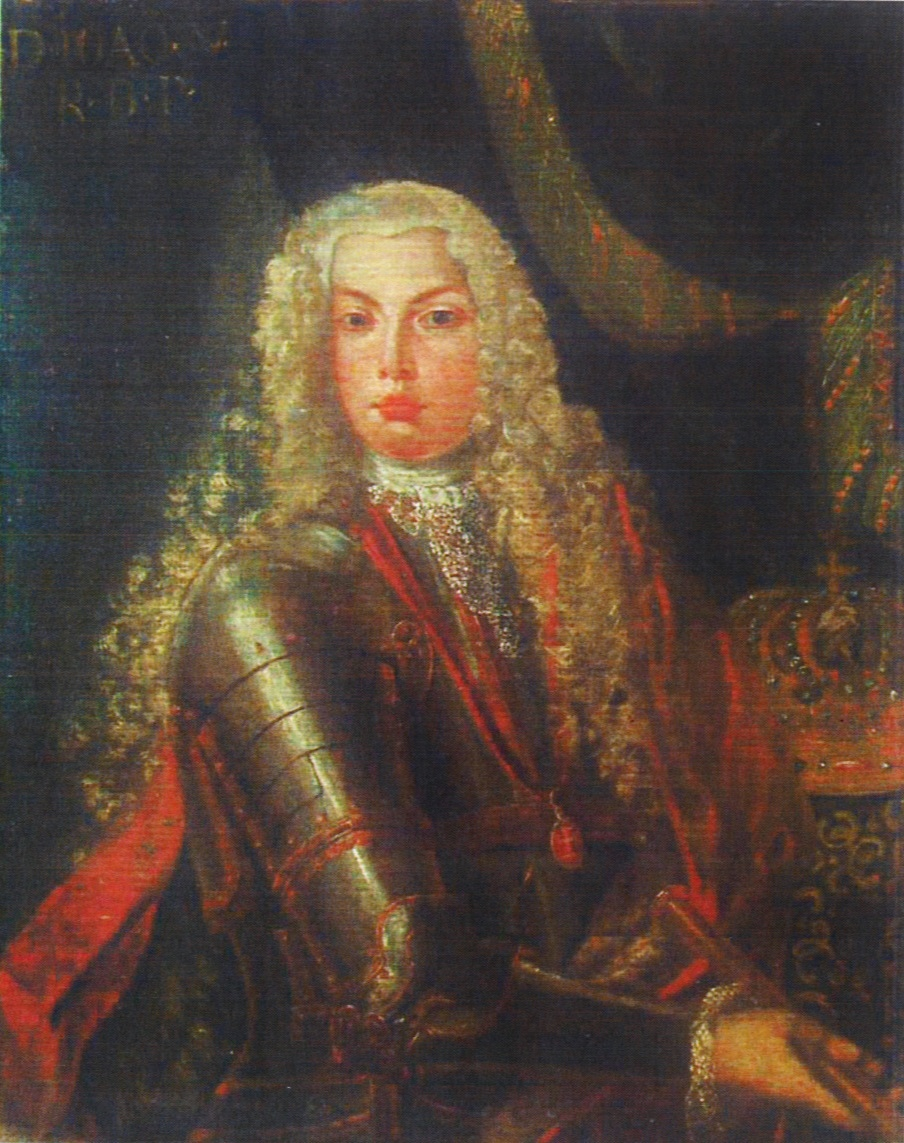
D. João V na Série Régia do Hospital de Caldas da Rainha, por António Machado Sapeiro, em 1708.

Como resultado da Guerra da Sucessão Espanhola e da aliança com a Áustria, e ainda da presença do Arquiduque Carlos em Portugal, D. João V pediu a mão da irmã deste, a arquiduquesa Maria Ana de Áustria, filha do imperador Leopoldo I (1640-1705) e de sua terceira mulher, em casamento em 1707. De notar que a arquiduquesa era prima materna do rei de Portugal.
O Conde de Vilar Maior foi enviado por mar como embaixador extraordinário à corte austríaca. Chegando aos Países Baixos, fez então o percurso por terra até Viena, onde chegou a 21 de fevereiro de 1708. Mas o embaixador apenas fez entrada pública a 6 de junho, dia de Corpus Domini, porque esperava coches de gala encomendados nos Países Baixos para a ocasião. Antes de fazer a entrada pública, o conde recebeu audiência particular do imperador, da imperatriz sua mulher e da imperatriz viúva; dias depois também lhe foi concedida audiência das arquiduquesas. A imponente cerimónia da apresentação contou com dois coches do imperador, conduzidos pelo marechal da corte, e mais quarenta e dois coches, tirados a seis cavalos, pertencentes aos principais nobres da corte. O casamento realizou-se a 9 de Julho, na Catedral de Santo Estêvão, com o imperador a representar D. João V. A nova rainha de Portugal foi então trazida a Lisboa a bordo da armada de catorze naus do Conde de Vilar Maior, que no caminho tocou em Portsmouth na Inglaterra, onde houve festejos em honra do casamento do rei aliado.
Chegada a rainha a Lisboa, houve fogos de artifício no Terreiro do Paço e armou-se um anfiteatro, onde em três tardes sucessivas se realizaram corridas de touros. Houve ainda preparações extraordinárias para a bênção nupcial, a 28 de outubro, com arcos de triunfo e enorme magnificência, e toda a Corte sofreu uma profunda alteração:

“Capela sob D. João IV,  cavalariça sob D. Afonso VI, mosteiro sob D. Pedro II, a corte de D. João V surgiu, nova, e se formaram dois partidos; o da moda nova, chefiado pelo Conde da Ericeira, homem elegante e jovial que queria que as senhoras se deixassem ver e conversassem nas antecâmaras, que jogassem e bailassem; e o da moda velha, pelo Conde de Vimioso, azedo e formalista, devoto e taciturno, o lar igual a um mosteiro, a virtude igual a clausura, a mulher igual ao diabo; pregando retiro, silêncio e recato e detestando o comércio entre senhoras e cavalheiros. No dia de São Carlos [4 de novembro], as salas dos Tudescos, dos Embaixadores e dos Leões se abriram e inundaram de luz, enchendo-se de panos de rás, as damas entraram aos bandos, tímidas, acanhadas, pois pela primeira vez desde D. Manuel homens e mulheres se cortejaram nas salas do Paço. A rainha tocou cravo; dançou a infanta D. Francisca, gorda, corada e empoada. Desde esse dia, houve profunda modificação na moral da Corte, sedução, graça, elegância, intriga.”

O resultado deste casamento, e destas festas, logo se fez sentir: a 10 de novembro do mesmo ano o Conde da Ribeira Grande escreveu em carta a D. Luís da Cunha: “Houve um baile no dia de São Carlos em que dançaram e cantaram as Damas do Paço na presença de Damas e Fidalgos; El-Rei está teimando em estrangeirar o nosso país e não sei até onde acabará.”
O casal real teve seis filhos, entre os quais a rainha de Espanha D. Bárbara, esposa de Fernando VI de Espanha, o sucessor D. José, e D. Pedro III, marido de D. Maria I.

#### O saque do Rio de Janeiro

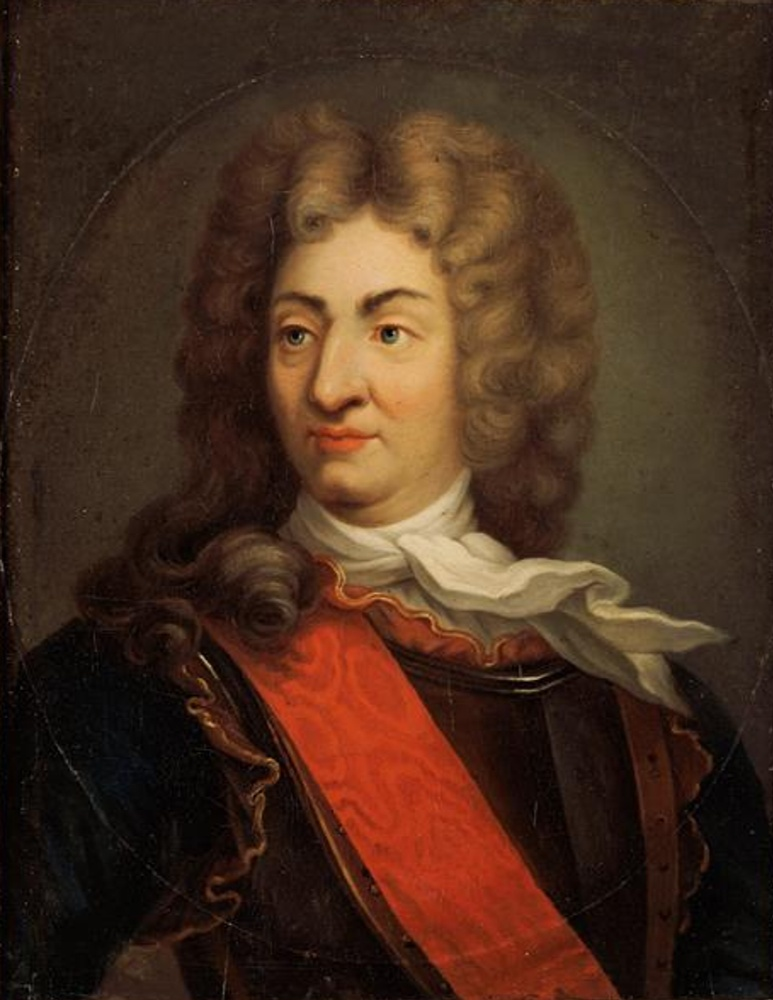
René Duguay-Trouin, autor do saque ao Rio de Janeiro em 1711.

Entretanto continuava a Guerra da Sucessão Espanhola. Depois de Almansa, a participação portuguesa resumira-se a acções fronteiriças de menor envergadura. Vital para a coroa neste período era garantir a segurança das armadas do Brasil, grandes frotas de cinquenta a cento e cinquenta naus, que anualmente traziam açúcar, tabaco e o cada vez mais importante ouro da província ultramarina, escoltadas por esquadras de meia dúzia de naus de guerra.
Em 1710 o corsário francês Jean-François Duclerc tentou, com seis navios, atacar o Rio de Janeiro, porto de embarque do ouro. Foi, no entanto, repelido pelas fortalezas da barra ao tentar entrar na Baía de Guanabara e ao tentar depois um desembarque numa praia mais afastada; uma marcha sobre a cidade sofreu uma pesada derrota, sendo Duclerc aprisionado.
Mas logo René Duguay-Trouin, que já antes em 1706 com três naves tentara sem sucesso capturar algumas naus da frota do Brasil, sendo posto em fuga pela escolta de seis naus da Armada Real portuguesa, e que em 1707 desbaratara a frota inglesa do comboio de Portugal, deu provas do seu talento militar.
No ano seguinte, em 1711, fazendo uso de relatos vários sobre os ventos, as correntes, e as fortificações do Rio de Janeiro, Duguay-Trouin esperou ao largo da cidade, com uma esquadra financiada quer pelo rei, quer por privados, pelas condições ideais para atacar a cidade. Na madrugada de 12 de setembro de 1711, com o vento e a corrente a favor e estando o Rio coberto de neblina matinal, avançou sobre a cidade com uma esquadra de sete naus de guerra e seis fragatas. Graças às condições, apenas teve que suportar poucas salvas das fortalezas da barra, que no ano anterior tinham afugentado Leclerc. Os franceses penetraram então na baía de Guanabara e, após um bombardeamento e desembarque, lograram conquistar a cidade. Após dois meses de ocupação, o governador do Rio de Janeiro aceitou, sob ameaça de destruição da cidade, pagar um resgate de 610 mil cruzados. A expedição de Duguay-Trouin teve assim um êxito comparável ao saque de Cartagena das Índias em 1697 pelo barão de Pointis ― e nefastas consequências para as finanças de D. João V.
Na península, os portugueses, em março do mesmo ano, reconquistaram a praça de Miranda do Douro e viram cercadas as praças de Campo Maior e Elvas, na fronteira do Alentejo, por exércitos espanhóis. No final do ano, nasceu a infanta D. Bárbara de Bragança, a futura rainha de Espanha, que anos mais tarde, em 1729, fez parte da chamada Troca das Princesas.

#### A paz: Tratado de Utrecht

Bandeira pessoal de João V.

Com a morte do imperador José I a 17 de abril de 1711, o seu irmão, o arquiduque Carlos, cunhado de D. João V, subiu ao trono imperial como Carlos VI. Isto desequilibrou o sistema de alianças europeu e significou o fim da Guerra da Sucessão Espanhola, visto ser impensável o imperador da Áustria ser também rei de Espanha.
Na cidade flamenga de Utrecht juntaram-se os ministros dos dois blocos. Portugal, representado pelo Conde de Tarouca e por D. Luís da Cunha, assinou uma paz separada com a França a 11 de abril, no mesmo dia em que a maioria dos outros Estados assinou a paz geral. A paz com Espanha, no entanto, apenas viria a ser assinada a 6 de Fevereiro de 1715. Nos artigos do tratado de paz, ſolida e perpetua com verdadeira e ſincera amizade, podemos ler:

Art.o III: ”Amniſtia para todas as peſſoas, aſſim Officiaes como ſoldados, e quaesquer outras...” / Art.o IV: ”Todos os Priſioneiros, e Refens de huma e outra parte ſeraô reſtituidos...” / Art.o V: ”As Praças, Caſtellos. . . Territorios e Campos pertencentes ás duas Coroas. . . ſeráô reſtituïdas inteiramente ſem reſerva, de ſorte que as Rayas, e Limites das duas Monarquias fiquem no meſmo eſtado que antes da preſente Guerra.” / Art.o IX: ”As Praças de Albuquerque e Puebla ſe entregaráô no meſmo eſtado em que ſe achaô. . . igualmente a respeito do Castello de Noudar, e Colonia do Sacramento.” / Art.o X: ”Os Moradores deſtas Praças, ou de quaesquer outros Lugares occupados na preſente guerra, que naô quiserem ali ficar, podéraô retirarſe das ſobreditas partes, vendendo e diſpondo dos ſeus bens de Raïz e moveis...” /  Art.o XI: ”Os bens confiſcados reciprocamente por cauſa e razaô da preſente Guerra, seráô reſtituïdos aos antigos Poſſuïdores, ou a ſeus herdeiros...”

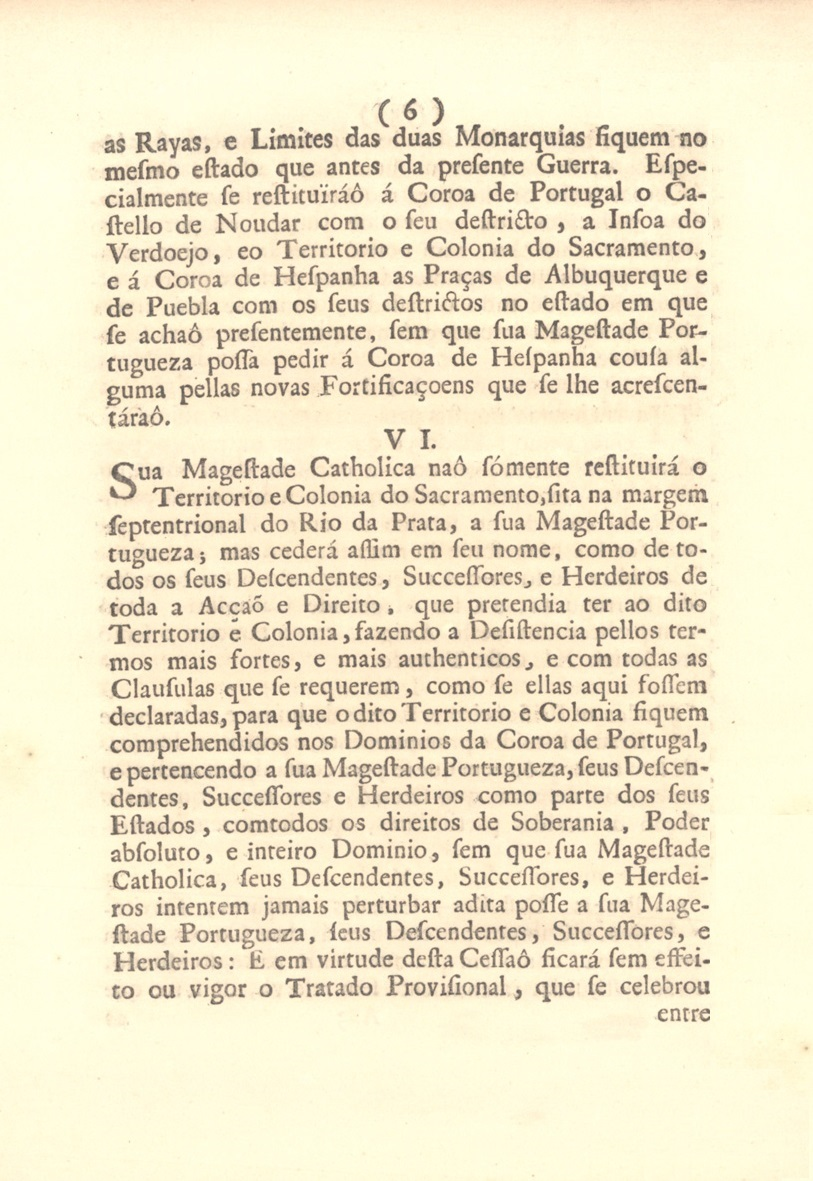
O Artigo VI do Tratado de Pax entre D. João V e Filipe V feito em 1715, em que não se define o "Territorio e Colonia do Sacramento" a ser devolvido a Portugal. Isto levaria a todos os posteriores problemas entre Portugal e Espanha no Rio da Prata durante o reinado de D. João V.

Outros artigos determinaram por exemplo que o rei espanhol reconhecia uma dívida de seiscentas mil patacas a D. João V, a ser paga ”...em tres pagamentos iguaes e conſecutivos. . . O Primeiro ſe fará com a chegada a Heſpanha da primeira frota, flotilha, ou galioens que vierem...”; que as duas coroas respeitariam reciprocamente os respectivos e importantes monopólios do tabaco em todos os seus domínios ultramarinos; que as duas nações voltariam a abrir o comércio para o estado em que este se achava antes da guerra; que voltariam a abrir os seus portos a naus mercantes e de guerra vizinhas, no máximo de seis naus de guerra em portos maiores e três em portos menores, ”...e ſe conſtragidos de tormentas, ou alguma urgente neceſſidade entrarem ſem pedir licença, seraó obrigados a dar logo parte da sua chegada. . . pondo grande cuidado em naô fazer dano, ou prejuizo algum ao dito Porto”, etc.
Isto é, tudo voltou ao status quo ante. No entanto, os diplomatas de D. João V falharam em negociar com precisão o Artigo VI e várias outras passagens relevantes a este, sobre a Colónia do Sacramento. Isto forçaria D. João V, vinte anos mais tarde, a reagir com força militar para resolver este problema.
Quanto aos franceses, a paz pôs fim a certos litígios com a França na Amazónia, que a França ambicionava a partir da Guiana francesa, e onde os portugueses tinham fundado a futura Manaus. No entanto, devido às distâncias e ao consequente atraso de comunicações, o último combate entre portugueses e franceses travou-se já depois do tratado de paz em 1713, no Oriente: a fragata Nossa Senhora da Nazareth, de 40 peças, tendo largado de Macau rumo a Goa em Dezembro de 1713, encontrou uma nau de 54 peças e uma fragata de 36 peças francesas, ao comando de Henri Bouynot, no estreito de Malaca em Janeiro de 1714. Após um combate que durou três dias e duas noites, os franceses afastaram-se; a nau francesa ficou tão danificada no encontro com a fragata portuguesa que teve posteriormente que ser abandonada por Bouynot. Vários combates semelhantes indicam que os oficiais e marinheiros da Armada Real de D. João V nada ficavam a dever aos franceses.
Sem quaisquer ganhos após o esforço bélico, aprendeu D. João V com a guerra a não dar um apreço muito grande às questões europeias e à sinceridade dos acordos; daí em diante permaneceu fiel a seus interesses atlânticos, comerciais e políticos, reafirmando a aliança com a Grã-Bretanha. Em relação ao Brasil, que foi sem dúvida a sua principal preocupação, e cuja população crescia exponencialmente nesta época, o rei ampliou os quadros administrativos, militares e técnicos, tudo com vistas a evitar o descaminho dos quintos do ouro, o imposto que era parte fundamental da economia de Portugal. Reformou ainda os impostos, e ampliou a cultura do tabaco e do açúcar em terras brasílicas, sobre as quais o Duque de Cadaval lhe pôde escrever, com todo o acerto: “...pois do Brazil depende hoje absolutamente muita parte da conservação de Portugal”. Apesar de tudo isto, Portugal teve por vezes dificuldades económicas, devidas em parte ao contrabando do ouro, em parte às prioridades económicas de D. João V, e em parte às dificuldades do Estado da Índia.

## Poder global: guerras no Oriente

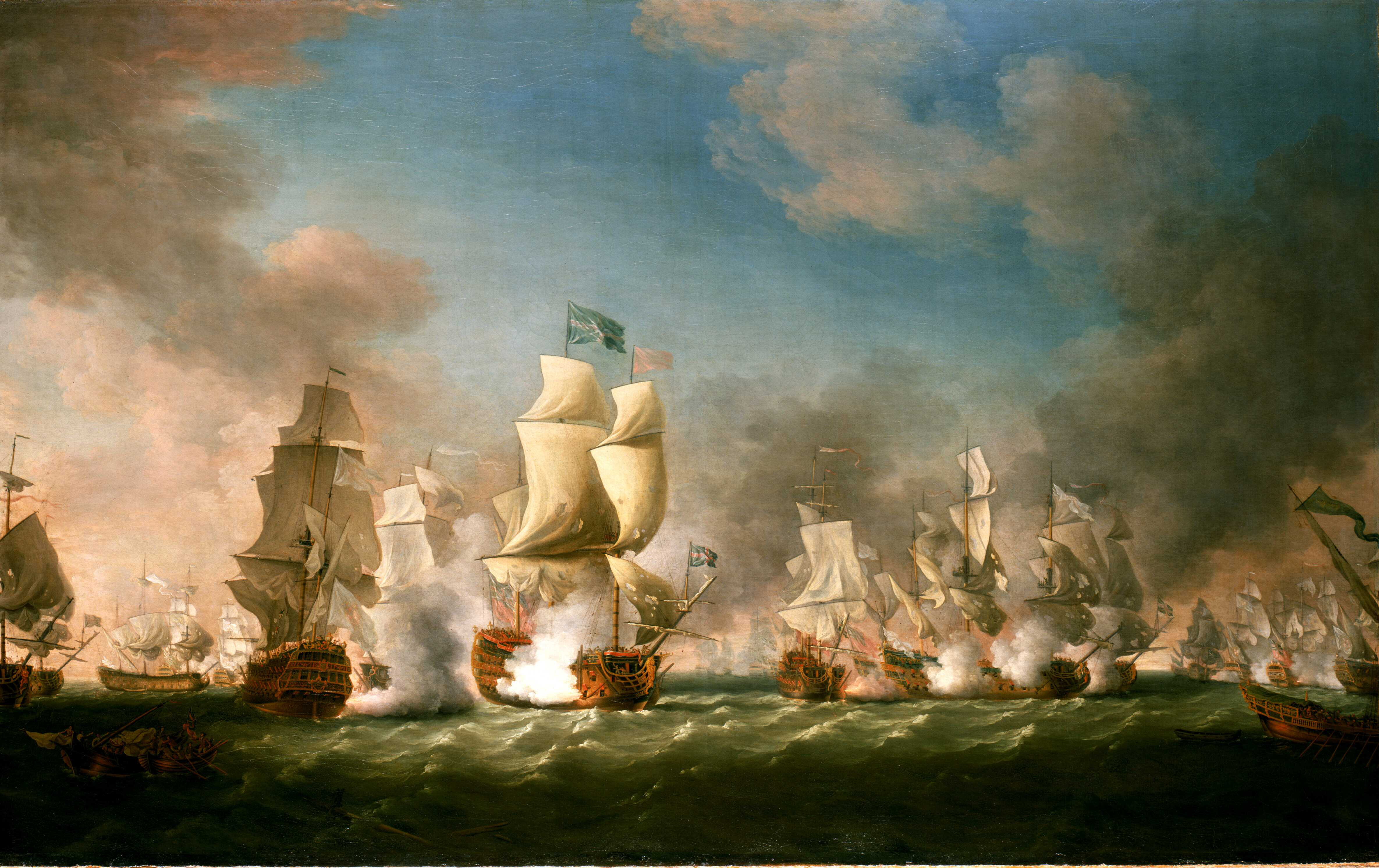
O poder global de Portugal nesta era assentava na Armada Real: a Armada de Guarda-Costa na costa portuguesa, as Armadas do Brasil, e as Armadas da Índia. Na imagem, a Batalha do Cabo Passaro, entre ingleses e espanhóis, em 1718.

No início do reinado de D. João V, enquanto se lutava na Europa e no Novo Mundo, os portugueses, como potência mundial que então eram, também estavam envolvidos em guerras no Oriente.
Na Índia, o ano em que D. João V subiu ao trono marcou o início do colapso do Império Mogol, que tradicionalmente mantivera boas relações com Portugal; este entrou em rápida decadência após a morte de Aurangzeb em 1707. Em vez deste, aumentou o poder do Império Marata, forte inimigo dos portugueses desde o final do século XVII. Como resultado, durante practicamente todo o reinado de D. João V os portugueses encontraram-se em guerra contra os maratas. O almirante da armada marata, pelos portugueses chamado Angriá, e seus filhos e sucessores, foram, principalmente durante as duas primeiras décadas do século, uma frequente ameaça à navegação portuguesa (e inglesa) na costa indiana.
Outro inimigo eram os árabes de Mascate, velha possessão portuguesa para eles perdida em 1650. No início do século XVIII estes estavam no auge do seu poder, tendo conquistado praças na costa da África Oriental até Zanzibar, incluindo a portuguesa Mombaça, fugazmente reconquistada pelos portugueses em 1729. Practicamente todos os anos os portugueses enviavam uma esquadra ― a chamada Armada do Estreito ― de Goa ao golfo de Omã e estreito de Ormuz, para proteger o seu comércio com a Pérsia e tentar evitar que as esquadras de Omã saíssem e alcançássem o mar Arábico.

### Batalha de Surate
O auge da guerra que moviam os árabes de Omã aos Portugueses na Índia atingiu-se entre 1714 e 1719. Em 1714, uma forte esquadra árabe de sete naus alcançou o porto neutral de Surate, no golfo de Cambaia, principal porto do Império Mogol. Em vez de seguir viagem para sul, para atacar a navegação portuguesa no mar Arábico como era seu costume, tiveram que se manter no porto para reparar duas das naus, que tinham ficado fortemente danificadas durante a travessia. No porto de Surate encontravam-se embarcações de várias nacionalidades, incluindo holandesas, e também duas portuguesas de Macau, a maior das quais os árabes tomaram. Isto era uma clara violação da neutralidade do porto. O Vice-rei da Índia, Vasco Fernandes César de Meneses, futuro Conde de Sabugosa e Vice-rei do Brasil, obteve assim autorização do Grão-Mogol para atacar os árabes no próprio porto, e uma esquadra foi para lá enviada. Esta era composta pela nau Nossa Senhora da Estrella, de 64 peças, três fragatas de 122 peças, e cinco corvetas de 73 peças. Após uma dura batalha contra a esquadra inimiga de agora seis naves e 218 peças, contando com a de Macau que tinham tomado, os árabes foram desbaratados. Sintomático do estado de guerra no Estado da Índia, a fragata São Francisco de Assis, de 34 peças, não se chegou a juntar à esquadra portuguesa contra a esquadra árabe, por, a caminho, ter travado um combate contra uma esquadra do Império Marata, que a fez regressar a Goa para reparos.
A batalha de Surate marcou o apogeu da expansão omanita no mar Arábico. Sobre a esquadra portuguesa, e sobre toda a navegação no império ultramarino de então, temos hoje o relato do missionário italiano Ippolito Desideri, que navegou primeiro de Lisboa para Moçambique a bordo de naus portuguesas da Carreira da Índia, depois de Moçambique para Goa, e finalmente nesta esquadra de Goa para Surate, com destino ao Tibete. O relato de toda a sua viagem no Oriente, Notizie Istoriche del Thibet, escrito de volta a Itália em 1727, foi recentemente traduzido e publicado em inglês:

”…on the 19th I left on the flagship of a large fleet of warships and merchantmen bound for Surat with other stops along the coast, all under the supreme command of Dom Lope de Almeida, a member of one of the most illustrious families of Portugal. The purpose of sending a royal armada to Surat was to attack some ships of the Muscat Arabs who in violation of the laws of nations and with an audacity not to be tolerated had seized a Portuguese vessel from Macao that was actually lying at anchor in the very port of Surat. I cannot praise Almeida’s cultivated manners and singular abilities highly enough…”

Em 1719, nova batalha travou-se no golfo Pérsico, em que a Armada do Estreito portuguesa, de três naus de 66, 64, e 60 peças e uma fragata de 40 peças derrotou uma esquadra árabe de igual força de quatro naves e 246 peças. Esta foi a última vez que os árabes tentaram sair para o Mar Arábico em força contra os portugueses; a grande batalha seguinte entre uns e outros não seria antes da campanha por Mombaça, na costa da África Oriental, em 1727-1729, que os portugueses venceram no mar mas perderam em terra.
Quanto à África Oriental, é digno de menção que apenas em 1752 que Moçambique foi retirado da esfera governativa do Estado da Índia. Durante todo o reinado de D. João V os governadores na Ilha de Moçambique estavam, assim, ainda subordinados aos vice-reis da Índia.

## Política de ostentação: as embaixadas a Paris e Roma

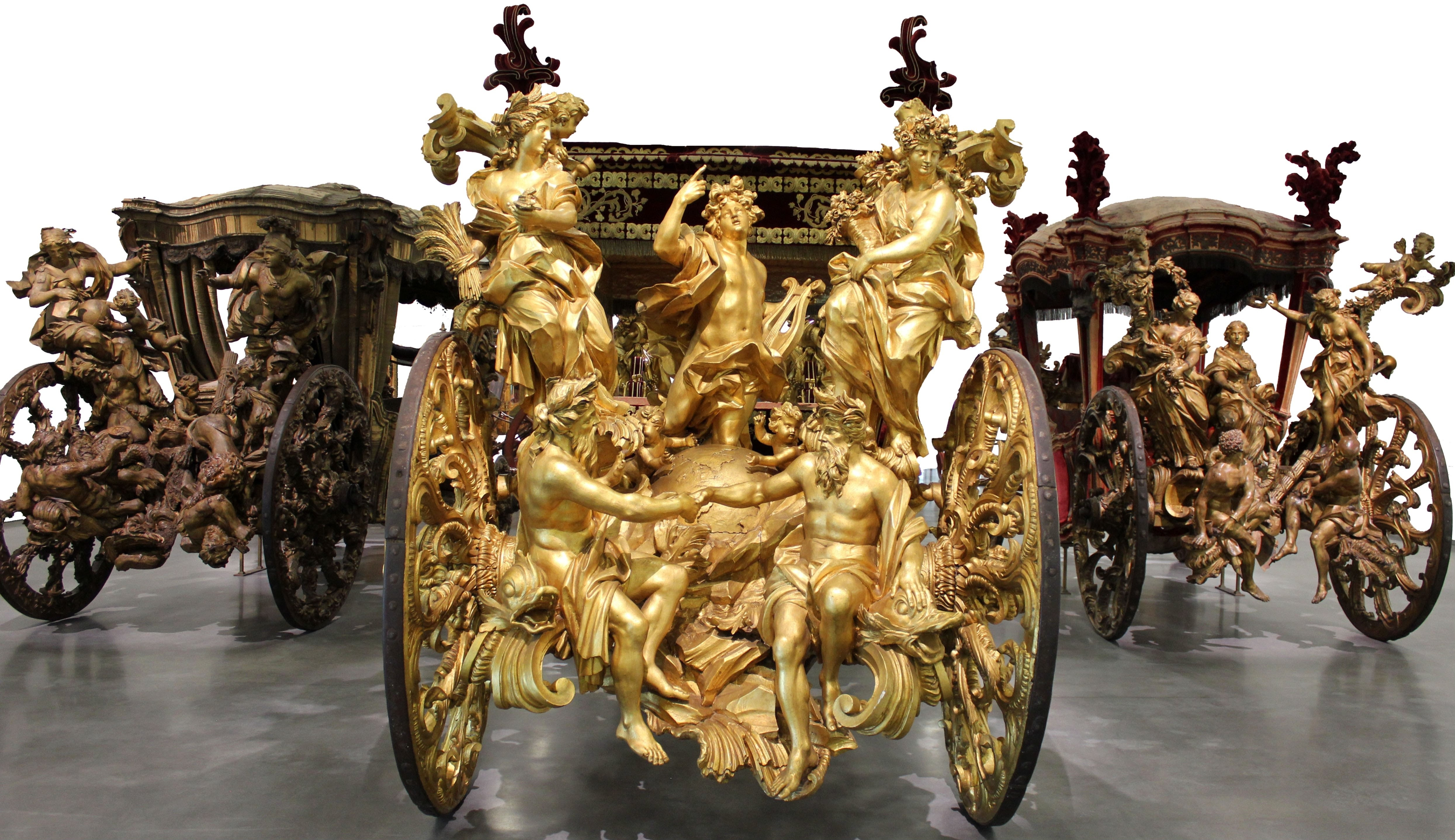
Três coches triunfais que faziam parte de um conjunto de cinco coches temáticos e dez de acompanhamento que integraram o cortejo da Embaixada do Marquês de Fontes a Roma, ao centro, o Coche dos Oceanos. Dois Velhos – o Atlântico e o Índico – dão as mãos, com um globo como fundo, simbolizando a ligação por mar entre dois mundos com a passagem do Cabo da Boa Esperança e Portugal como potência marítima; no Museu Nacional dos Coches.

Quando D. Manuel I em 1514 enviou a sua magnífica embaixada ao Papa, esta incluía um rinoceronte africano, um elefante branco da Índia ― o famoso Hanno, animal de estimação de Leão X ―, e onças do Brasil. D. João V quis igualmente garantir que as suas embaixadas imortalizassem o nome de Portugal.
Importa saber que o ritual protocolar naquela época era tido como de máxima importância política. O primeiro enviado de D. João V a Roma, em 1709, não ia, por exemplo, munido de estatuto de Embaixador, mas apenas de Enviado Especial. Assim, foram-lhe dadas as seguintes prerrogativas pelo Vaticano:

1. Poderia ter um baldaquino na antecâmara, e outro na sala de audiências;
2. os seus cavalos poderiam ter plumas de seda negra atadas à brida;
3. ao sair no seu coche, seria precedido por um criado de libré a pé levando um parasol vermelho, como cardeais e príncipes;
4. ser-lhe-ia permitida uma almofada de veludo para se ajoelhar na rua na igreja e na rua ao passar o sacramento;
5. o seu lacaio principal poderia usar veludo negro à espanhola;
6. seria intitulado na terceira pessoa em italiano, lei, mais respeitoso que Illustrissima para diplomatas residentes, e menos formal que Eccellenza para embaixadores;
7. podia pedir uma audiência com Sua Santidade com um dia de antecedência, ou mesmo no próprio dia de manhã para a tarde;
8. finalmente, seria sempre recebido por cardeais nas vestes cardinalícias regulares, e não de sobrepeliz ou roquete.

Já em 1707, quando o Conde de Vilar Maior foi pedir a mão da filha do imperador, foram encomendados sete magníficos coches nos Países Baixos, de onde o embaixador se deslocou a Viena. Mas de todas as missões diplomáticas de D. João V, seriam as embaixadas a Paris em 1715, depois da Guerra da Sucessão Espanhola, e a Roma no ano seguinte, aquando da guerra contra os turcos, as mais famosas:
- Paris, 1715: Finda a guerra, D. João V estava interessado em melhorar as relações com Luís XIV de França. Para atingir este objectivo, enviou o Conde da Ribeira Grande, filho de uma princesa francesa e afilhado do rei de França, a Paris, à frente de uma faustosa embaixada, que fez uma entrada pública em Paris a 18 de agosto de 1715, pouco antes da morte de Luís XIV. Com o maior aparato, num cortejo de cinco magníficos coches, cada um puxado por seis cavalos de diferentes cores, enquanto lacaios atiravam 10 000 moedas de prata e 200 moedas de ouro cunhadas para a ocasião aos parisienses nas ruas. O coche do embaixador, denominado Coche da Coroa, é um dos muitos da época que hoje pode ser visto no Museu Nacional dos Coches, na capital portuguesa;[24]
- Roma, 1716: No mesmo ano de 1715 veio um núncio apostólico a Lisboa para o baptismo do príncipe herdeiro, D. José; o coche que trazia era um presente para o rei de Portugal, e pode hoje também ser visto no Museu dos Coches. Para retribuir a visita, e por causa de acontecimentos recentes no Mediterrâneo envolvendo a República de Veneza e o Império Otomano, D. João V organizou em 1716 uma das mais faustosas embaixadas de todos os tempos a Roma, onde na altura era embaixador o futuro Marquês de Abrantes , então Marquês de Fontes. O cortejo pelas ruas da Cidade Eterna de cinco extraordinários coches temáticos ― três dos quais se encontram hoje no Museu dos Coches ― e dez coches de acompanhamento marcaram o ponto alto da ostentação da magnificência do Poder Real de um monarca que dominava um vasto império.[25]

## Triunfo de política externa: Batalha de Matapão

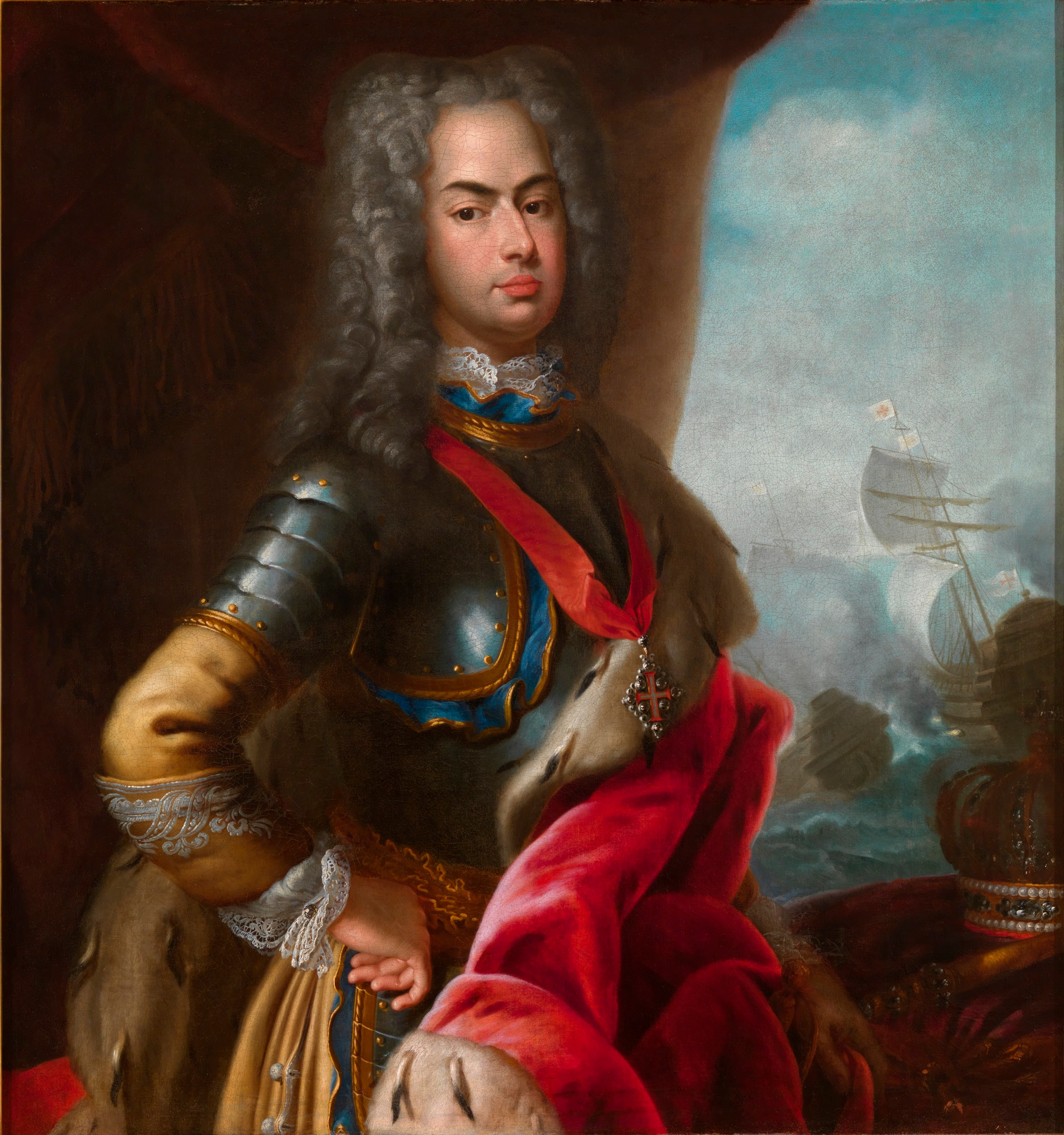
D. João V e a Batalha de Matapão (1719), Domenico Duprà (Museu Nacional de Arte Antiga)

No Mediterrâneo, o sultão otomano Amade III (1703-1736) queria vingar-se das derrotas do irmão Mustafá II, a que sucedera, vistas no Tratado de Karlowitz. Em 1715, iniciou uma guerra contra a República de Veneza para conquistar a Moreia. Veneza logo pediu auxílio ao Papa e ao imperador. E estes, por sua vez, pediram o auxílio dos principais reinos católicos europeus ― Espanha, França e Portugal.
A França, que acabara de estar em guerra contra a Áustria, não a quis ajudar. Mas a Espanha enviou uma esquadra ao Mediterrâneo em 1716. D. João V, ao contrário do irmão, o Infante D. Francisco, não era apaixonado pelo mar. No entanto, talvez para não ficar atrás do monarca espanhol, o rei fez armar uma esquadra para defender Corfu, que se encontrava cercada pelos turcos. Esta esquadra, de cinco naus de 334 peças, e ainda uma fragata e várias embarcações auxiliares, foi comandada pelo Conde do Rio Grande. Para infelicidade das armas portuguesas, ao chegar a Corfu já os turcos tinham levantado o cerco. Mas a recompensa pela faustosa embaixada de D. João V a Roma e pela esquadra contra os turcos no Mediterrâneo nesse Verão de 1716 foi imediata: em Novembro do mesmo ano, o Papa Clemente XI elevou o estatuto de arquidiocese da capital portuguesa, criando o Patriarcado de Lisboa. Os únicos outros patriarcados do Ocidente eram então ― e são ainda ― justamente Roma e Veneza.
No ano seguinte, em 1717, Clemente XI voltou a pedir o auxílio de D. João V, que novamente enviou uma esquadra ao Mediterrâneo. Esta esquadra ― agora sete naus de 472 peças no total ― deveria juntar-se à Armata grossa de Veneza e uma pequena esquadra da Ordem de Malta. Novamente capitaneada pelo Conde do Rio Grande, e tendo agora como vice-almirante o Conde de São Vicente, a esquadra foi uma autêntica embaixada flutuante de D. João V, tendo realizado grande fausto em Palermo e Messina, na Sicilia, antes de fazer o mesmo em Corfu.

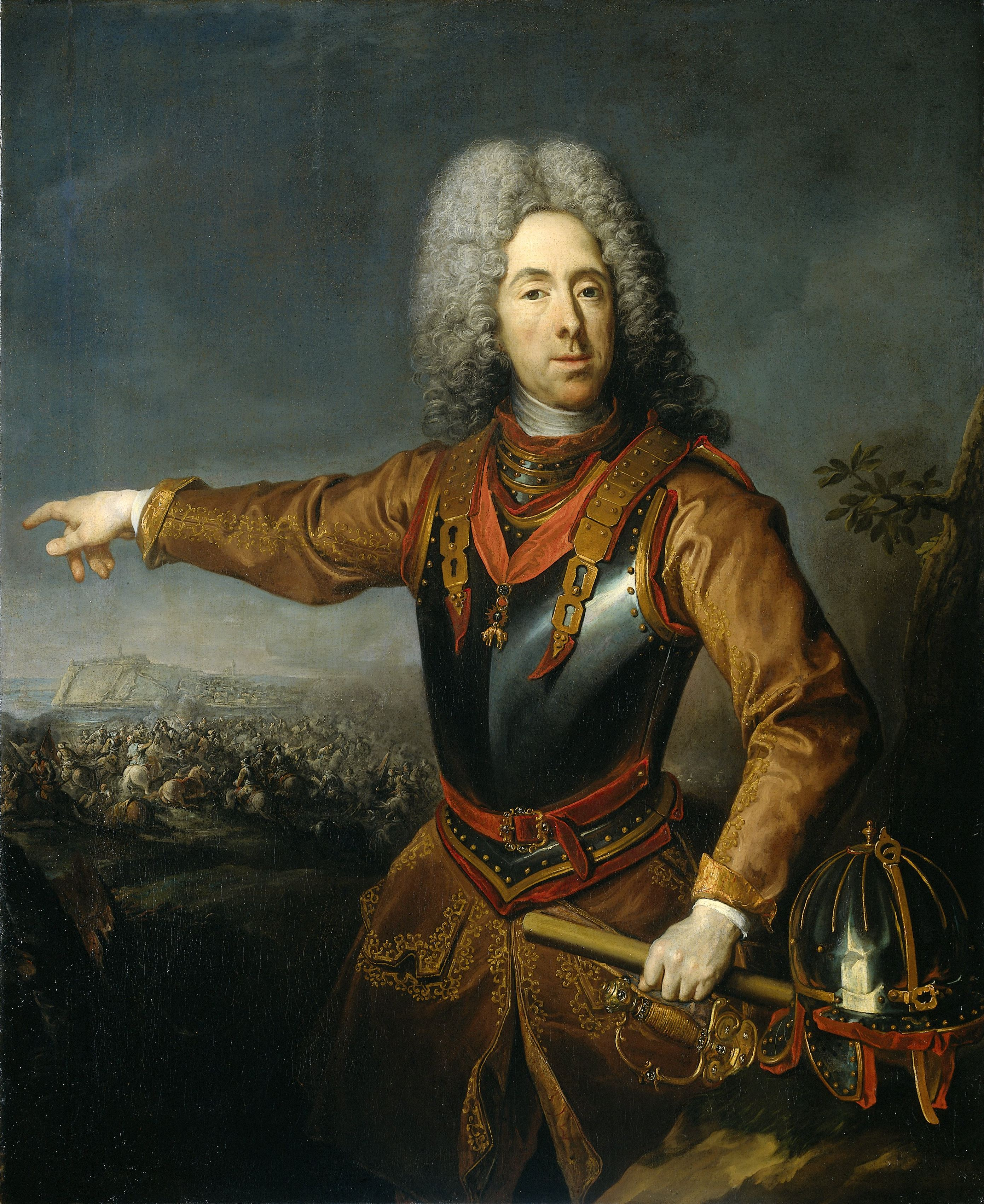
O príncipe Eugénio de Saboia, em pintura de 1718. Enquanto as esquadras de D. João V auxiliavam na guerra contra os turcos no Mediterrâneo, o exército imperial às suas ordens vencia a Batalha de Petrovaradin e o Cerco de Belgrado. Como general nas tropas imperiais encontrava-se ainda o infante D. Manuel, irmão mais novo de D. João V

Em Corfu, a esquadra portuguesa, fortalecida por duas pequenas naves da Ordem de Malta, totalizando 112 peças, e uma nau veneziana de 70 peças ― por curiosa coincidência chamada Fortuna Guerriera ― formou a arrière, ou terço traseiro da linha de batalha da armada cristã. No entanto, os condes portugueses recusaram ficar subordinados ao almirante da Ordem de Malta como chefe desta esquadra dos aliados de Veneza.
Encontrada a armada turca, travou-se a Batalha de Matapão. A certa altura caiu o vento, e a arrearia cristã viu-se sozinha a lutar contra a vanguarda de quinze naus da armada turca, estando as restantes naus cristãs mais afastadas e fora de alcance. E quando ao voltar o vento o almirante da Ordem deu ordem para a esquadra se afastar do inimigo para se juntar às demais cristãs, o Conde de São Vicente, a bordo de uma poderosa nau de 80 peças, recusou-se a seguir a manobra. Nisto foi seguido pelo Conde de Rio Grande, a bordo de outra nau de 80 peças, por duas outras das naus portuguesas, e ainda pela veneziana Fortuna Guerriera.
Graças à insubordinação dos condes portugueses, esta pequena força de cinco naus viu-se sozinha em luta contra as quinze naus da vanguarda da linha turca. No entanto, muito possivelmente por esta vanguarda ter já muito pouca pólvora para as peças, ao fim de várias horas de combate toda a vanguarda, e a própria armada turca, fez contravolta e retirou-se do campo de batalha. Assim, aos olhos da Armata grossa veneziana e das naves da Ordem de Malta, parecia que as naus portuguesas ― ajudadas pela Fortuna Guerriera ― tinham posto o inimigo turco em fuga.
Como resultado, a esquadra do Conde do Rio Grande foi um verdadeiro triunfo de política externa de D. João V. Na viagem de regresso, novas festas, com banquetes, bailes e fogos de artifício, foram dadas em Palermo na Sicília, onde a esquadra passou algum tempo em reparos, enquanto se correspondia com Portugal, Roma e Veneza ― tendo o próprio Papa escrito a agradecer ao almirante português. Mais tarde, D. João V recebeu igualmente agradecimentos de Clemente XI, e Veneza enviou um embaixador extraordinário a Lisboa com agradecimentos. O prestígio internacional de D. João V estava no seu auge.

## Relações internacionais, 1720-1750

### Relações com a Santa Sé e a China

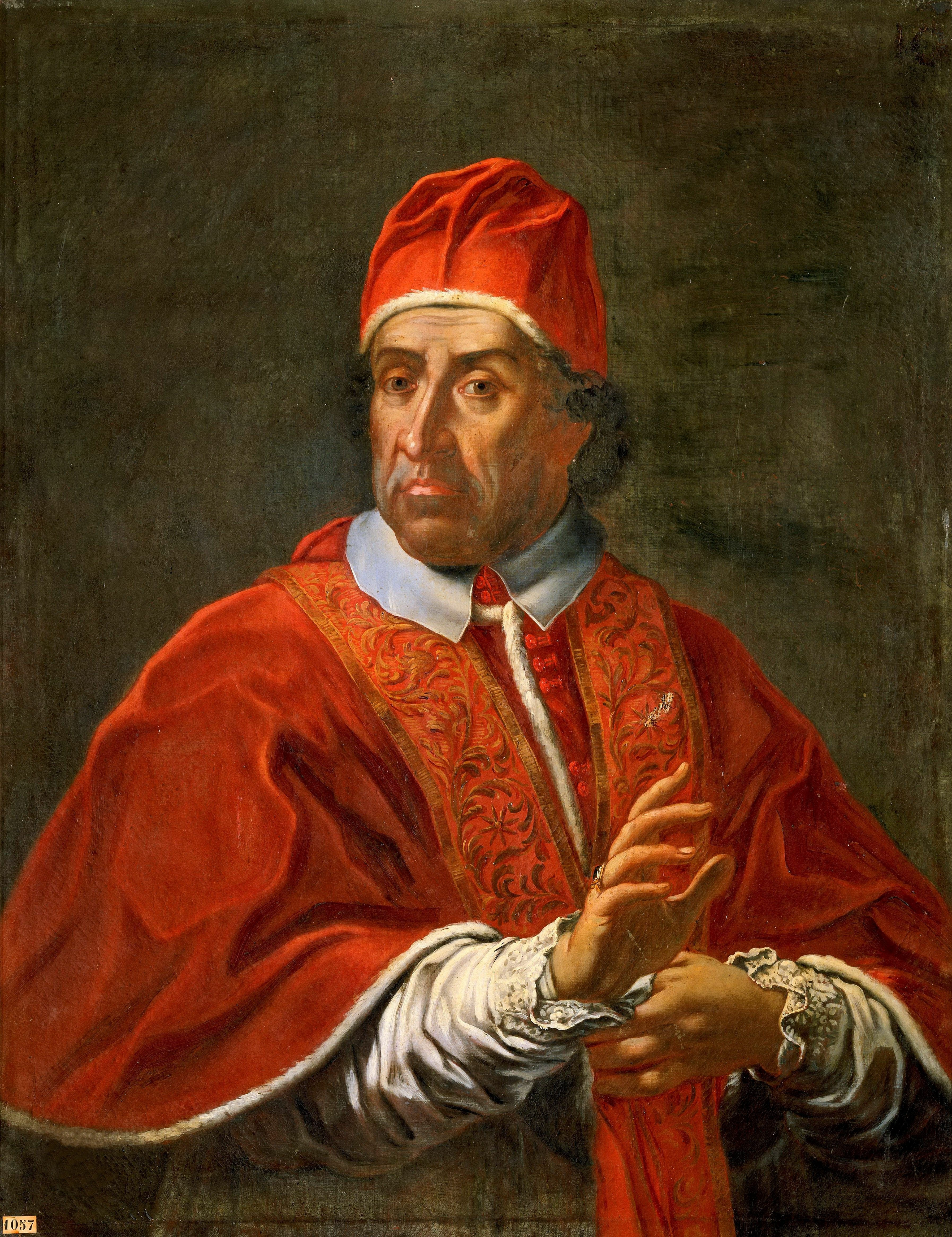
Papa Clemente XI (1700-1721).

D. João V foi, numa época em que a França se tornava o modelo europeu, mais virado para Roma do que para Paris. Ainda durante a Guerra da Sucessão Espanhola, em 1712, tinha fundado a Academia de Portugal em Roma, uma academia de arte destinada à formação de artistas portugueses na cidade pontifícia. Do mesmo modo, o seu artista favorito, João Frederico Ludovice, o arquitecto do Palácio Nacional de Mafra assim como, por exemplo, o ourives da Custódia da Bemposta, fora também formado em Roma.
Com as embaixadas de 1715-1716 e as duas esquadras portuguesas contra os turcos no Mediterrâneo em 1716-1717, as relações entre D. João V e a Santa Sé alcançaram o seu zénite; e isto numa fase em que a importância internacional da Santa Sé era grande, devido à ameaça do Império Otomano. No entanto, e apesar de ser de um modo geral fiel a Roma, D. João V nem sempre viu com bons olhos os decretos papais, procurando sempre que possível, dentro da hierarquia católica, promover Portugal como uma potência de primeiro plano.
Após o Tratado de Passarowitz de 1719, que se seguiu à derrota dos turcos perante a Áustria, a importância relativa da Santa Sé na política internacional diminuiu. Entrava-se no século das Luzes, um termo usado pela primeira vez na França em 1733.
Isto no entanto não afectou a colaboração de D. João V com o Papa, mesmo em casos em que os interesses dos dois eram diferentes. Um exemplo foi a forma como a Armada Real portuguesa se prestou a transportar um legado papal à China para implementar uma política que era contrária aos interesses de Portugal no Oriente.

#### A questão dos Ritos Chineses

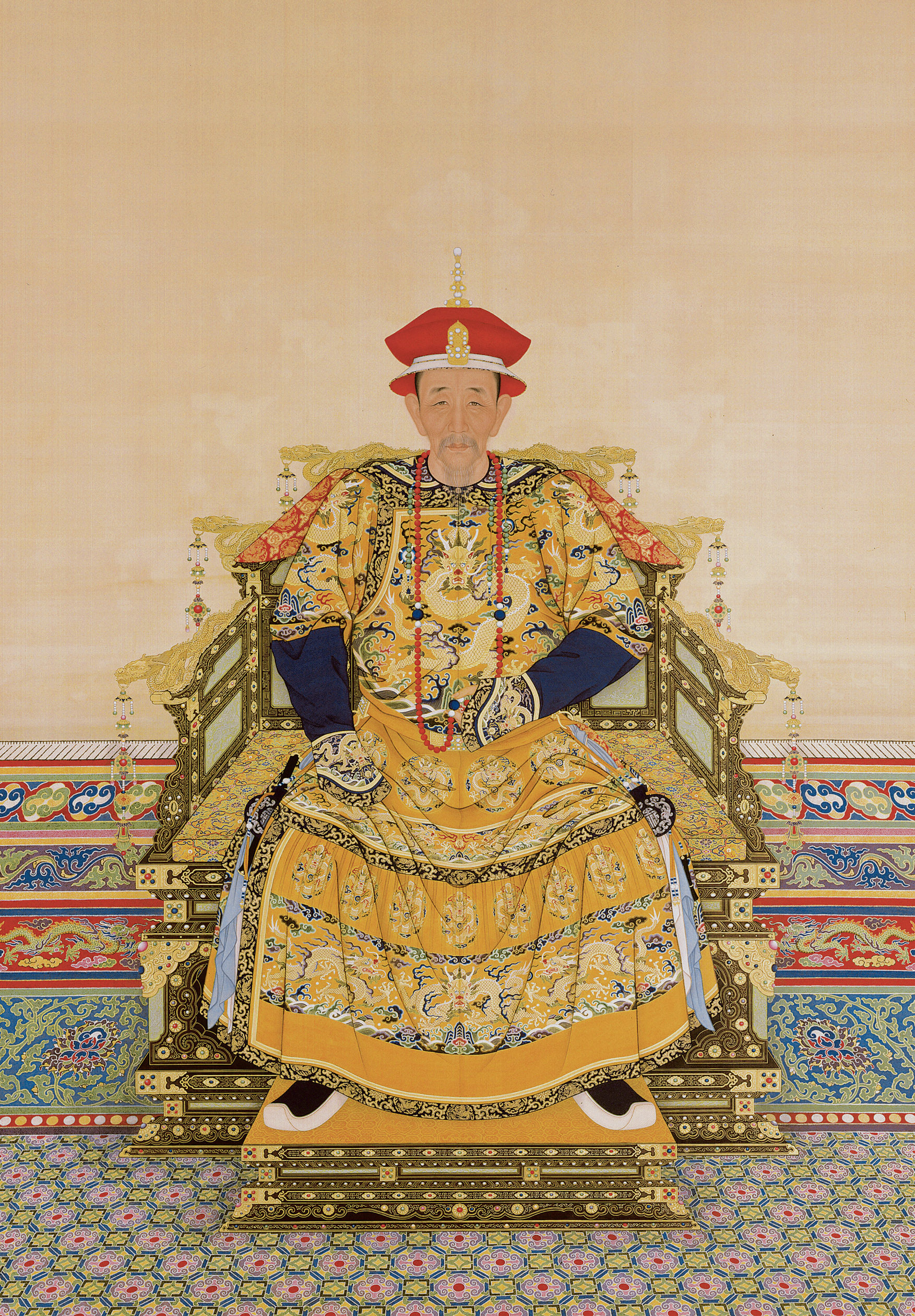
Imperador Kangxi (1662-1722), que enviou uma embaixada a D. João V em 1721, que o rei retribuiu com uma rica embaixada ao seu filho e sucessor, o Imperador Yongzheng, em 1725.

Clemente XI (1700-1721) era um papa ortodoxo; condenou, famosamente, o jansenismo, com a bula Unigenitus (1713). Dois anos mais tarde, com a bula Ex ille die (1715), devido à "Controvérsia dos ritos na China", condenou igualmente o uso pelos missionários na China de costumes locais ― os chamados Ritos Chineses ― para facilitar a evangelização. Esta condenação dificultaria o trabalho dos missionários ― na sua maioria jesuítas, muito deles portugueses ― e colocaria por isso o Padroado português numa muito pior situação na China.
Mas D. João V queria, dentro do razoável, acomodar a Santa Sé. Assim, a nau Rainha dos Anjos, de 56 peças, a mais pequena das portuguesas presentes na Batalha de Matapão em 1717, largou de Lisboa rumo a Macau a 20 de março de 1720. A bordo viajava Monsenhor Mezzabarba, Patriarca de Alexandria, legado papal à corte do Imperador da China. Este imperador era o grande Kangxi, um dos mais importantes da história da China, que reinara já por mais de meio século e que tinha tido ampla convivência com missionários católicos. O imperador tinha sido educado por missionários; tinha tido o jesuíta português Tomás Pereira como principal músico da Corte durante décadas; e encarregara mesmo um missionário, Teodorico Pedrini, da educação músical de três filhos seus, um deles o seu sucessor, o futuro imperador Yongzheng (1722-1735). A nau portuguesa chegou a Macau a 23 de Setembro, e pouco mais de um ano mais tarde, depois de conversas totalmente infrutíferas, largou de Macau com o legado de regresso a Roma a 13 de Dezembro de 1721. Um excelente exemplo de como D. João V se dispunha a colaborar com a Santa Sé.
Como nota deve ser dito que a Rainha dos Anjos nunca chegaria a Lisboa. Depois de ter chegado ao Rio de Janeiro a 5 de Maio de 1722, perdeu-se no porto um mês depois, devido a uma explosão da pólvora existente a bordo. A sua valiosa carga, que incluía mais de uma centena de peças de porcelana chinesa, e ainda vários outros presentes do imperador da China para D. João V e o papa, nunca foi encontrada, e encontra-se ainda no fundo da Baía da Guanabara.
O imperador Kangxi não apreciou a missiva papal e decidiu fechar a China aos missionários estrangeiros. No entanto, sabia que Mons. Mezzabarba representava o papa e não o rei de Portugal. Como resposta, pouco depois da Rainha dos Anjos ter largado de Macau, enviou uma embaixada em separado a D. João V logo em Março de 1721. Esta embaixada chegaria a Lisboa, tendo uma audiência em dezembro, onde ofereceu ao monarca português mais ricos presentes, incluindo sete enormes pérolas avaliadas em 14 000 cruzados cada. A embaixada motivaria uma resposta diplomática de D. João V. No entanto, como o imperador Kangxi faleceu no ano seguinte, após o mais longo reinado da história da China, a embaixada ao seu sucessor apenas largaria três anos mais tarde.
Em 1725, largou então a pequena nau de guerra Nossa Senhora da Oliveira, de 50 peças, em nova embaixada ao novo imperador da China. O embaixador era Alexandre Metelo de Sousa e Meneses, antigo secretário da embaixada em Madrid. O embaixador esteve quatro meses no Brasil na ida, para tratar de interesses vários da Coroa na colónia, e fez ainda uma "missão a Batávia", com a duração de um mês, onde entregou duas cartas da Coroa ao governador-geral da Companhia Holandesa das Índias Orientais antes de seguir viagem para a China. Esta embaixada de D. João V, mais um exemplo da sua política internacional de ostentação e magnificência para promover Portugal no plano internacional, encontra-se descrita numa monografia recente.

#### A questão do cardinalato de Bichi

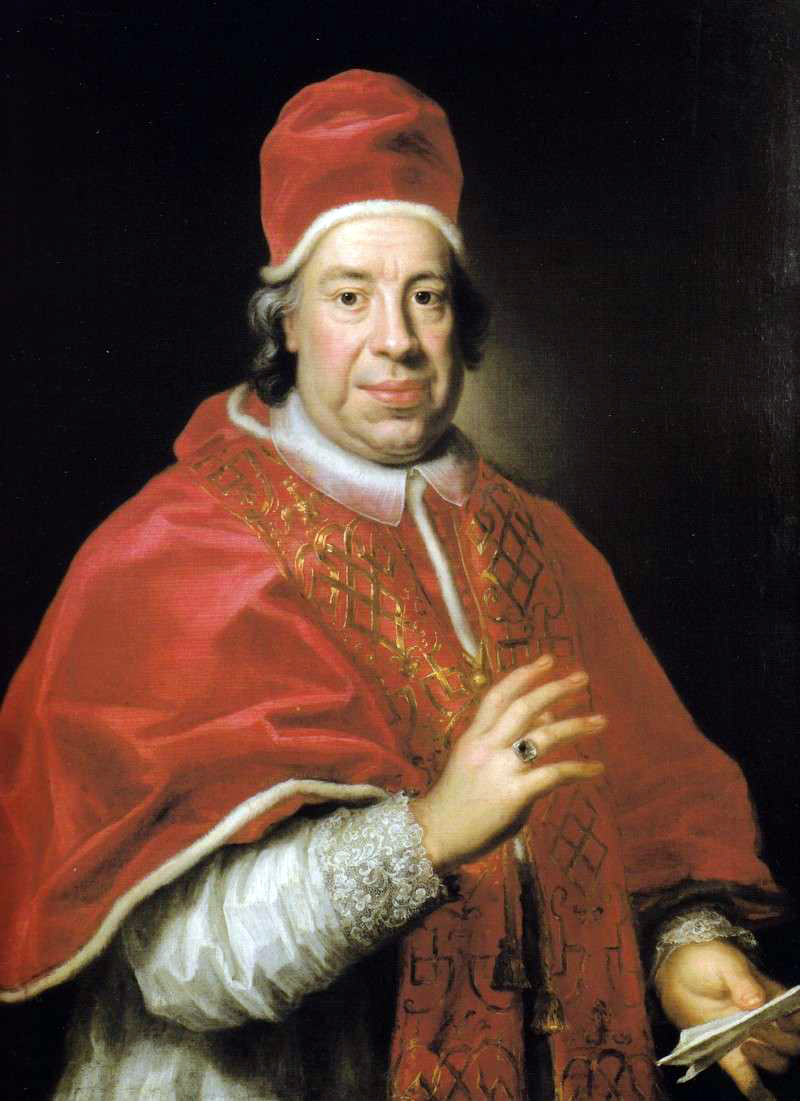
Papa Inocêncio XIII (1721-1724), antes núncio apostólico em Lisboa 1697-1710, feito cardeal em 1706.

Houve, no entanto, um aspecto que marcou profundamente as relações entre Lisboa e Roma neste período: a nunciatura de Vincenzo Bichi, núncio apostólico em Lisboa nomeado em setembro de 1709, que chegou a Lisboa em outubro do ano seguinte. Durante mais de dez anos este seria o protagonista de uma feroz luta de interesses entre Lisboa e Roma.
Bichi, anteriormente núncio na Suíça desde 1703, foi fortemente criticado pelo clero português pelo seu escandaloso comportamento em Lisboa, que passava por abusos vários, nomeadamente na avultada venda de indultos. Essas queixas acabariam por levar João V a queixar-se à Santa Sé. Bichi foi chamado ao Vaticano para se justificar. Depois de ser severamente avisado pôde regressar a Lisboa, mas o seu comportamento não melhorou, passando mesmo a ignorar ordens pontificas.
Entretanto, deu-se a embaixada a Roma do Marquês de Fontes e as jornadas ao Mediterrâneo das esquadras do Conde do Rio Grande. A arquidiocese de Lisboa tinha sido elevada a patriarcado depois da primeira. Depois da Batalha de Matapão, pareceu-lhe agora justo a João V que, quando o indesejado Bichi fosse substituído, lhe fosse dada a dignidade de um cardinalato, como era costume em Roma dar a núncios regressados de Madrid, Paris, e Viena. Isto mesmo tinha sucedido com o anterior núncio em Lisboa ― o futuro Inocêncio XIII. João V queria agora que esta práctica se tornasse fixa. Devido à má conduta de Bichi em Lisboa, parecia pouco provável que a dignidade lhe fosse concedida. João V no entanto insistiu, e comunicou à Santa Sé em 1719 que não permitiria Bichi deixar Lisboa sem antes receber garantias de que lhe seria oferecido o cardinalato. Mais uma vez vemos assim João V afirmar Portugal como uma potência principal, querendo equiparar Portugal com a Áustria, a Espanha e a França.
Em Setembro de 1720, Clemente XI chamou Bichi a Roma e nomeou o napolitano Giuseppe Firrao novo núncio em Lisboa. João V, no entanto, manteve-se firme: não autorizou nem Bichi a deixar Lisboa, nem Firrao a entrar. E no início de 1721 morreu Clemente XI.

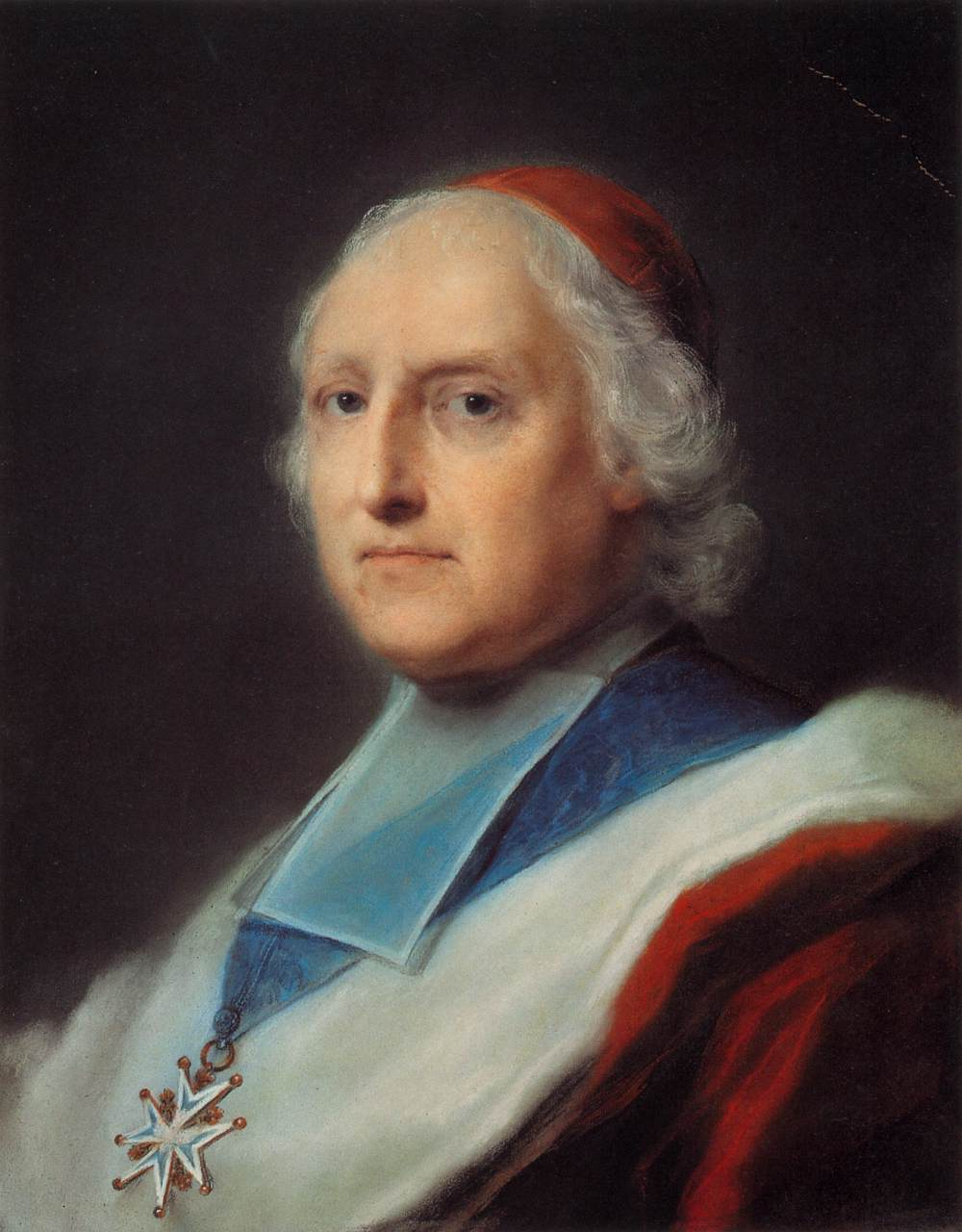
O cardeal de Polignac, embaixador da França em Roma de 1724 a 1732, foi ao tempo o chefe da facção que se opunha a oferecer um cardinalato a Bichi, tal como desejava João V.

Depois da morte de Clemente XI, João V viu com bons olhos a eleição de Inocêncio XIII em 1721. Era um homem que o monarca conhecia bem pessoalmente, visto o novo Papa ter vivido doze anos em Portugal, como núncio apostólico em Lisboa de 1697 a 1710. No entanto, em maio de 1721, Inocêncio XIII confirmou Firrao como núncio, sem ceder quanto à questão do cardinalato. O monarca português recusou reconhecer a nomeação de Firrao, e continuou a exigir o cardinalato para Bichi, ameaçando mesmo cortar as relações diplomáticas. Isto numa altura em que, por exemplo, e como se viu, uma nau de guerra portuguesa funcionava como transporte diplomático à China ao serviço da Santa Sé.
Inocêncio XIII morreria pouco depois, em 1724. O novo Papa, Bento XIII ― o único papa com ascendência real portuguesa, visto ser descendente de Dinis ― via-se pressionado por um lado pelo cardeal português José Pereira de Lacerda, que tentava usar a sua influência na Cúria em favor do seu rei, e pelo lado contrário por um grupo de cardeais do Sacro Colégio liderados pelo embaixador francês, o cardeal Melchior de Polignac, que argumentavam que não seria correcto premiar o mau comportamento e desobediência de Bichi com a púrpura.
Finalmente, João V, que despendia fabulosas somas com a cúria romana e com igrejas, monumentos e cerimónias religiosas, concretizou em 1728 as ameaças que tinha feito alguns anos antes: encerrou a nunciatura em Lisboa, ordenou a todos os seus súbditos em Roma que deixassem a cidade, e proibiu todos os portugueses, eclesiásticos e leigos, de manter relações directas com a Santa Sé. Isto motivou Bento XIII a pedir a mediação de Filipe V de Espanha na questão, mas esta mediação foi categoricamente recusada por D. João V. Por fim, no outono de 1730 o novo papa Clemente XII, eleito poucos meses antes, cedeu totalmente aos desejos do João V, comprometendo-se a promover Bichi ao cardinalato.
Bichi seria feito cardeal de S. Pietro in Montorio a 24 de setembro de 1731, e pôde tomar possessão da dignidade com magnífica ostentação graças a uma dádiva de 25 000 cruzados de João V ― que assim conseguira, numa época em que prestígio era tudo, ver a nunciatura em Lisboa ser promovida a uma das mais prestigiosas do mundo católico, a par de Madrid, Paris e Viena.

### Relações com a Espanha e a Grã-Bretanha
Durante todo o reinado de D. João V Portugal manteve uma relação pouco estável com a Espanha por um lado, e para o contrabalançar uma firme aliança com a Grã-Bretanha por outro. Isto tinha fundamentalmente que ver com as diferentes naturezas dos três impérios.

#### A expulsão dos Ingleses de Cabinda

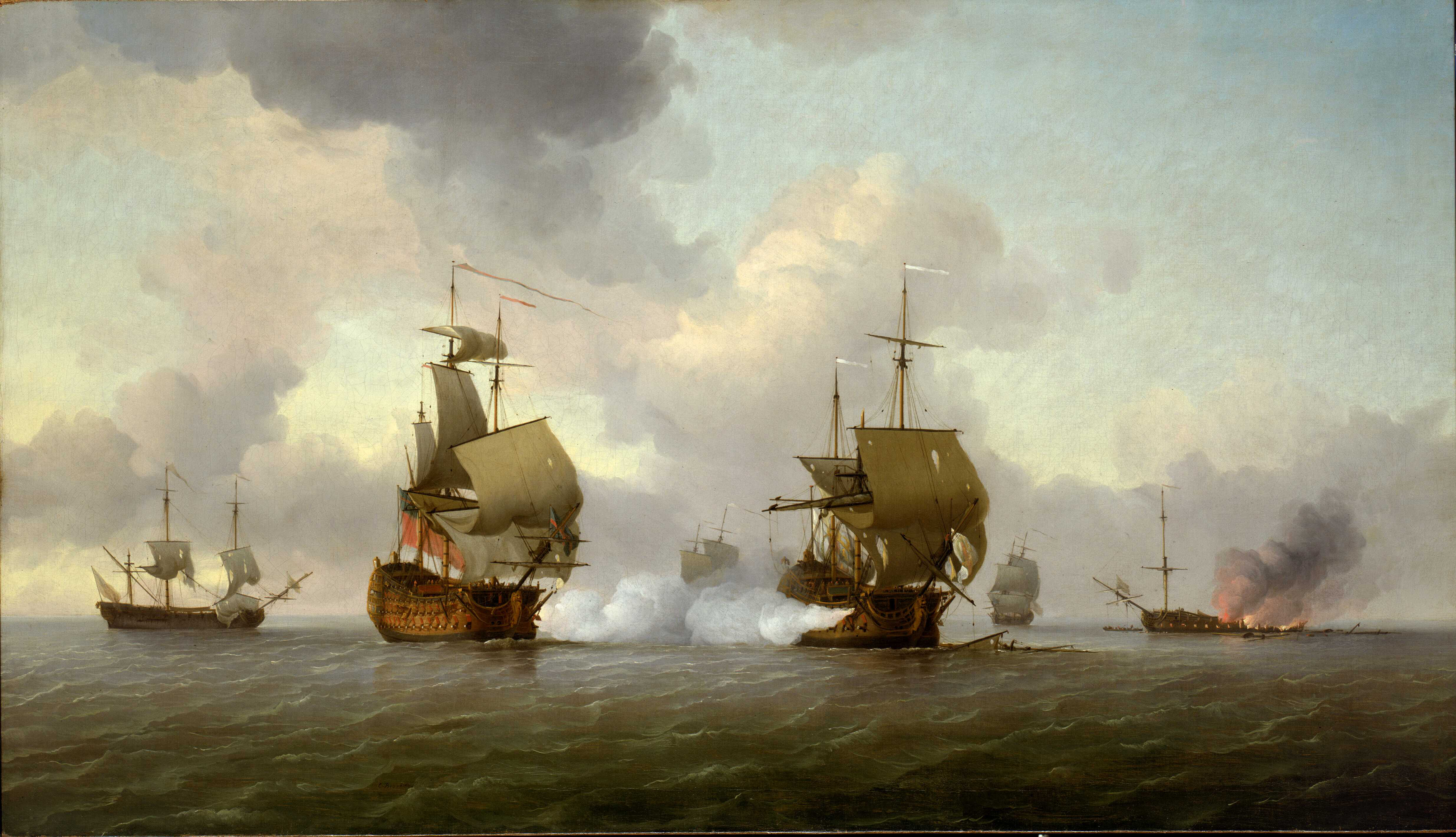
The Capture of the Glorioso, em 1747. À esquerda, o Russel inglês, de 80 peças; à direita, o Glorioso espanhol, de 70 peças. A capitânia e a almiranta portuguesas na Batalha de Matapão eram ambas naus de 80 peças; mas apenas a partir da década de 1730 começou Portugal a enviar naus de mais 70 peças ao Ultramar. Naus de 60-64 peças eram o normal nas Armadas do Brasil e da Índia ― a força naval de que dependia o império ultramarino de D. João V.

Durante todo o reinado de D. João V, o mais fiel aliado de Portugal foi a Grã-Bretanha. Em 1723 passou-se um incidente que, por ser exceptional, revela muito o motivo desta aliança.
A 4 de novembro de 1722, o vice-rei do Brasil escreveu ao rei, informando Lisboa sobre uma fragata holandesa que incomodava a navegação portuguesa na Costa do Ouro. Ao mesmo tempo, o governador de Luanda, em Angola, escreveu ao rei a informar que os ingleses estariam a construir um forte em Cabinda, na foz do Rio Congo, região que os portugueses tinham descoberto com a expedição de Diogo Cão na década de 1480, e cujos reis locais, depois de evangelizados, sempre tinham sido amigos dos portugueses.
Cabinda sempre tinha sido considerada pelos portugueses parte de Angola; um forte inglês na região era assim intolerável para Lisboa. O rei discutiu a situação, considerada grave, com o Conselho Ultramarino, e foi decido enviar uma das próximas naus da Armada do Brasil para investigar, e tomar acção se necessário. Essa nau poderia depois examinar o caso da fragata holandesa na Costa do Ouro.
No dia 26 de maio de 1723 largaram então para o Brasil as naus Nossa Senhora Madre de Deus (60 peças) e Nossa Senhora da Atalaia (52 peças), como escolta de dezasseis naus mercantes. Depois de chegar a salvamento a Salvador (Bahia), a mais pequena das naus cruzou novamente o Atlântico, dirigindo-se então a Angola, como estipulado pelas ordens régias. Chegou a Luanda no dia 12 de setembro, e largou novamente com rumo norte a 6 de Outubro.
Duas semanas depois chegou a Cabinda, e verificou que efectivamente aí se achavam ingleses: duas corvetas ― sloops of war, com menos de 18 peças cada ―, uma nau de mercadorias, e um forte de 30 peças acabado de ser construído. Nos termos das ordens que levava de D. João V, a Nossa Senhora da Atalaia exigiu que os ingleses entregassem o forte ao governo de Sua Majestade portuguesa. Estes recusaram, e a nau portuguesa abriu fogo. Com apenas 52 peças, era uma nau das mais pequenas; no entanto, era mais que suficiente para lidar com duas pequenas corvetas, cujas tripulações logo as abandonaram e se refugiaram no forte. Por dois dias a nau portuguesa e o forte inglês cruzaram fogo, até que os ingleses aceitaram render o forte e a nau de transporte em troca de poderem regressar à Europa nas corvetas.

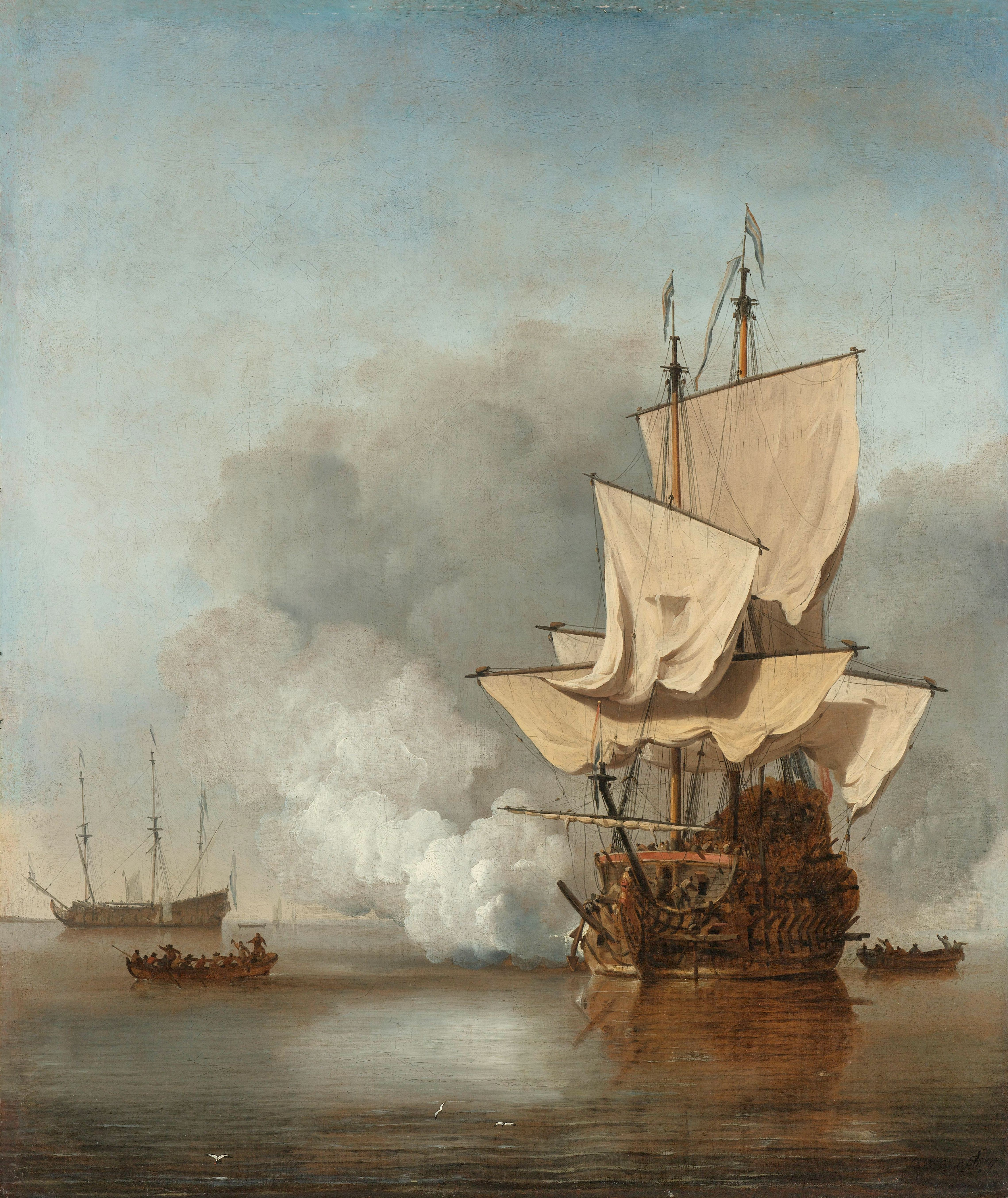
Het Kanonschot, de 1707. Na pintura vemos uma nau de 60 peças do início do reinado de D. João V.

Este incidente marca o único confronto entre forças portuguesas e inglesas durante todo o longo reinado de D. João V; não há notícia do monarca português ter recebido protestos de Londres. O incidente é importante porque sendo a excepção, prova a regra: os interesses ultramarinos das duas potências nesta época eram distintos: os ingleses concentravam-se essencialmente nas Caraíbas e na América do Norte; os portugueses na América do Sul, África, e na Índia ― onde os interesses dos ingleses estavam ainda inteiramente nas mãos da Companhia das Índias Orientais. Os interesses das duas coroas não entravam assim em conflicto, o que explica a longevidade da aliança entre Portugal e a Grã-Bretanha neste período.
Quanto à Nossa Senhora da Atalaia, esta regressou a Luanda com as novas, e voltou depois a largar para a Costa do Ouro em dezembro, no cumprimento das ordens régias. Depois de uma curta paragem nas possessões portuguesas da Ilha do Príncipe, no Golfo da Guiné, e no forte de Ajudá, na Costa dos Escravos, chegou ao então há muito holandês Castelo da Mina, na Costa do Ouro, em janeiro de 1724. Aqui descobriu que a fragata holandesa que tinha incomodado a navegação portuguesa era afinal um barco de piratas de 30 peças, que a nau portuguesa logo afundou a tiro de canhão.
A Nossa Senhora da Atalaia regressou depois ao Brasil, onde chegou no início de abril de 1724, para depois voltar a Portugal, depois de ano e meio e mais de catorze mil milhas náuticas de cruzeiro. Desde que o governador de Luanda e o Vice-Rei do Brasil tinham escrito a D. João V, até os problemas não mais existirem, apenas um ano passara ― um bom exemplo da dimensão global de Portugal nesta época, e de como ela dependia da Armada.

#### A Troca das Princesas

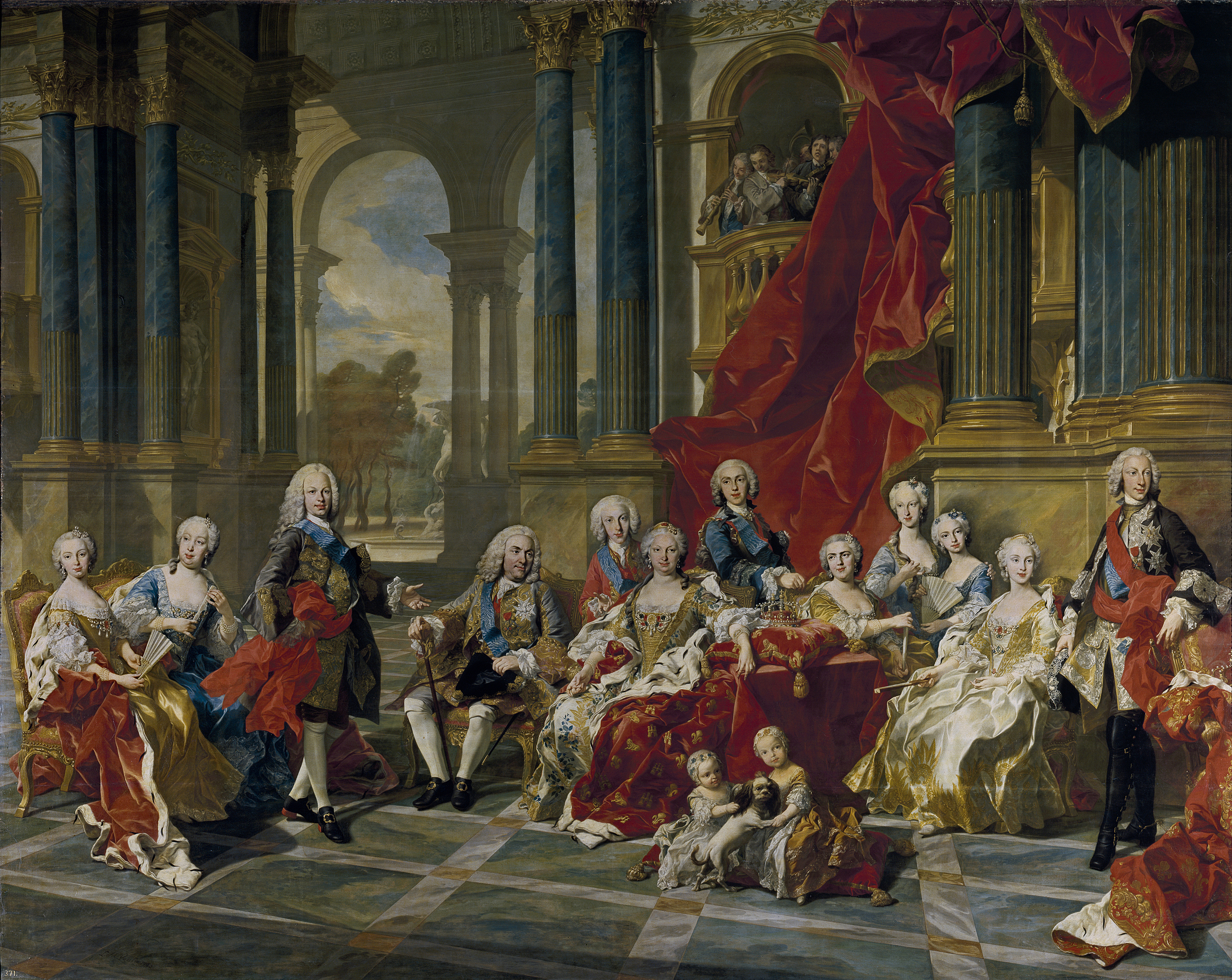
A família real espanhola, por volta de 1743. À esquerda, de pé, o príncipe herdeiro, o futuro Fernando VI de Espanha, e sentada, de azul, a sua mulher, D. Bárbara de Bragança.

Ao contrário das muito estáveis relações com a Grã-Bretanha, as relações com a Espanha sempre sofreram altos e baixos ao longo do reinado de D. João V. Quando subiu ao trono estava-se em plena guerra; mas mesmo depois da paz, a situação nunca foi estável.
Alguns anos após a paz de Utrecht, as relações entre os dois reinos ibéricos melhoraram sensivelmente quando D. Luís da Cunha, grande diplomata que estivera presente nas negociações do tratado de paz, foi nomeado embaixador em Madrid em 1719. Estava-se também no período áureo do prestígio de D. João V, graças à Batalha de Matapão. A cidade de Colónia do Sacramento fronteira a Buenos Aires, evacuada pelos portugueses em 1705, tinha sido devolvida dez anos depois, e nada fazia prever novos conflictos. Mas pouco depois fundaram os portugueses na mesma região a cidade de Montevidéu, actual capital do Uruguai, em 1723. As reacções dos espanhóis de Buenos Aires foram imediatas, fazendo adivinhar futuras polémicas.
Desde 1723, a jovem infanta portuguesa D. Bárbara, filha de D. João V, estava prometida ao ainda mais jovem Príncipe das Astúrias, o infante Fernando. Em 1725 a diplomacia espanhola viu então no Príncipe do Brasil, o infante D. José, o noivo ideal para a infanta Maria Ana Vitória, filha de Filipe V. A aliança entre as duas casas reais foi assim transformada em consórcio duplo, e criaram-se portanto condições excepcionais para a unidade peninsular. O duplo matrimónio dos príncipes herdeiros com princesas do reino vizinho veio a verificar-se após a chamada Troca das Princesas, também conhecida como Jornada do Caia, que ocorreu no rio Caia na fronteira do Alentejo, a 19 de Janeiro de 1729.
A jornada em si foi caracterizada por todo o aparato típico das grandes cortes absolutistas da época. Das dezenas de coches e berlindas usados nesta ocasião ― apenas para a Jornada do Caia foram encomendadas em Paris 24 berlindas ―, sobreviveu até os nossos dias no Museu Nacional dos Coches um coche fabricado em Portugal, o Coche da Mesa, assim chamado por conter no interior uma mesa amovível.

#### A campanha do Rio da Prata

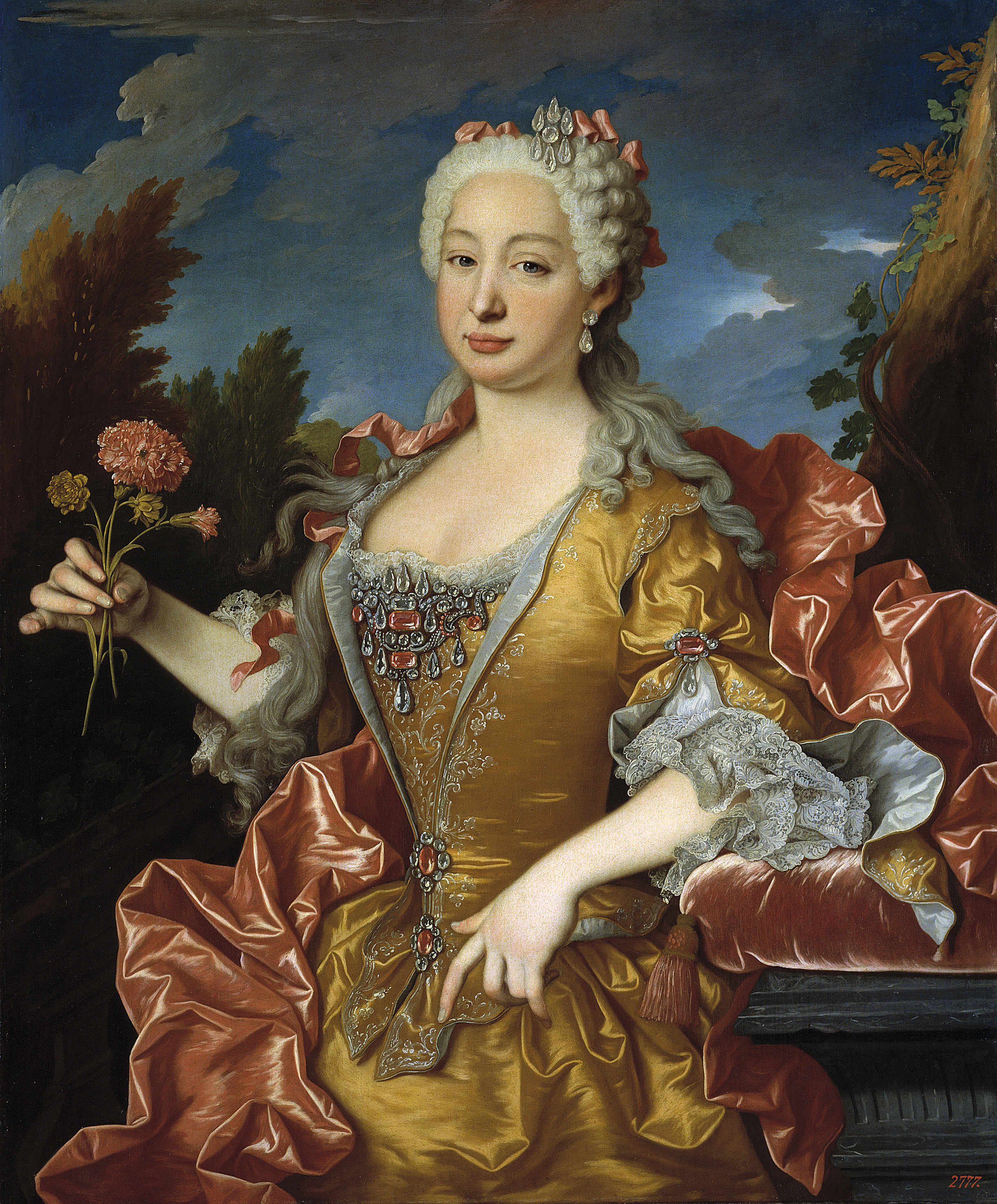
D. Bárbara de Bragança em 1729. A Troca das Princesas esse ano não foi capaz de evitar o conflicto sobre o Rio da Prata alguns anos mais tarde.

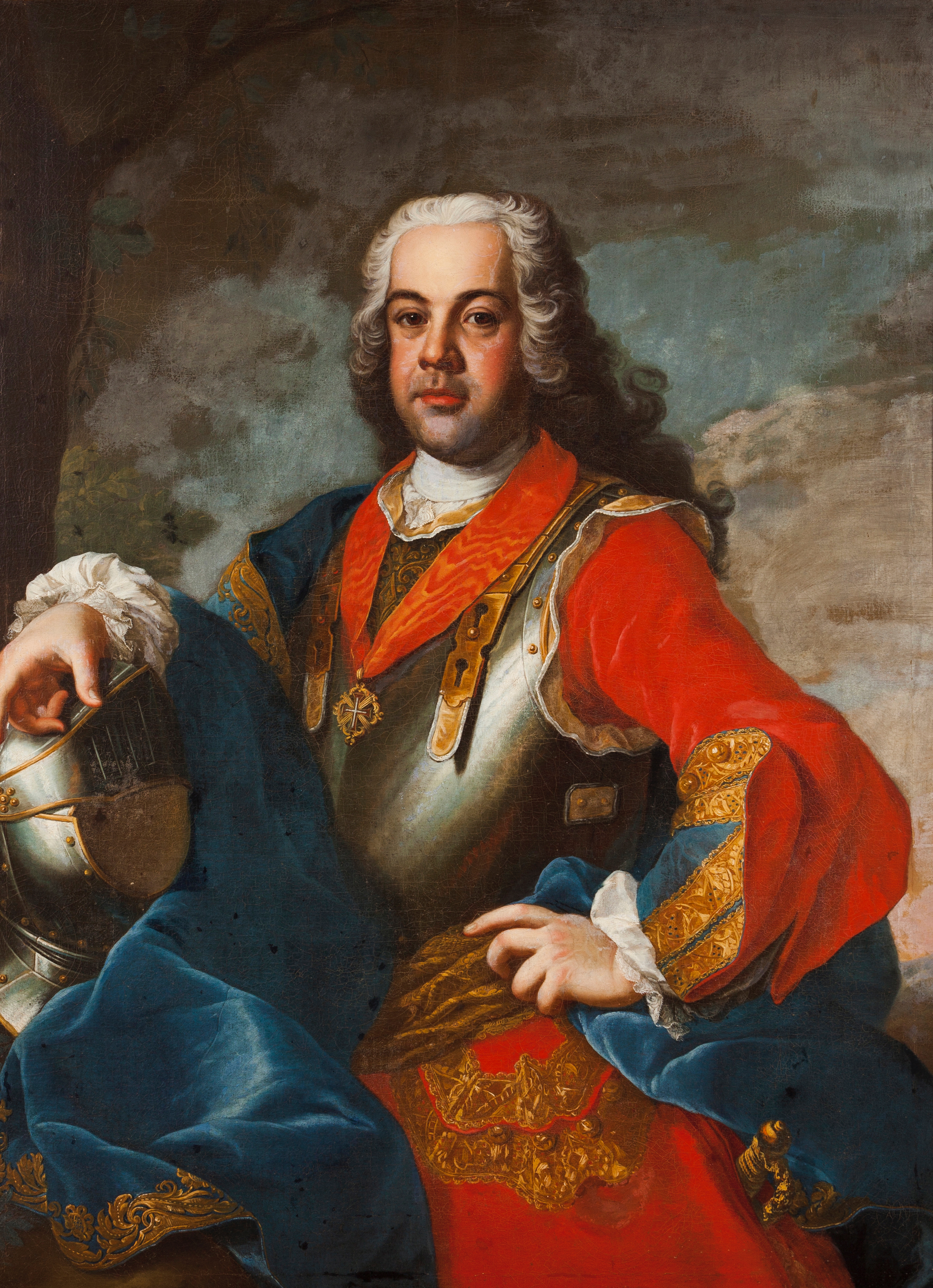
O infante D. Francisco, irmão de D. João V, em 1730, como Condestável de Portugal após a morte do 1.^{o} Duque de Cadaval em 1727. O infante era o maior proponente do uso de poder naval na família real.

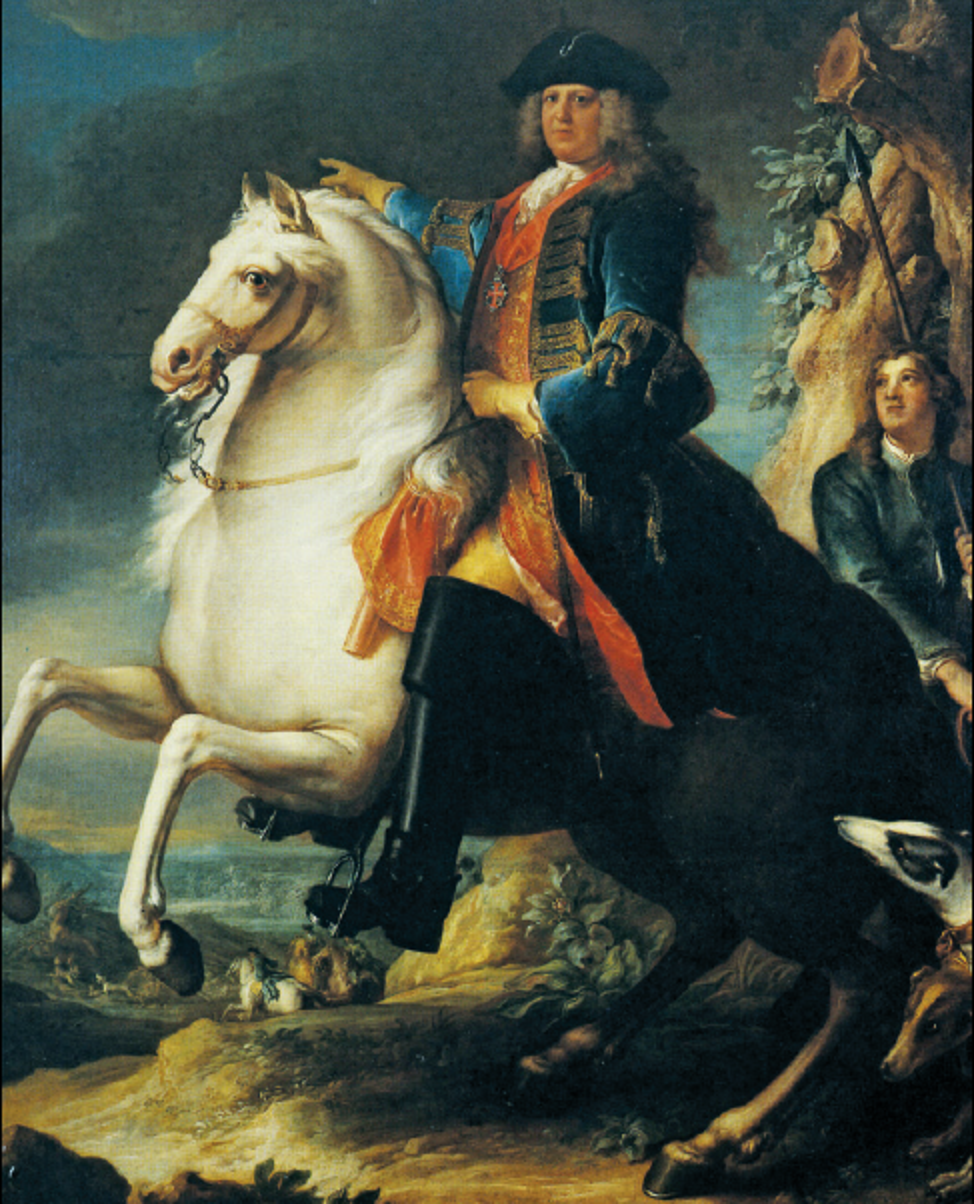
O 3.^{o} Duque de Cadaval, dos Concelhos de Estado e da Guerra, cerca de 1728. Esteve presente na Troca das Princesas em 1729 como Estribeiro-mor de D. João V.

Desde o início do reinado de D. João V, o principal ponto de discórdia entre Portugal e a Espanha não estava situado na fronteira ibérica, mas sim no distante Rio da Prata: era a Colónia do Sacramento. Sempre desde que os portugueses tinham fundado esta cidade em frente a Buenos Aires em 1680, os espanhóis desta cidade tinham querido remover os portugueses da região.
A 22 de Novembro de 1723, os portugueses iniciaram a fundação de uma base em Montevidéu, que possui o melhor porto profundo no Rio da Prata. Esta tentativa logo causou novos problemas. Uma das questões era a própria legalidade da fundação: o Tratado de Utrecht estipulara sobre ”o Territorio e Colonia do Sacramento, ſita na margem ſeptentrional do Rio da Prata” que o monarca espanhol faria uma “desistência nos termos mais fortes”, ”para que o dito Territorio e Colonia fiquem comprehendidos nos Dominios da Coroa de Portugal”, mas nada dizia sobre novas fundações na região. Na interpretação dos espanhóis de Buenos Aires, isto significava que os portugueses apenas tinham direito à Colónia do Sacramento, e que a fundação de Montevidéu era ilegal. A reacção foi imediata: a 22 de janeiro de 1724, os espanhóis de Buenos Aires ocuparam o lugar de Montevidéu, que havia sido abandonado pelos portugueses ao tomarem conhecimento que poderosas forças hispânicas estavam a caminho.
Os verdadeiros problemas viriam na década seguinte, quando os portugueses intensificaram a colonização do Rio Grande do Sul em 1733. Forças de Buenos Aires vieram então em 1734 pôr cerco à Colónia do Sacramento, que apenas se salvou graças a reforços enviados do Rio de Janeiro. Montevidéu continuava ocupada pelos espanhóis, que para lá fariam passar um exército considerável. As relações entre Portugal e a Espanha deterioraram rapidamente, e logo em fevereiro de 1735 deu-se o "incidente das embaixadas": a guarda espanhola entrou na embaixada portuguesa em Madrid e aprisionou dezanove empregados da embaixada ― a que D. João V logo ripostou com a prisão de dezanove funcionários da embaixada espanhola em Lisboa. Cortaram-se as relações diplomáticas, e em Lisboa preparou-se a guerra.
D. João V decidiu então enviar uma forte esquadra ao Rio da Prata para fazer valer os interesses de Portugal na região. Em 1736, largaram assim ao todo seis naus de guerra, com 390 peças no total, para a América do Sul. Encontrariam no Mar da Prata uma esquadra espanhola de cinco pequenas naus e três fragatas, com 332 peças no total ― uma força manifestamente inferior. Alguns combates foram travados, em que nenhum dos lados perdeu naves; mas os espanhóis não conseguiram impedir que a esquadra portuguesa, ao comando de Luís de Abreu Prego, rompesse o bloqueio naval da Colónia do Sacramento (por duas fragatas espanholas que logo se refugiaram em Barragán, perto de Buenos Aires) e iniciasse um bloqueio a Montevidéu, fixando assim o exército espanhol em terra. Durante um ano, de agosto de 1736 a agosto de 1737, a esquadra portuguesa bloqueou o exército espanhol em Montevidéu, sem que a esquadra espanhola no Mar da Prata tentasse fazer alguma tentativa de desafiar os portugueses, até que chegou uma nau de guerra do Rio de Janeiro com notícias de que em Paris se tinha assinado um armistício em maio de 1737. Assim foi sitiada por mar Montevidéu, sem que durante um ano a esquadra espanhola na zona tivesse ousado desafiar a portuguesa. Por ironia, a única nave perdida durante toda esta campanha foi uma fragata espanhola de 36 peças, por encalhe.
Enquanto tudo isto se passava, D. João V tinha invocado a aliança com a Grã-Bretanha logo em 1735, quando depois do incidente das embaixadas se adivinhava uma possível guerra com Espanha. Como resultado da aliança anglo-lusa, chegou a Lisboa no verão de 1736 uma poderosíssima armada de vinte e seis naus de guerra ― equivalente practicamente a toda a Armada Real espanhola ― às ordens do próprio Admiral of the Fleet Sir John Norris. A maior parte desta armada permaneceu em Lisboa até o verão seguinte, após o armistício de Paris.
Assim se explica porque pôde D. João V enviar a esquadra ao Rio da Prata sem ter que se preocupar com a defesa das águas da metrópole, e assim se explica porque Espanha rapidamente assinou um armistício com Portugal. E assim se explica, talvez, porque Portugal a partir da segunda metade do reinado de D. João V começou a sofrer uma certa dependência da Grã-Bretanha, que apenas se tornaria mais manifesta com o passar das décadas.

#### O Tratado de Madrid

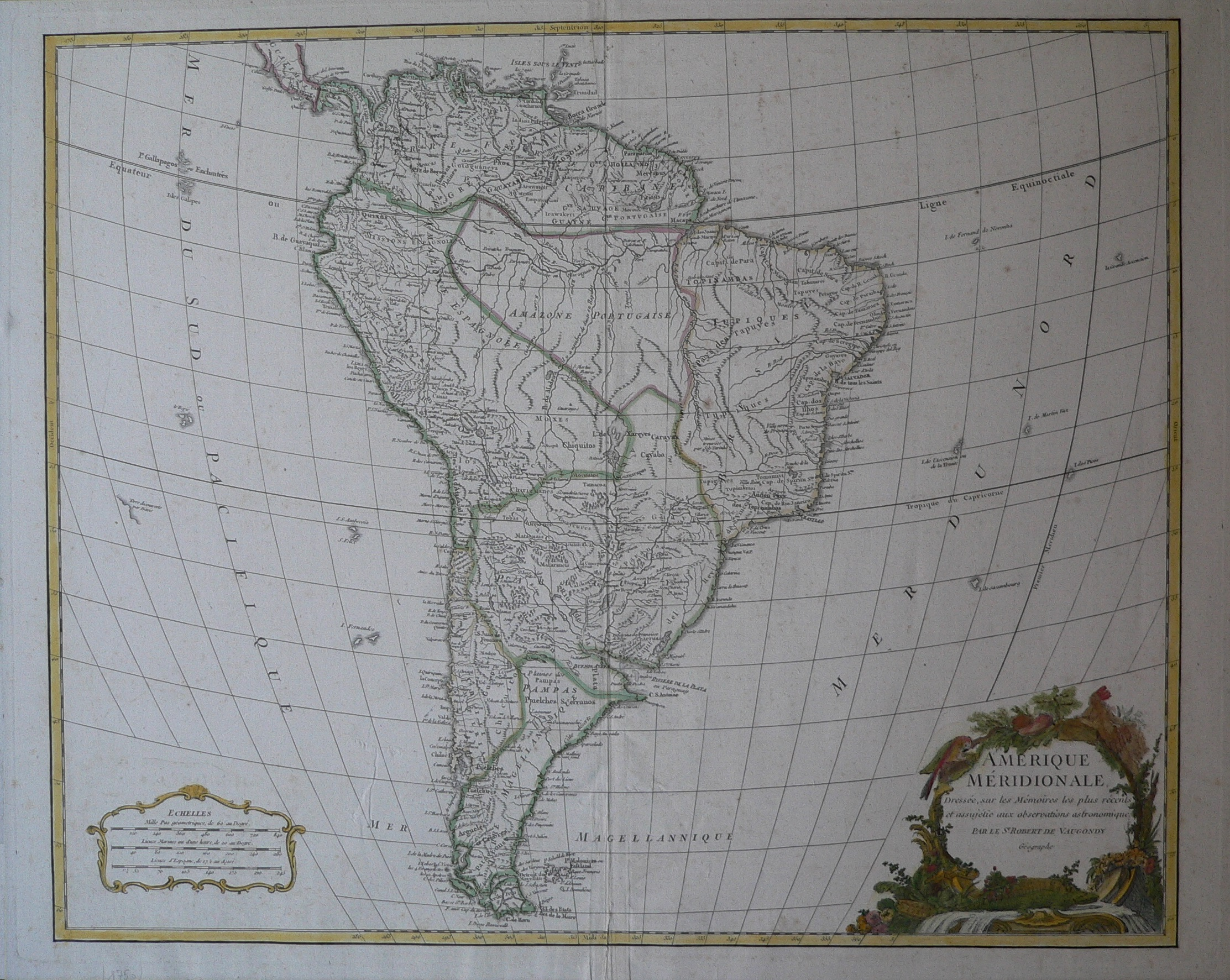
Mapa da América do Sul em 1750.

Durante o reinado de D. João V a população do Brasil multiplicou várias vezes. Ao mesmo tempo, as fronteiras terrestres do território, após as primeiras experiências pioneiras dos bandeirantes no século XVII, foram alargadas para Ocidente, para além dos limites do Tratado de Tordesilhas de 1494. Os conflitos com a Espanha eram vários; para além da questão do Rio da Prata, existiam também litígios na Amazónia, onde os portugueses em 1669 tinham erguido o Forte de São José da Barra do Rio Negro, na actual Manaus.
À medida que Portugal e a Espanha cada vez mais populavam o interior dos seus domínios na América, tornava-se imperioso firmar novo tratado sobre as fronteiras entre as duas coroas no Novo Mundo; e em 1746 as negociações foram iniciadas. Nesta época já D. João V sofria de saúde, e os principais responsáveis pelas negociações foram o Visconde de Vila Nova de Cerveira, embaixador extraordinário a Madrid, e principalmente Alexandre de Gusmão, este último um hábil diplomata que tinha nascido no próprio Brasil; era ainda seu irmão o célebre inventor Bartolomeu de Gusmão.
Assinado a 13 de janeiro de 1750, o Tratado de Madrid obteve para Portugal o reconhecimento europeu da realidade das fronteiras do Brasil, seguindo o princípio de uti possidetis. As linhas rectas do século XV de Tordesilhas deram assim lugar aos contornos da ocupação efectiva, e Portugal manteve assim o domínio da bacia fluvial do Amazonas, aumentando muito o tamanho do Brasil. O tratado definiu, grosso modo, as fronteiras do Brasil moderno.
Segundo o tratado, Portugal entregaria ainda a Colónia do Sacramento a Espanha, recebendo em troca o território dos Sete Povos das Missões. No entanto, esta troca foi contestada no local: os portugueses não entregaram Sacramento, e a mesma contestação nas missões levou à Guerra Guaranítica de 1754-1756, já no reinado de D. José I.

### Relações internacionais na Índia
Na Índia, a última década do reinado de D. João V viu primeiro a perda da Província do Norte em 1739-1741, e depois as Novas Conquistas em Goa em 1744-1746.

#### A perda da Província do Norte
Algumas décadas após a morte de Aurangzeb em 1707, para infelicidade dos portugueses na Índia, o Império Mogol, que desde Akbar se mostrara tolerante à presença dos portugueses ao longo da costa, encontrava-se em avançado processo de colapso.
O Império Marata não tinha conseguido ser uma séria ameaça no mar Arábico, onde a Armada Real portuguesa ao tempo de D. João V voltara ser, como fora no século XVI, a principal força. O almirante dos maratas ― Kanhoji Angrey, ou Angriá, como lhe chamavam os portugueses ―, na Índia hoje visto como o primeiro grande almirante indiano, era essencialmente um corsário semi-independente do peshwa ou “grande ministro” marata; e a armada dos maratas era essencialmente composta por pequenas embarcações de um ou dois mastros apenas, que graças ao seu menor calado podiam fugir das maiores naves portuguesas nos baixos da costa indiana. Em 1738, dezasseis destas pequenas embarcações lograram tomar a pequena fragata portuguesa São Miguel, de 24 peças; esta foi a maior presa alguma vez tomada pela armada marata aos portugueses.

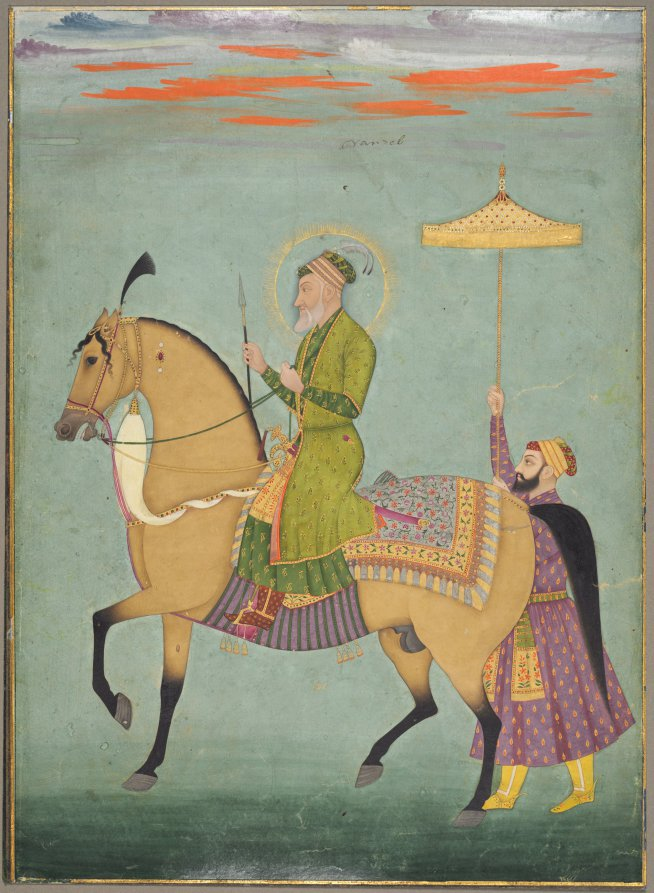
Grão-Mogol Aurangzeb (1658-1707). Depois do seu reinado, o Império Mogol desintegrou-se, com seis grão-mogóis em doze anos.

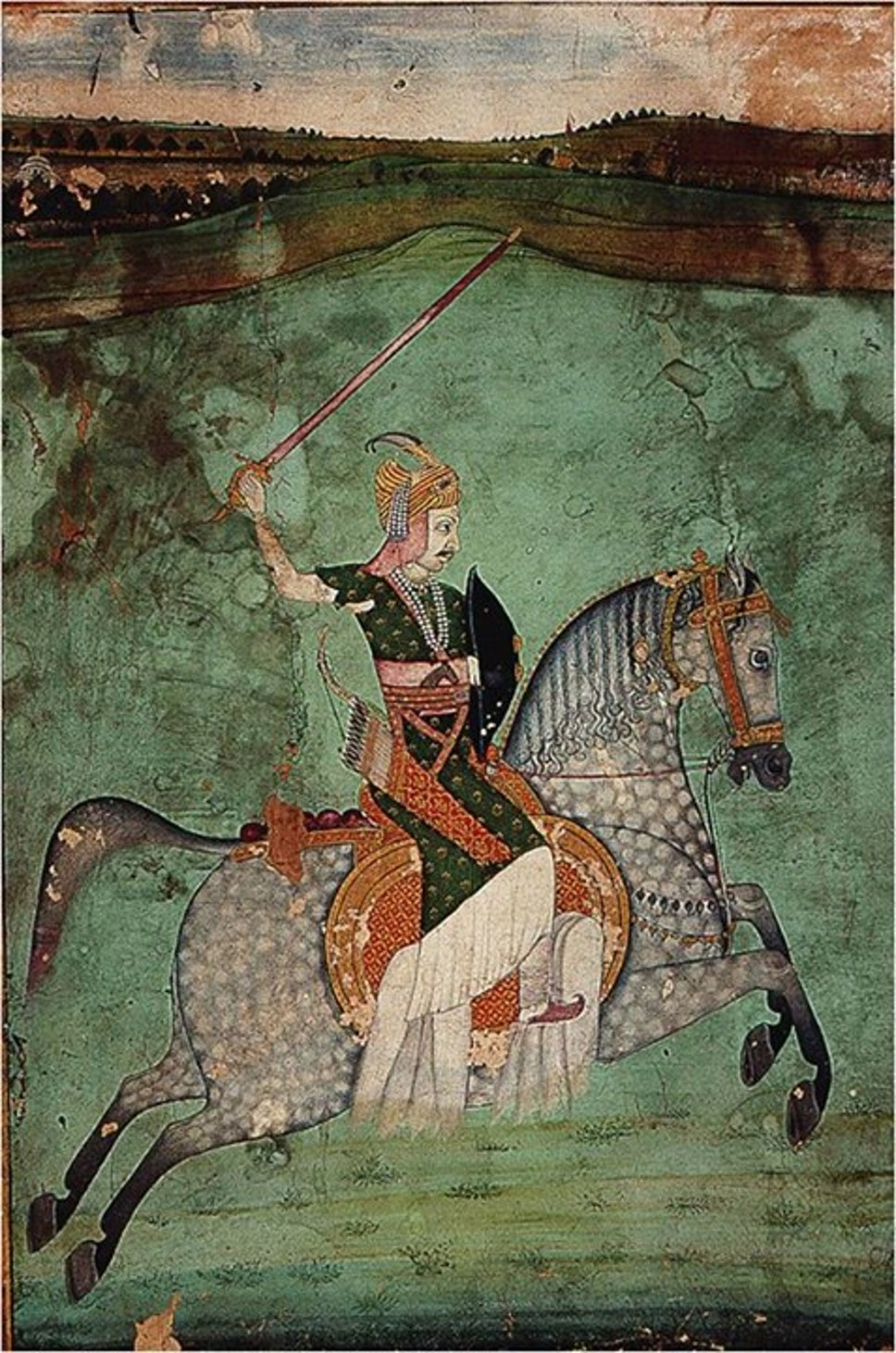
Peshwa Bajirao I (1720-1740), grande general e maior peshwa do Império Marata.

No entanto, o Império Marata era tal como o Império Mogol um império terrestre. O que lhe faltava no mar, tinha-o em terra, onde as imensas forças terrestres dos maratas eram temíveis. De 1720 a 1740 o peshwa marata era Bajirao I, o maior chefe militar da história dos maratas. Este ameaçou agora as possessões portuguesas conhecidas desde Quinhentos como a Província do Norte: a faixa da costa desde Bombaim ― esta oferecida aos ingleses aquando do casamento de D. Catarina de Bragança com Carlos II de Inglaterra em 1662 ― a Damão. Toda esta faixa costeira, com praças como Baçaim e Chaul, estivera inteiramente nas mãos dos portugueses desde Quinhentos.
Assim, nos últimos dias de 1738 Bajirao I, que no ano anterior tinha saqueado Deli, a própria capital dos Grão-Mogores, invadiu a Província do Norte. Em janeiro conquistou facilmente três vilas menos importantes, e a 17 de Fevereiro de 1739 pôs cerco a Baçaim.
Ao mesmo tempo que invadia a Província do Norte, um segundo exército marata desceu dos Gates Orientais e invadiu o território de Goa, a própria capital dos portugueses na Ásia. Tal como contra os mogores, Bajirao I queria desferir um golpe o mais violento possível contra os seus inimigos. Simultâneamente, pedia aos Bounsolós ou régulos vizinhos que o auxiliassem.
Era então Vice-Rei da Índia o Conde de Sandomil. Este tinha já recentemente enviado tropas a Baçaim, para reforçar a guarnição, e Goa encontrava-se assim à espera de reforços do Reino. Bardez perdeu-se, à excepção da fortaleza da Aguada e da fortaleza dos Reis Magos. O distrito de Salcete também se perdeu, ficando os portugueses cercados no forte de Rachol. A 8 de Março, o Vice-Rei mandou recolher todas as mulheres e crianças europeias à fortaleza de Mormugão, e dois dias depois propôs abrir negociações aos maratas. Os termos destes eram simples: abandonariam as conquistas em Goa, se os portugueses abandonassem a Província do Norte. O tratado de paz foi firmado a 2 de Maio, e a 12 de Maio Baçaim rendeu-se. Da guarnição de mil e duzentos homens tinham morrido oitocentos; aos sobreviventes foi permitido saírem da fortaleza com as bandeiras desfraldadas, de armas ao ombro e a toque de tambor. No entanto, o tratado não foi integralmente cumprido pelas duas partes. Os portugueses conservaram Damão e Chaul, e os maratas várias terras em Goa.
Quando em Portugal se soube da invasão decidiu D. João V enviar na Armada da Índia desse ano uma esquadra de quatro naus e duas fragatas, às ordens de Luís de Abreu Prego, com uma força de desembarque de dois mil homens, para reforçar as praças da Índia. Esta Armada da Índia largou a 12 de maio de 1740; a bordo ia também o Conde da Ericeira, justamente feito Marquês de Louriçal e nomeado novo Vice-rei. Mas quando este chegou a Goa em fevereiro de 1741 já o Conde de Sandomil, ao abrigo de novo tratado entretanto firmado em setembro de 1740, tinha acabado de entregar Chaul, evacuada em janeiro de 1741.
Assim se perdeu toda a Província do Norte, que durante cerca de duzentos anos fora portuguesa, excepto Damão, que permaneceria portuguesa até 1961. Com os reforços do Marquês de Louriçal conquistaram-se algumas terras em redor de Goa aos Bounsolós.

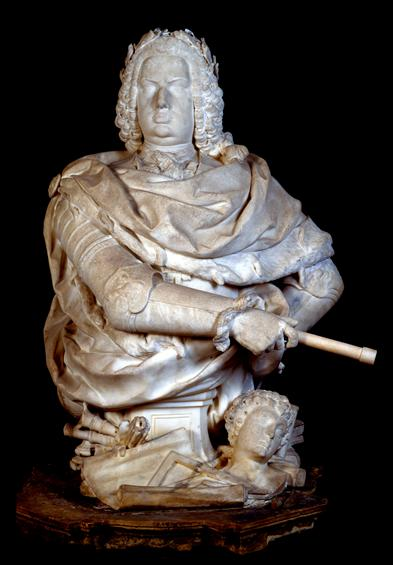
Busto de D. João V de 1747 no Palácio Nacional de Mafra. Foi nesta época que se deram as Novas Conquistas na Índia.

Como nota, a praça portuguesa de Mazagão, última praça portuguesa em Marrocos, foi nesta época também atacada pelo sultão de Marrocos, mas os portugueses sempre tiveram êxito em defender a praça de Mazagão. Ao todo rechaçaram os portugueses sete ataques dos invasores nestes anos: em janeiro de 1738; outubro de 1738; janeiro de 1739; setembro de 1741; janeiro de 1743; novembro de 1743; e por fim Maio de 1745, o último ataque marroquino a Mazagão durante o reinado de D. João V.

#### As novas conquistas
Em setembro de 1744 chegou a Goa novo Vice-Rei, o Marquês de Castelo Novo, que um quarto de século antes tinha sido governador da Capitania de São Paulo e Minas de Ouro no Brasil. Este decidiu em 1746 iniciar uma invasão de grande envergadura contra os Bounsolós a norte de Goa, para lhes conquistar definitivamente as terras entre os Gates e as terras portuguesas de Goa. Ainda antes da monção, em abril, conquistou Alorna, Bicholim, e Sanquelim, a primeira por assalto, as outras praticamente sem luta. Com o crescer da monção interrompeu-se a campanha militar, apenas para ser renovada depois das chuvas. Em novembro, tomou-se o forte de Tiracol, hoje no extremo norte de Goa, e em dezembro algumas localidades menores ainda mais a norte. Mais tarde, em 1748, o Marquês de Castelo Novo garantiu com novas vitórias estas terras para Portugal.
Desde então estas terras são chamadas, em Goa e na historiografia, as Novas Conquistas, em oposição às Velhas Conquistas do século XVI. Como recompensa, o Marquês de Castelo Novo foi agraciado com o título de Marquês de Alorna em 1748 por D. João V.

## Sociedade

### Panorama cultural

#### Projectos arquitectónicos

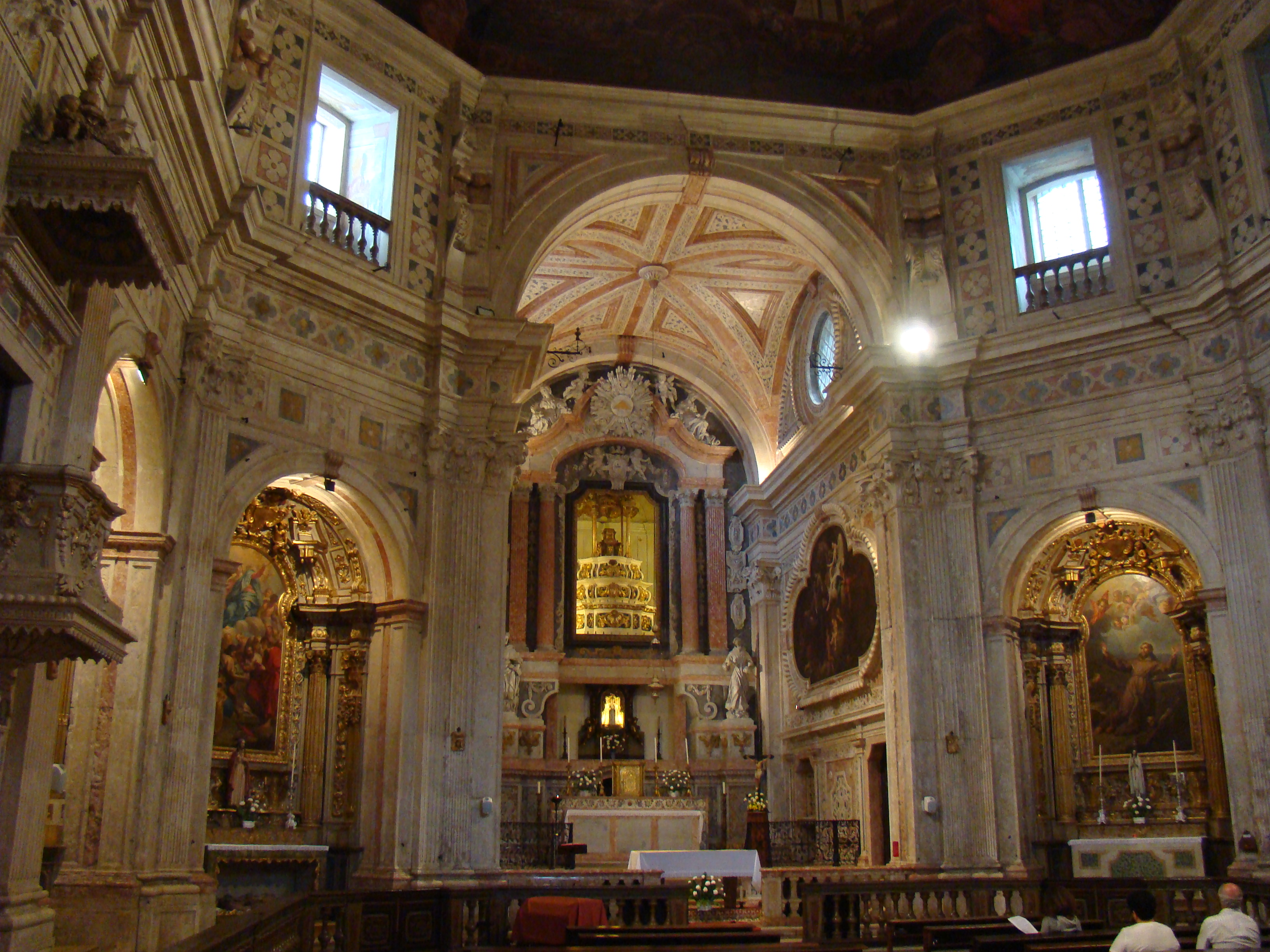
Interior da Igreja do Menino Deus, de 1711, em Lisboa ― um dos poucos projectos de construção de D. João V que sobreviveram o Terramoto de 1755.

No panorama cultural, vivia-se em toda a Europa o Barroco tardio ou final. D. João V, fiel à sua política de opulência, gastou somas consideráveis em projectos de construção, principalmente em Lisboa, que pretendiam, por assim dizer, transformar a capital da metrópole numa nova Roma. Um dos primeiros e mais belos projectos, e um dos poucos que sobreviveram o Terramoto de 1755, é a Igreja do Menino Deus, de rara planta octogonal, construída em 1711. Outro edifício sobrevivente foi o Palácio e Convento das Necessidades, em honra a Nossa Senhora das Necessidades, pela sobrevivência do Rei a um quase-fatal ataque cardiovascular, a 10 de Maio de 1742.

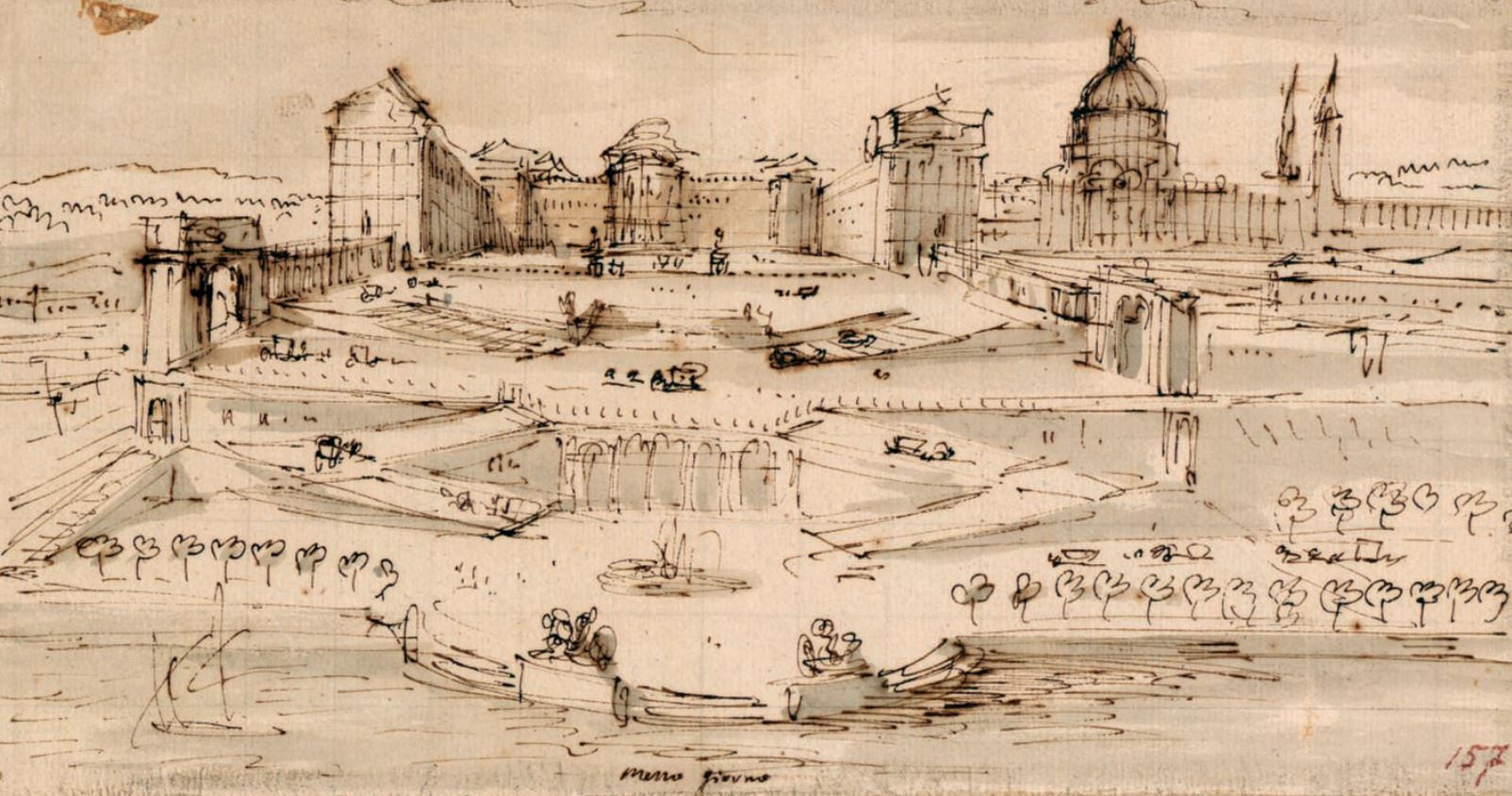
Esboço do Palácio Real e da Catedral Patriarcal projetado por Filippo Juvarra.

No seu reinado houve várias deliberações sobre a possível construção de um Palácio Real e de uma Catedral Patriarcal, tanto para criar um símbolo do poderio imperial do monarca magnânimo mas também para celebrar a atribuição do cargo de Patriarca ao bispo de Lisboa por Bula Papal (7 de dezembro de 1716). O local da construção seria ou numa zona ribeirinha a oeste do Terreiro do Paço, denominada de "Buenos Aires", ou no próprio Terreiro do Paço. Os estudos iniciais foram encarregues a um arquitecto italiano chamado Filippo Juvarra, que chegou a Lisboa em janeiro de 1719 e trabalhou nos esquemas até julho desse ano. No entanto, a escolha do local por parte do arquitecto (seria em "Buenos Aires") e o tamanho e estilo arquitectónico do edifício visionado levou ao Secretário de Estado do Rei, D. Diogo de Mendonça Corte-Real (1658-1736), a declarar o projecto megalómano. Por isso, D. João V decidiu investir numa reconstrução massiva do velho Terreiro do Paço, que, infelizmente, não sobreviveu aos nossos dias devido ao Terremoto de 1755.
Em cumprimento de um voto esse mesmo ano a 26 de setembro, dois meses antes do nascimento do seu primeiro filho a 4 de dezembro ― a infanta D. Bárbara, a futura rainha de Espanha ― D. João V iniciou o projecto de construção de um vasto edifício, digno de homenagem ao herdeiro de um igualmente vasto império. Esse edifício seria o Palácio Nacional de Mafra, o maior monumento barroco português, da autoria de João Frederico Ludovice. O conjunto é conhecido principalmente pela sua biblioteca, terminada no reinado seguinte, e pelo seu carrilhão, o maior do mundo em quantidade de sinos, encomendado em Antuérpia e Liège por D. João V. A construção do palácio-convento faz parte importante do romance Memorial do Convento, de José Saramago. As obras tiveram início a 17 de novembro de 1717, uma semana depois da esquadra do Conde do Rio Grande ter regressado da Batalha de Matapão contra os turcos.
D. João V tinha uma grande paixão por livros. Por esse motivo, na década de 1720 o principal projecto do rei foi a construção da Biblioteca Joanina da Universidade de Coimbra, iniciada também em 1717 e concluída em 1728. Este projecto é assim ligeiramente anterior à semelhante, ainda que ainda mais grandiosa Hofbibliothek, ou Biblioteca da Corte em Viena, iniciada em 1722 pelo cunhado de D. João V, o imperador Carlos VI. Depois de concluída a biblioteca, ordenou D. João V a construção da Torre da Universidade, terminada em 1733. Ao mesmo tempo que ordenou a construção da biblioteca universitária, D. João V elevou também a verba de que a Universidade dispunha para a compra de livros, de 40$000 réis a 100$000 réis anuais.

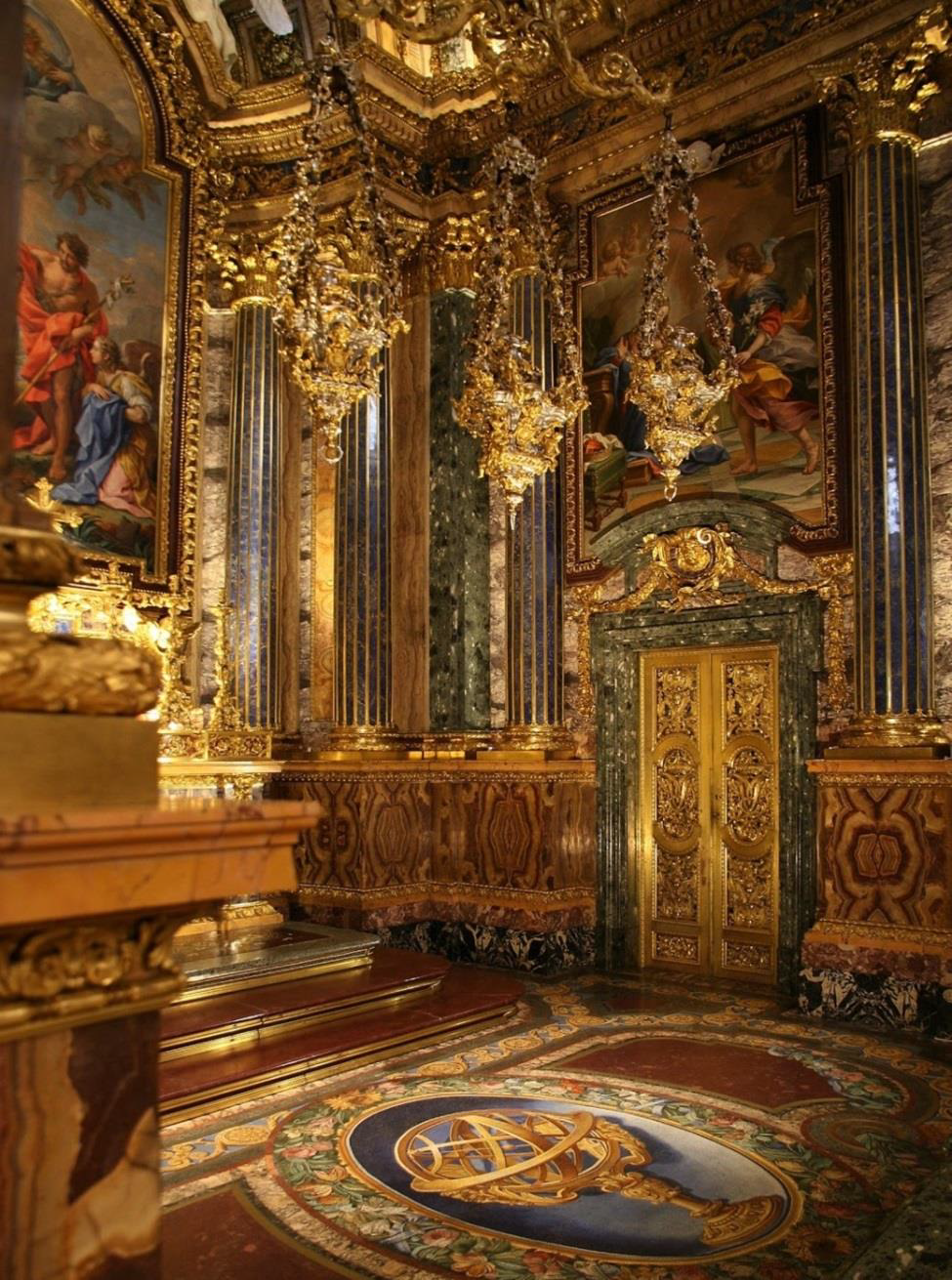
Capela de São João Baptista (1742-1744). Note-se a esfera armilar no mosaico do chão, símbolo de Portugal como potência marítima.

Nas décadas de 1730 e 1740 construiu-se então, para abastecer de água a capital portuguesa, o grandioso Aqueduto das Águas Livres, que trouxe água de Belas à capital. Um dos arquitectos responsáveis, Manuel da Maia, escreveu no projecto que o resultado que se queria era um aqueduto "forte, mas não magnífico, e ostentoso"  ― o que sem dúvida foi alcançado, visto a estrutura, poucos anos depois de estar acabada, ter aguentado o Terramoto de 1755.
Entre muitos outros, o derradeiro projecto do rei seria a extravagante Capela de São João Baptista, uma das mais ricas do mundo cristão. Projectada por Nicola Salvi ― arquitecto da Fonte de Trevi ― e Luigi Vanvitelli― arquitecto do Reggia di Caserta ― e construído em Sant'Antonio dei Portoghesi (Santo António dos Portugueses), em Roma, de 1742 a 1744, foi sagrada e abençoada pelo papa a 15 de Dezembro de 1744, que nela ainda celebrou Missa a 6 de Maio de 1747, para depois ser desmontada, levada para Lisboa, e ser montada na Igreja de São Roque.
Tudo nesta capela é preciosíssimo: a frente do altar é revestida de ametista; as colunas são revestidas de lápis-lazúli; as paredes são revestidas de ágata e pórfiro; as molduras das portas etc. são de jaspe verde, etc. ― enquanto as imagens não são pinturas, mas finos mosaicos. Merece destaque o mosaico de uma esfera armilar no chão em frente ao altar. D. João V seguiu de perto o projecto, interferindo várias vezes nos desenhos, que incluíram não apenas a capela, mas ainda uma grande colecção de objectos de culto em ouro e prata, que representam o auge da ourivesaria barroca. Estes objectos, assim como vestes de culto, pinturas, etc., encontram-se hoje expostos no Museu de Arte Sacra de São Roque.
Enquanto se construía esta capela intensificava-se o povoamento do Brasil, cuja população aumentava de forma exponencial. Já em 1719 tinha por esse motivo sido criada a Diocese de Belém do Pará, e D. João V insistiu agora que fossem criadas duas novas dioceses no Brasil, o que veio a suceder com a criação da Diocese de São Paulo, até então uma prelatura da Diocese de São Sebastião do Rio de Janeiro, e da Diocese de Mariana, ambas a 6 de dezembro de 1745. Portugal afirmava-se cada vez mais como um dos principais estados católicos; e a edificação da Capela de São João Baptista, com toda a sua magnificência, depois das várias outras construções de D. João V, terá certamente contribuído para a concessão pelo mesmo papa Clemente XII do título honorífico de Fidelissimus ou Sua Majestade Fidelíssima, extensível aos seus sucessores, em 1748. Portugal recebia assim as mesmas honras que Espanha e França, cujos monarcas usavam os títulos de Sua Majestade Católica e Sua Majestade Cristianíssima. D. João V conseguira, também neste aspecto, ver equiparado Portugal com as principais potências católicas do seu tempo, o objectivo que em todos os aspectos sempre guiou a sua política.
Entre os projectos hoje menos conhecidos do monarca conta-se ainda o Miradouro de São Pedro de Alcântara, que oferece uma das vistas mais belas da capital portuguesa. Hoje de aspecto romântico Oitocentista, este miradouro, conhecido de todos os lisboetas, foi construído na década de 1740 por iniciativa de D. João V.

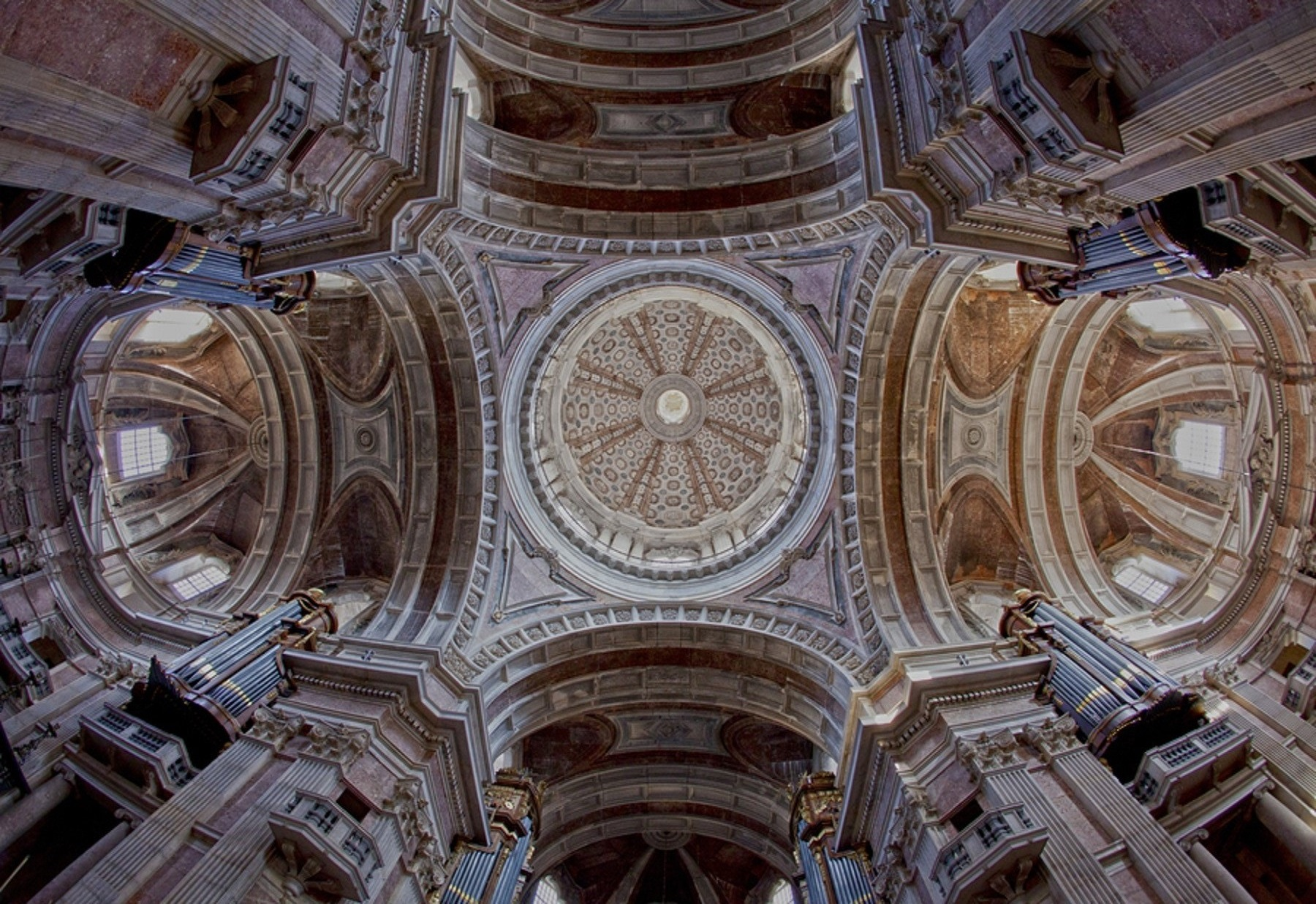
Cúpula da basílica do Convento de Mafra (1717-1730).

#### Produção literária
Como interessado que estava em afirmar Portugal como grande nação, D. João V usou também a produção literária para o atingir. Assim, o seu reinado foi marcado por uma grande produção literária sobre temas relacionados com a história, a geografia, e a língua portuguesa. Aqui, o exemplo máximo será talvez o Vocabulario Portugues e Latino, o primeiro dicionário da língua portuguesa, cujos dez volumes, da autoria de Raphael Bluteau (1638-1734), foram publicados entre 1712 e 1721. Outras obras menores no género, de outros autores, são por exemplo as Regras da Lingua Portugueza (1725), a Orthographia, ou arte de escrever, e pronunciar com acerto a Lingua Portugueza (1734), e outra Orthographia da Lingua Portuguesa (1735), esta última de D. Luís Caetano de Lima (1671-1757).
D. João V procurou justamente incentivar tais obras literárias sobre Portugal e assuntos portugueses; e em 1720, fundou a Academia Real da História Portuguesa para o efeito, com imprensa própria e numerosos gravadores franceses e flamengos. Durante os próximos vinte anos, a Academia publicaria vasto número de obras, incluindo por exemplo algumas das crónicas manuscritas de réis medievais portugueses, de cronistas como Fernão Lopes, Rui de Pina ou Duarte Galvão, como por exemplo as crónicas de D. Afonso Henriques (1726), D. Dinis (1729), ou D. Pedro I (1735).
A academia acrescentaria ainda outras histórias ainda não escritas anteriormente, colmatando assim lacunas na historiografia portuguesa, como uma história de D. Sebastião composta por Diogo Barbosa Machado (1682-1772) em três tomos (1736-1747). Este autor compilou ainda uma rica biblioteca pessoal de alguns milhares de volumes, que mais tarde ofereceria ao rei D. José I, depois do Terramoto de 1755 ter destruído a Biblioteca Real no Paço da Ribeira; esta biblioteca seria mais tarde levada para o Brasil aquando da transferência da corte portuguesa para o Brasil em 1808, e constitui hoje a maior parte do fundo primitivo da Biblioteca Parque Estadual.
Os académicos da academia enriqueceram ainda a cultura portuguesa de então com obras sobre outros estados e nações, como uma história da Ordem dos Templários, uma outra da Ordem de Malta, ou ainda a Geografia Historica de Todos os Estados Soberanos de Europa, composta por D. Luís Caetano de Lima em dois tomos (1734 e 1736). No entanto, como o próprio nome da academia reflectia, a prioridade era naturalmente Portugal.

A obra magna da academia foi a Historia Genealogica da Casa Real Portugueza, de D. António Caetano de Sousa (1674-1759). Esta, uma das mais importantes obras do reinado de D. João V, é a culminação Setecentista de uma riquíssima tradição portuguesa de histórias genealógicas, anterior mesmo, por exemplo, ao Conde de Barcelos em meados do século XIV, e aos seus Livro de Linhagens do Conde D. Pedro e Crónica Geral de Espanha de 1344. Os 13 volumes de texto desta grande história de Portugal, com 14 203 páginas, e 6 volumes de provas documentais, com 4 580 páginas, foram publicados entre 1735 e 1749.
Muitas outras obras marcadamente portuguesas foram ainda publicadas durante o reinado de D. João V, em parte impulsionadas pela academia. Um bom exemplo é a História Trágico-Marítima, de Bernardo Gomes de Brito (1688-1759) ― uma obra que dificilmente poderia ter sido escrita noutro país que não Portugal. Os seus dois tomos foram publicados em 1735 e 1736. Outra foi a Descripçam Corografica do Reyno de Portugal (1739), que contém uma exacta relação de todas as províncias e concelhos do reino. No final do reinado, Luís António Verney (1713-1792) escreveu a obra O Verdadeiro Método de Estudar, um seminal estudo crítico e ensaio filosófico sobre o ensino em Portugal, igualmente em dois tomos, publicado em 1746, em tudo muito superior à Nova Escola para Aprender a Ler, e Escrever (1722) de Manuel de Andrade de Figueiredo (1670-1735).
Como bibliófilo que era, D. João V para além de custear por exemplo a publicação das obras da Academia, como os dez tomos do Vocabulario Portuguez e Latino e os dezanove tomos da História Genealogica da Casa Real Portugueza, favorecia ainda autores de poucos meios, possibilitando a publicação de obras que sem a intervenção do monarca possivelmente ficariam por imprimir. E quando alguma obra lhe era indicada como excelente e já rara, não hesitava em a mandar reimprimir ― como por exemplo o Tratado dos Descobrimentos Antigos e Modernos (1735), de António Galvão (1490-1557), uma obra que não tinha sido impressa desde 1563.
Um outro exemplo da bibliofilia do rei viu-se quando D. João V no início da década de 1740 ordenou ao embaixador em Roma que formasse uma colecção de todas as obras que pudesse descobrir nas bibliotecas da cúria romana que dissessem respeito à história de Portugal, ao mesmo tempo que ordenava a Sebastião José de Carvalho e Melo, então ministro plenipotenciário em Londres, que reunisse uma colecção de tudo quanto pertencesse aos ritos, leis, e costumes dos judeus, incluindo bíblias hebraicas, em qualquer das línguas vivas ― o que o futuro Marquês de Pombal fez, compilando uma valiosa colecção que chegaria a Lisboa em 1743.
Sobre D. João V e a sua rica livraria escreveu D. António Caetano de Sousa:

“Assim tem uma numerosa e admiravel livraria, que se veem as edições mais raras, grande numero de manuscriptos, instrumentos mathematicos, admiraveis relogios, e muitas outras cousas raras que ocupam muitas casas e gabinetes.”

Outros estudiosos e escritores portugueses notáveis do reinado foram Jacob de Castro Sarmento (1691-1762), António Ribeiro Sanches (1699-1783), e Francisco Xavier de Oliveira, o Cavaleiro de Oliveira, (1702-1783), estes no exílio (ver infra).

#### Produção artística e científica

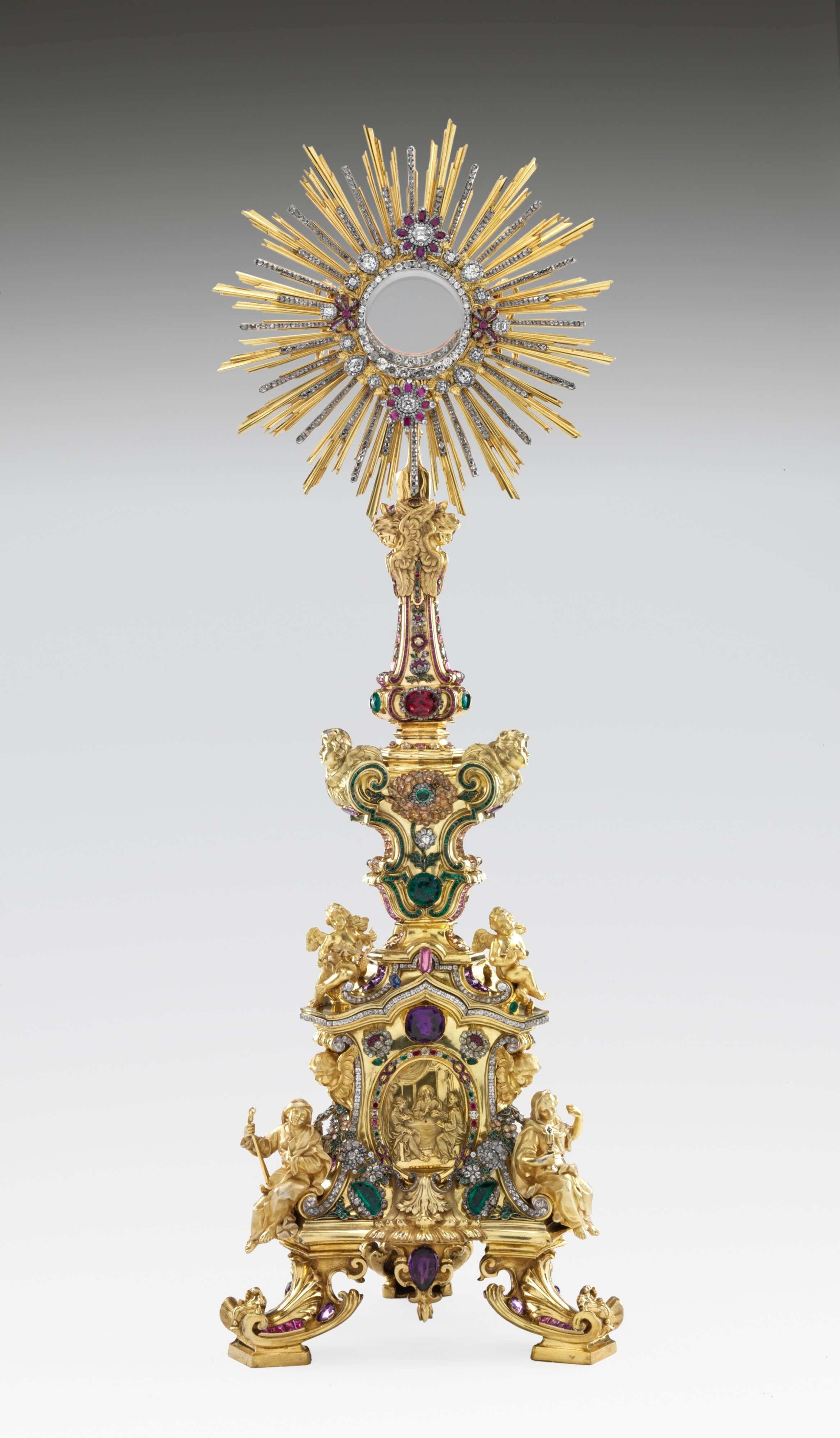
Custódia da Bemposta, no Museu Nacional de Arte Antiga.

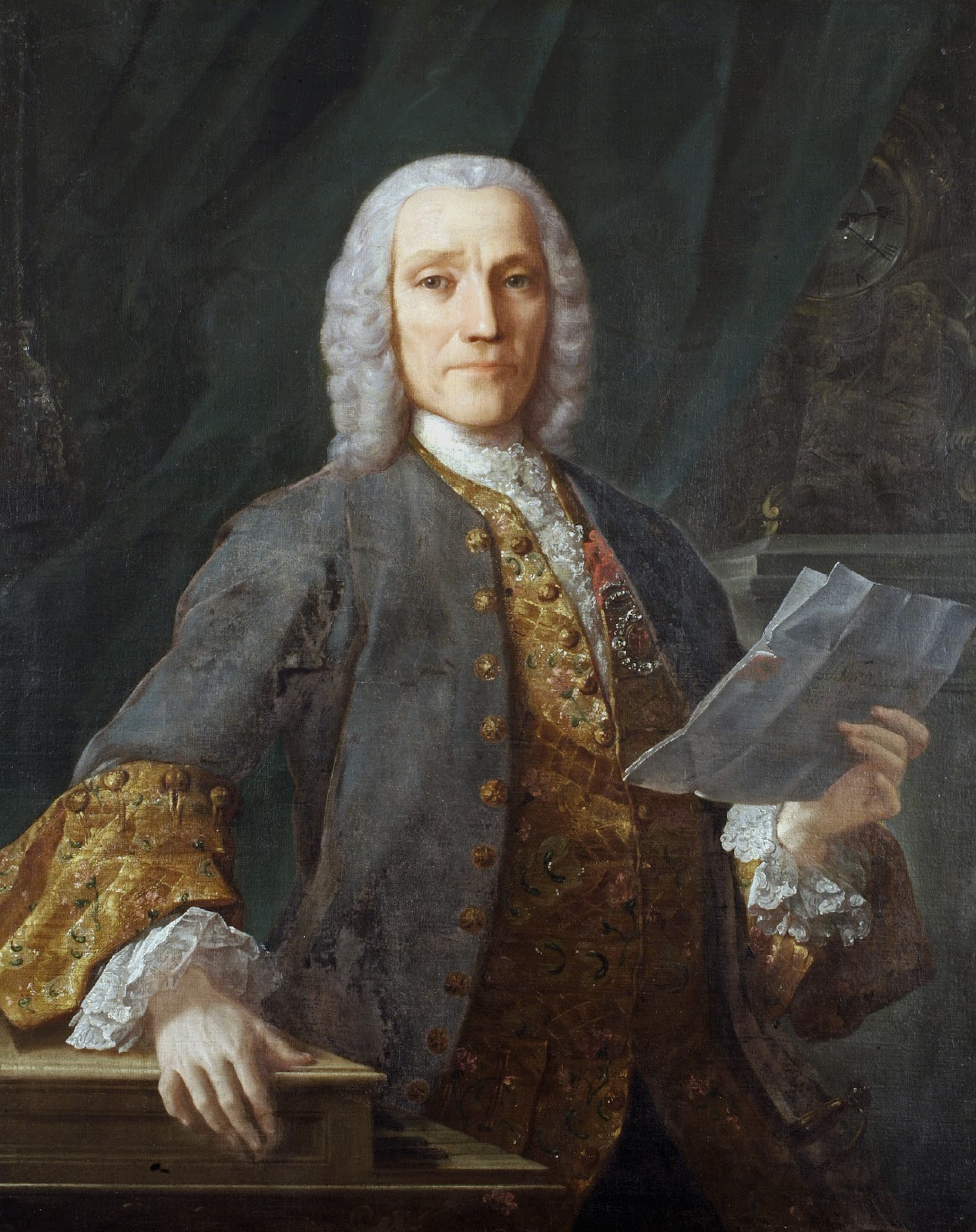
Domenico Scarlatti, Mestre de Capela na corte portuguesa 1719-1729

Portugal viveu uma época de grande riqueza artística durante o reinado de D. João V. Parte desta riqueza artística era, no entanto, importada e paga com as receitas da exploração mineira do Brasil. Um exemplo é a magnífica Custódia da Bemposta, outrora na capela do Palácio da Bemposta, hoje no Museu Nacional de Arte Antiga, em Lisboa. Esta peça foi desenhada pelo ourives alemão formado em Roma ― João Frederico Ludovice, arquitecto de Mafra ― contratado por D. João V; foi executada postumamente em prata dourada e decorada com pedras preciosas.
Graças às numerosíssimas comissões de D. João V, da casa real, e da alta nobreza portuguesa, as artes conheceram um desenvolvimento notável, e o barroco joanino obteve grande requinte artístico ― para além da arquitectura, também nas artes decorativas, na pintura, na ourivesaria, no mobiliário. Certos estilos marcadamente nacionais foram desenvolvidos, nomeadamente a arte do azulejo, e particularmente a da talha dourada. Ao mesmo tempo, a convivência com culturas estrangeiras, principalmente na Índia, permitiu influências estrangeiras, e o desenvolvimento de linguagens decorativas, como o indo-português e a chinoiserie.
Alguns artistas notáveis foram Vieira Lusitano (1699-1783), pintor; José de Almeida (1700-1769), escultor, e o seu irmão Félix Vicente de Almeida, entalhador. No Brasil, um conhecido mestre-de-obras foi Manuel Francisco Lisboa em Ouro Preto, pai de António Francisco Lisboa, o famoso Aleijadinho, activo no reinado seguinte. Ainda no Brasil, uma colectânea de arte do reinado de D. João V (e não só) pode ser observada por exemplo no Museu de Arte Sacra de São Paulo e museus congéneres.
D. João V dava grande apreço à Música, tendo em 1713 fundado um seminário de música, que funcionou primeiramente no paço dos arcebispos, e posteriormente no convento de São Francisco. A partir de 1730 D. João V introduziu a ópera italiana na Corte; a data mais antiga conhecida é de 1733, ao cargo do violinista italiano Alessandro Paghetti. Em 1739 inaugurou-se então um teatro de ópera no Palácio de Belém, que o rei comprara ao Conde de Aveiras em 1726. Existia ainda um teatro de ópera na Rua dos Condes, mais perto do palácio real. A importância que D. João V dava à música pode ser vista por exemplo no Mestre de Capela que contratou, que era também mestre de música da infanta D. Bárbara: o napolitano Domenico Scarlatti, o melhor cravista da sua geração; Scarlatti permaneceria em Lisboa de 1719 a 1729 como mestre de música, para depois da Troca das Princesas em 1729 seguir a infanta portuguesa para a corte de Madrid. No panorama nacional, os mais importantes compositores portugueses do reinado foram Francisco António de Almeida (1702-1755), Carlos Seixas (1704-1742), e António Teixeira (1707-1774).

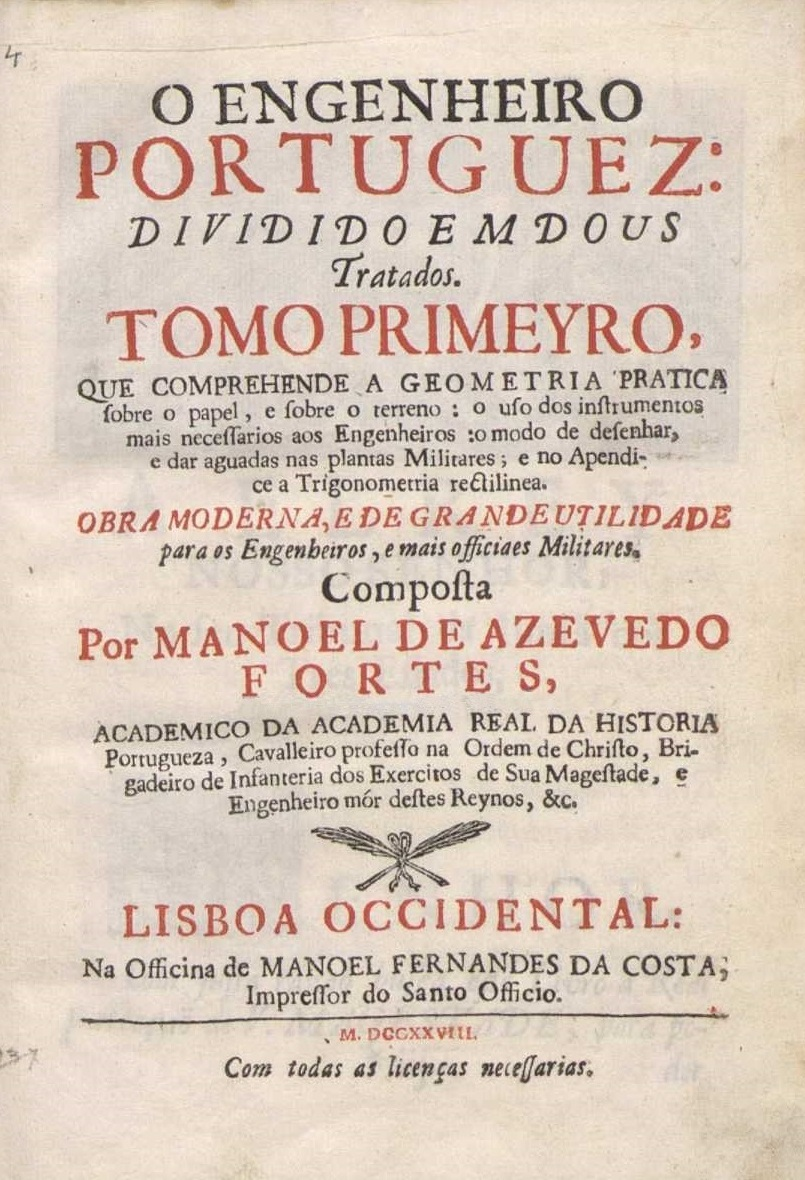
O Engenheiro Portuguez, de Manuel de Azevedo Fortes (1728).

Quanto às Ciências, para além da historiografia nacional, a que mais privilegiada foi pelo monarca foi a medicina, quer com traduções de obras estrangeiras ― como a Cirurgia Anatomica, & completa por Perguntas e Respostas (1715), de um original francês ―, quer com novas fundações, como quando fundou uma escola de cirurgia no Hospital Real de Todos os Santos em Lisboa em 1731, e quando aprovou os estatutos de uma academia cirúrgica no Porto em 1746. Outras ciências naturais, tais como a física e química, foram no entanto mais negligenciadas.
De um modo geral, as ciências em Portugal não atingiram um desenvolvimento assinalável durante o reinado de D. João V. Para isto terá também sem dúvida contribuído o clima de censura da Inquisição (ver infra). E mesmo a medicina sofreu com as actividades da Inquisição, visto muitos médicos serem judeus (ver infra). Neste panorama de estagnação científica encontramos contudo uma clara excepção: a engenharia. De todas as ciências, a que melhores resultados apresentou durante o reinado de D. João V foi sem dúvida a engenharia, uma arte então essencialmente militar, tal como era ensinada nas academias militares, mas também com ampla aplicação civil em tempo de paz. O reinado de D. João V produziu assim notáveis engenheiros, tais como Manuel de Azevedo Fortes (1660-1749), Engenheiro-mor do reino em 1719 e autor de por exemplo O Engenheiro Portuguez, em dois tomos (1728), Manuel da Maia (1677-1768), arquitecto do Aqueduto das Águas Livres, um dos mais notáveis feitos de engenharia do século XVIII na Europa, ou ainda Eugénio dos Santos (1711-1760), responsável pela reconstrução do Terreiro do Paço depois do Terramoto em 1755. Para além destes engenheiros, e num campo totalmente diverso, é ainda justo mencionar a figura do cientista e inventor Bartolomeu de Gusmão (1685-1724), inventor da passarola.

### A nobreza

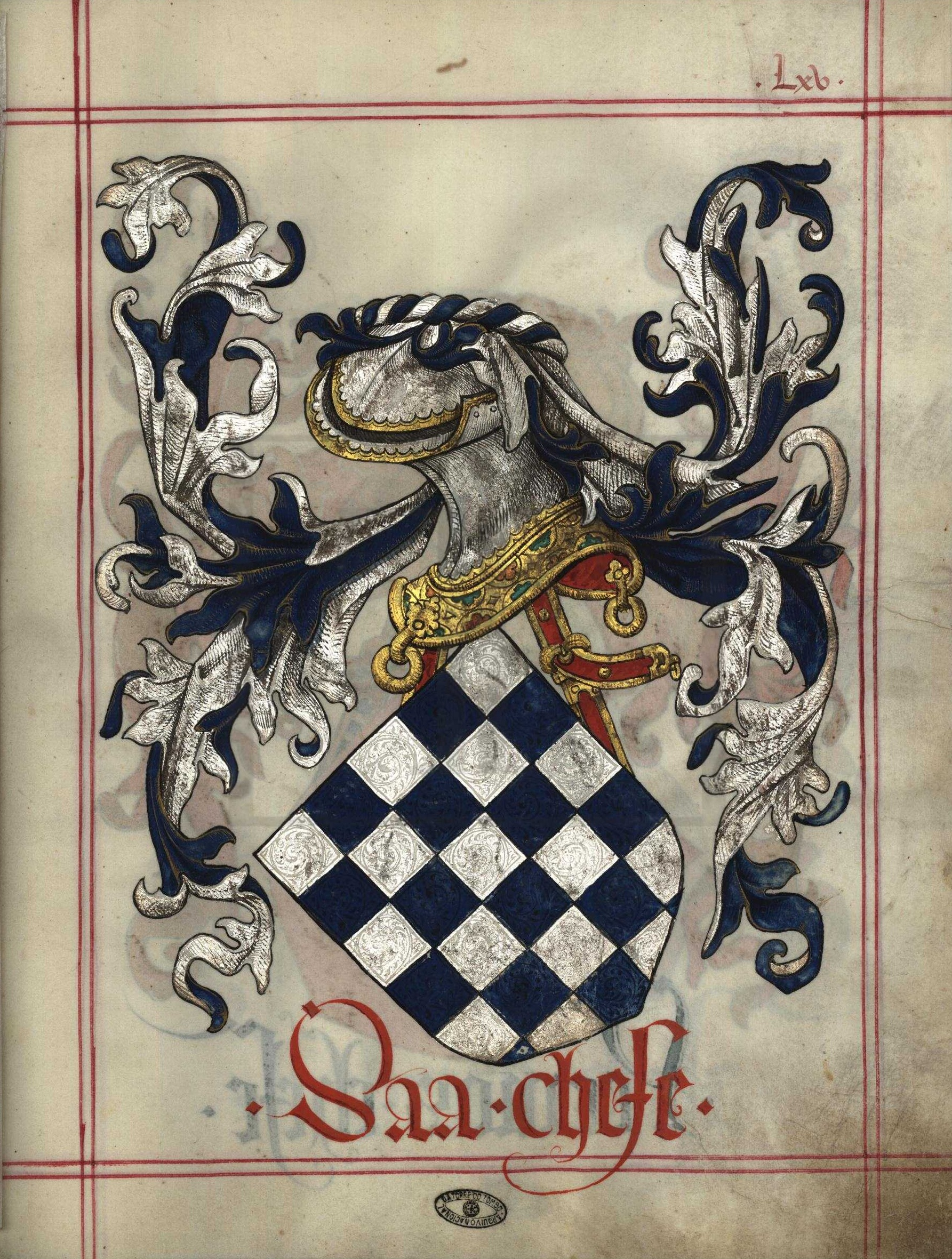
Armas de Sá chefe, in Livro do Armeiro-Mor (fl 65^{r}) (1509). Armas do 3.^{o} Marquês de Fontes, feito Marquês de Abrantes por D. João V em 1718, como recompensa pelo sucesso como embaixador em Roma, e em troca pelo antigo marquesado de Fontes.

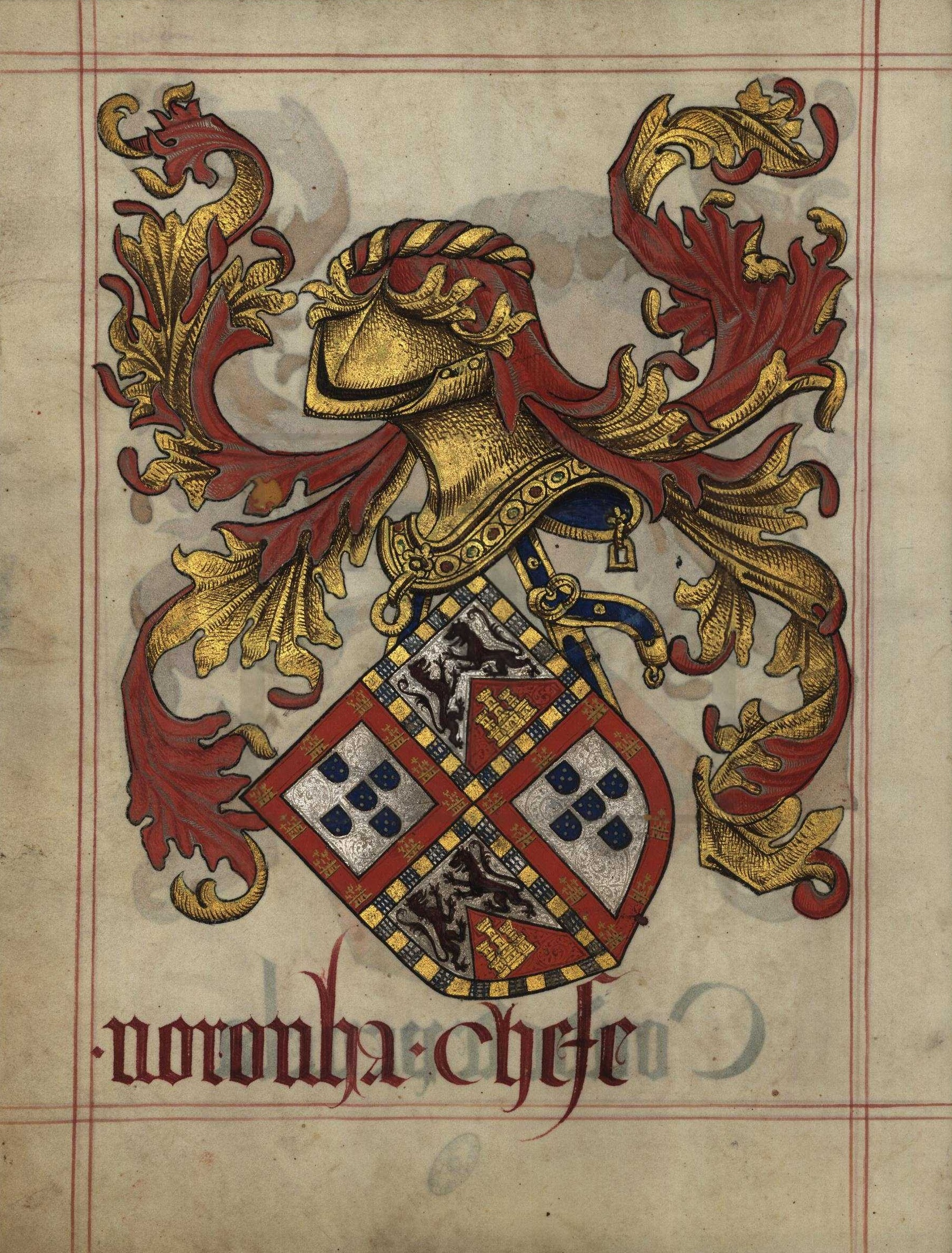
Armas de Noronha chefe, in Livro do Armeiro-Mor (fl 47^{v}) (1509). Armas do 2.^{o} Conde de Vila Verde, feito Marquês de Angeja por D. João V em 1714, quando foi nomeado Vice-rei do Brasil.

O reinado de D. João V foi relativamente estável quanto à nobreza. Ao todo existiam cerca de cinquenta casas nobres tituladas, todas ainda pertencentes à mesma elite que podemos observar por exemplo no Livro do Armeiro-Mor de 1509, e que todas ainda conservavam os seus velhos poderes e prerrogativas. Graças ao ouro do Brasil foi ainda possível ao rei recompensar a mais alta nobreza, de modo que esta sempre se mostrou fiel ao monarca. A sociedade portuguesa sob D. João V era em todos os aspectos uma sociedade típica do Antigo Regime.

#### Contenção nobiliárquica
Um aspecto extraordinário do governo de D. João V, em que Portugal se destaca dos principais reinos europeus, foi a contenção quanto à distribuição de títulos nobiliárquico pelo monarca, contrariamente à distribuição de simples foros de fidalgo da Casa Real.
Em todos os reinos europeus nesta era assistiu-se a uma enorme inflação nobiliárquica: os monarcas aumentaram significativamente os números da nobreza titulada, conferindo imensas vezes títulos como recompensa. Na vizinha Espanha, por exemplo, passara-se de 144 casas tituladas em 1621 a 528 em 1700, e a tendência continuou durante a época de D. João V: em 1787 existiam 654 casas tituladas ― cinco vezes mais títulos que cento e cinquenta anos antes. Na Grã-Bretanha passara-se o mesmo: de 55 títulos em 1603, passara-se a 173 casas tituladas em 1700; e em 1800 existiam 267 casas tituladas ― cinco vezes mais títulos que duzentos anos antes.
Em Portugal, no entanto, nada disto se observou. Em 1640, aquando da Restauração, existiam 56 casas tituladas. Como resultado da aclamação de D. João IV, alguns títulos, de apoiantes do domínio espanhol, foram revogados, e novos foram dados a apoiantes da independência portuguesa. No entanto, com o fim da Guerra da Restauração em 1668, em 1670 existiam apenas ainda 50 títulos em Portugal. Em 1700, o número passa a 51. Em 1730, a meio do longo reinado de D. João V, esse número ainda era o mesmo (51); em 1760, no início do reinado de D. José I, tinha caído para 48. Ainda em 1790 o número de casas tituladas em Portugal era apenas 54 ― menos que cento e cinquenta anos antes.
D. João V, tal como o pai, D. Pedro II, e o filho, D. José I, raramente conferiu títulos de nobreza; e ao mesmo ritmo que conferia poucos, outros títulos extinguiam-se, normalmente por falta de sucessão. Esta contenção por parte dos monarcas é ainda mais marcante se se contemplar as comendas das Ordens Militares. Antes da Restauração existiam mais de quatrocentos comendadores das várias Ordens. À morte de D. João V esse número tinha reduzido para pouco mais de metade.
A contenção de D. João V torna-se ainda mais óbvia se analisarmos os poucos títulos que conferiu:
- Duque de Lafões ― 1718 ― um primo ilegítimo de D. João V
- Marquês de Penalva ― 1750
- Marquês de Castelo Novo ― 1744 ― quando foi nomeado Vice-rei da Índia
- Marquês de Alorna ― 1748 ― recompensa pelas Novas Conquistas na Índia
- Marquês de Louriçal ― 1740 ― quando foi nomeado Vice-rei da Índia
- Marquês de Abrantes ― 1718 ― recompensa pela embaixada a Roma
- Marquês de Angeja ― 1714 ― quando foi nomeado Vice-rei do Brasil
- Conde de Sandomil ― 1732 ― quando foi nomeado Vice-rei da Índia
- Conde de Sabugosa ― 1729 ― enquanto era Vice-rei do Brasil
- Conde de Alva ― 1729
- Conde do Lavradio ― 1725
- Conde de Povolide ― 1709

Isto é, em 43 anos de reinado, e excluindo o primo, D. João V apenas conferiu títulos a dez homens. No entanto, todos os agraciados com um marquesado eram já condes. E em apenas quatro casos não existiam motivos extraordinários para conferir o título: uma nomeação como vice-rei, ou uma missão diplomática (Abrantes) ou militar vitoriosa (Alorna). Excepto estes casos extraordinários, vemos assim como D. João V apenas conferiu um título de nobreza por década.
Esta extraordinária contenção nobiliárquica, completamente oposta ao que se verificava no resto da Europa, significou que existiam poucos meios de se distinguir na sociedade. Assim, as dignidades existentes, e possíveis de atingir, eram fortemente concorridas, com importantes consequências sociais: os foros de fidalgo da Casa Real; os hábitos das Ordens Militares; e o estatuto de familiar do Santo Ofício da Inquisição.

### A Igreja e a Inquisição
Para D. João V Roma sempre foi, em matérias de política internacional, o verdadeiro fiel da balança europeia, assim Portugal, durante o seu reinado, continuou a ser um país em que a Coroa e a Igreja Católica, não obstante as disputas referidas supra, formavam um bloco homogéneo. Um exemplo disto é o facto de o rei, depois da morte do Secretário de Estado, Diogo de Mendonça Corte-Real, antigo diplomata, em 1736, ter escolhido para o cargo um cardeal da Igreja, D. João da Mota e Silva, que exerceu o cargo por mais de uma década. Merece ainda destaque o longo período do cardeal D. Tomás de Almeida como Patriarca de Lisboa de 1716 a 1754.

#### Limpeza de sangue

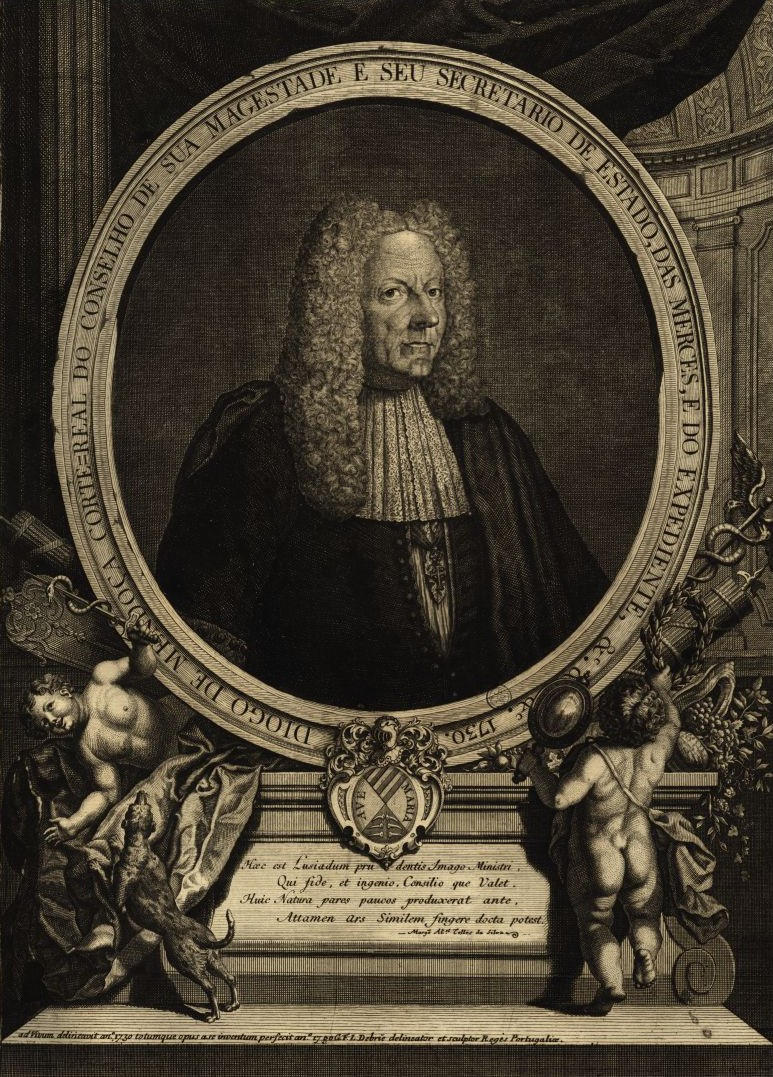
Diogo de Mendonça Corte-Real, Secretário de Estado 1707-1736.

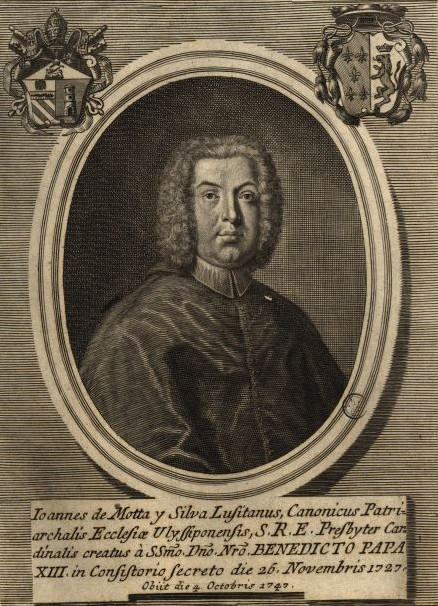
Cardeal D. João da Mota e Silva, Secretário de Estado 1736-1747.

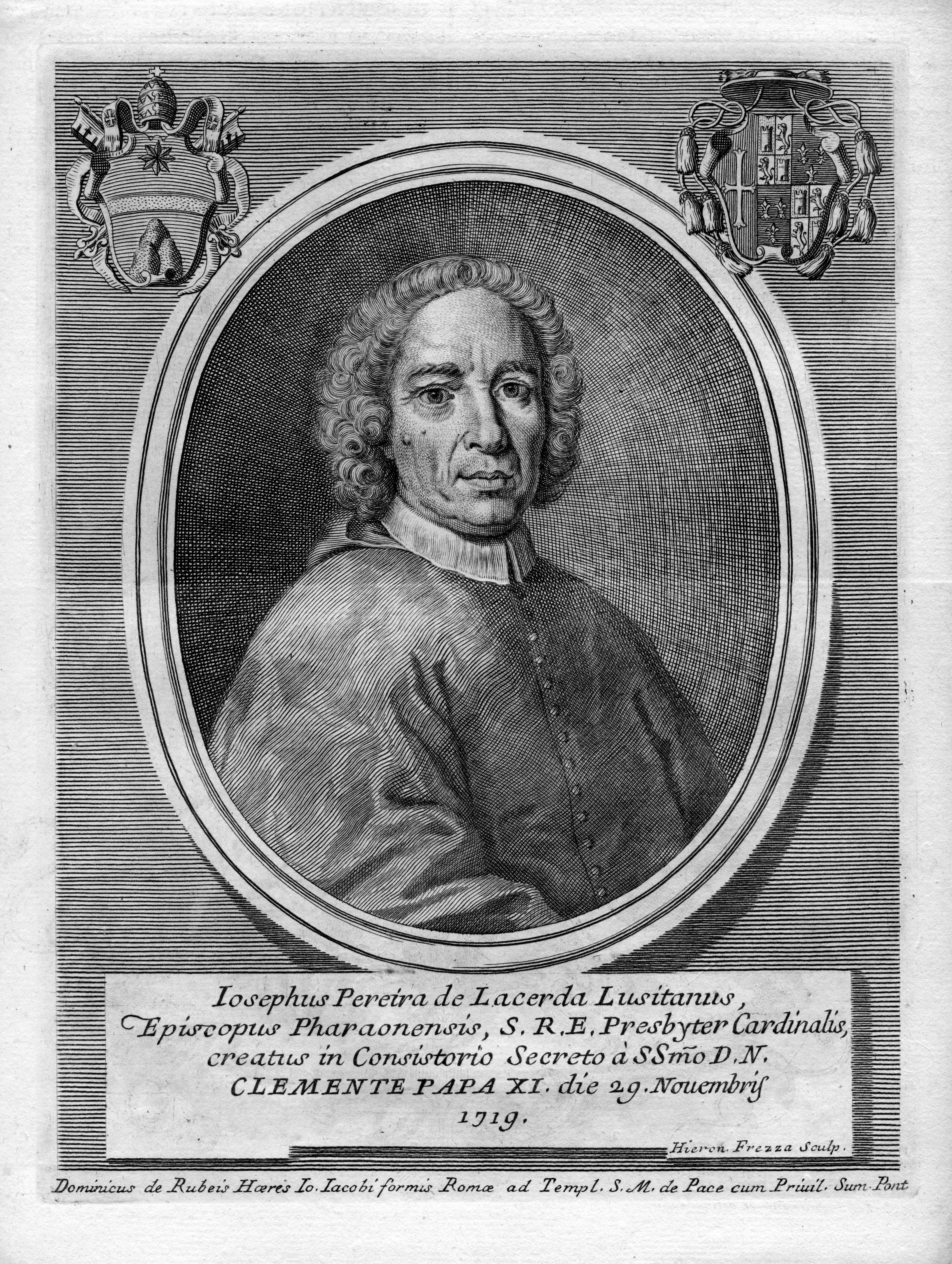
Cardeal D. José Pereira de Lacerda, bispo do Algarve 1716-1738.

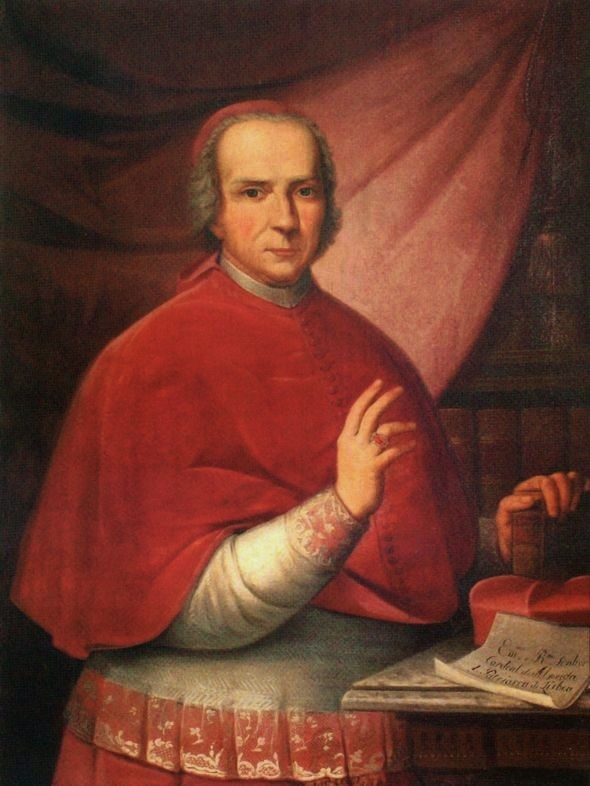
Cardeal D. Tomás de Almeida, Patriarca de Lisboa 1716-1754.

O reino de Portugal era oficialmente apenas católico, não existindo lugar para outras crenças. No entanto, se bem que o número de protestantes ― considerados hereges ― em Portugal fosse ínfimo, o número de cristãos-novos era considerável, ainda que variável de região para região. E alguns destes cristãos-novos eram criptojudeus, isto é, praticavam ainda em segredo o judaísmo.
Por esse motivo, os velhos estatutos do século XVI de "limpeza de sangue", que exigiam ausência de antepassados judeus ― ou muçulmanos ― para se poder ocupar uma grande variedade de cargos no reino, existiam também ainda durante o reinado de D. João V.  Para se poder obter uma longa lista de promoções, ou por exemplo ser feito cavaleiro de uma das três Ordens Militares, seria necessário provar essa “limpeza de sangue”. Esta era documentada através de uma Habilitação de Genere et Moribus.
No entanto, a Inquisição neste período, se bem que ainda perseguisse judeus, era também um mecanismo de prestígio na sociedade. Numa sociedade em que títulos nobiliárquicos eram impossíveis de obter para quem não pertencesse a uma extraordinariamente restrita elite de uma vintena de famílias, o prestígio passava pelos simples foros da Casa Real e pelas Ordens Militares ― e pela “limpeza de sangue”.
A Inquisição em Portugal nesta época funcionava assim também como uma simples emissora de certidões de “limpeza de sangue”. Realizava habilitações de genere, e passava aos cidadãos que as requeressem ― e pagassem ― certidões de, por assim dizer, “melhor raça”. E esta era uma parte não pouco importante das suas funções.
Existia ainda a categoria de familiar do Santo Ofício, que também exigia “limpeza de sangue”. Os familiares eram agentes locais da Inquisição, de família respeitável de comprovada ancestralidade, que auxiliavam o tribunal, fazendo denúncias a nível local. No entanto, nesta época a dignidade era muitas vezes uma simples questão de prestígio a nível local ― se bem que em cidades e vilas com maior número de cristãos-novos existissem normalmente mais familiares. Mas estudos recentes para os concelhos das terras da Casa de Bragança no Alentejo ― vilas de Alter do Chão, Arraiolos, Borba, Évoramonte, Monforte, Monsaraz, Portel, Sousel, e Vila Viçosa ― sugerem que o número de familiares não seria elevado; e curiosamente, mostram que ao longo do reinado de D. João V o seu número parece ter aumentado com o tempo precisamente à medida que a importância da Inquisição diminuía: de 10 familiares ao todo nas nove vilas na década de 1710, o número aumentou para 15 na de 1720, 24 na de 1730, e 28 na última década do reinado de D. João V.
Esta tendência sugere fortemente que ― como foi recentemente também visto em Minas Gerais no Brasil ― era de facto o prestígio o que mais levava os homens a procurar a dignidade de familiar, e não as actividades do tribunal.
Não obstante tudo isto, a verdade é que a Inquisição perseguiu os judeus portugueses durante o reinado de D. João V, incluindo alguns notáveis, executando alguns e motivando a emigração de outros, tais como:
- Jacob de Castro Sarmento (1691-1762), médico e filósofo natural, emigrado para Londres como resultado de denúncias justamente no Alentejo.
- António Ribeiro Sanches, médico e filósofo, emigrado por denúncia de um primo. Viveu em São Petersburgo e Paris.
- António José da Silva (1705-1739), o Judeu, dramaturgo, condenado e executado pela Inquisição.

#### Censura literária

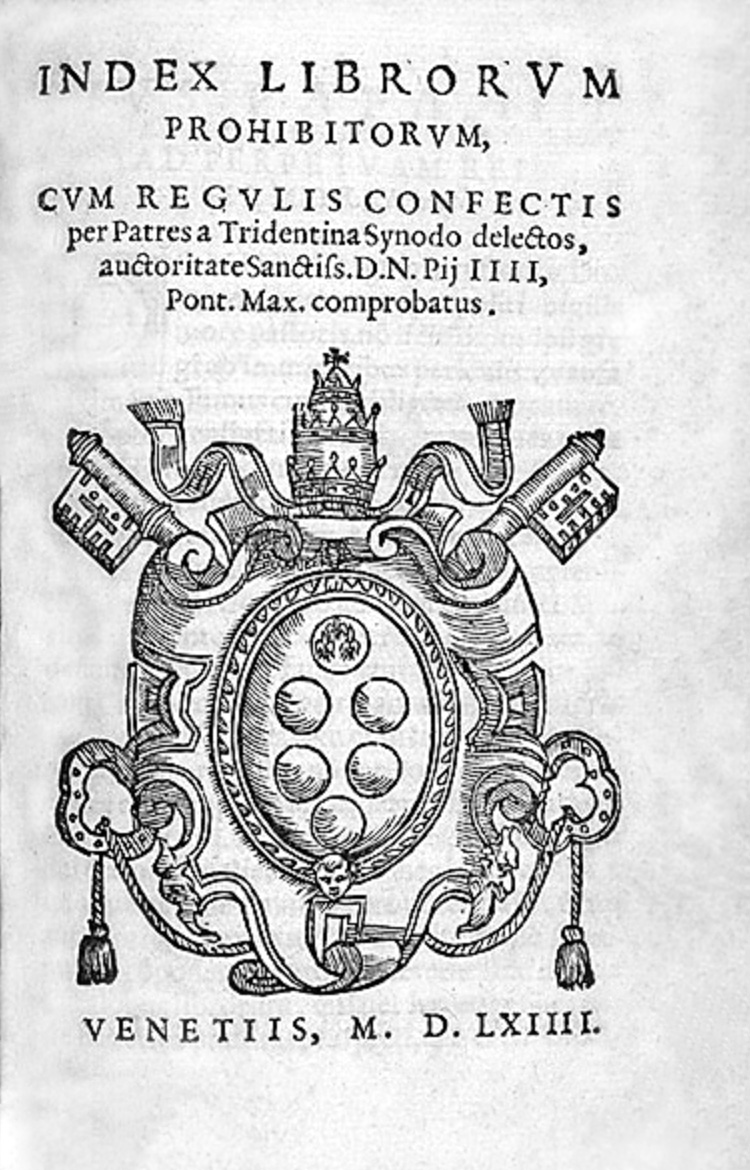
Frontispício de um Index Librorum Prohibitorum de Veneza de 1559.

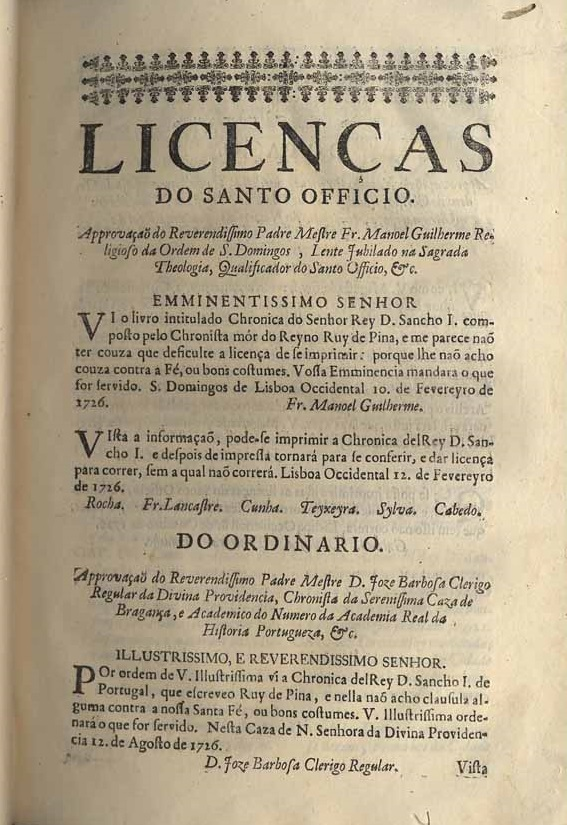
Licenças do Santo Ofício, na Chronica de D. Sancho I de Rui de Pina, na edição de 1727.

Para além da perseguição aos criptojudeus e da emissão de certidões de "limpeza de sangue", o tribunal do Santo Ofício tinha também uma importante actividade censória. Existia um índice oficial ― o Index Librorum Prohibitorum ― de obras que eram vistas como opostas à doutrina da Igreja Católica, e qualquer obra, antes de ser impressa, teria obrigatoriamente que passar pela censura da Inquisição, e receber as necessárias licenças do Santo Ofício. Apenas umas poucas instituições eram julgadas possuir tão elevada estatura moral que estavam isentas da censura do Santo Ofício, e dependiam apenas dos seus próprios censores. Uma destas instituições era a Academia Real da História Portuguesa, que possuía uma mesa própria de quatro censores; um deles era por exemplo D. Diogo Fernandes de Almeida (1698-1752), escolhido pela Academia para escrever principalmente história eclesiástica, nomeado censor em 1737.
Assim vemos um fenómeno de certo modo paradoxal: D. João V por um lado dotou a Universidade de Coimbra com uma bela biblioteca universitária, aumentou a sua verba para aquisição de livros, ordenou aos embaixadores em Roma e Londres que lhe enviassem livros, e fundou mesmo a Academia Real da História, tudo para fomentar o eruditismo no reino, mas por outro lado via com bons olhos a existência de uma instituição que de certo modo impedia esse mesmo eruditismo, quando as áreas estudadas eram consideradas incompatíveis com a doutrina cristã.
No entanto, isto não nos deve surpreender demasiado, nem se deve exagerar o efeito da censura da Inquisição. Todos os estados europeus à época de D. João V tinham alguma forma de censura nos seus reinos. A principal diferença estava nas áreas que eram censuradas: enquanto no norte protestante existia maior liberdade científica, em todo o sul católico essa liberdade era menor.
Ficou recentemente demonstrado, graças a pesquisa histórica em arquivos do Vaticano recentemente abertos, que contrariamente ao imaginário popular, a Inquisição católica sul-europeia era relativamente suave na maioria dos casos que iam a tribunal, e mais suave que as igrejas protestantes norte-europeias quanto à perseguição de membros menos ortodoxos da sociedade, nomeadamente as bruxas no século XVII.  Mas em verdade o Tribunal do Santo Ofício em Portugal continuou as suas actividades para além dessa centúria, e perseguiu também outras formas de pensamento pouco ortodoxo, levando a que figuras como o Cavaleiro de Oliveira acima mencionado tenham escolhido o exílio. Isto prejudicou sem dúvida alguma a livre transmissão de ideias na sociedade, e terá atrasado o desenvolvimento científico e social do país. Um sintoma é o facto de Luís António Verney acima mencionado ainda em 1746 ter sentido necessidade de publicar a sua obra, talvez considerada demasiado progressiva, sob pseudónimo.

### Manufacturas e pragmáticas contra o luxo
Para além da sua política de ostentação, e de ter mantido relações com várias freiras, D. João V é hoje principalmente lembrado pelas suas construções. No entanto, o rei tentou também fomentar a industrialização do reino, ou melhor dito, as manufacturas:

“Durante o reinado de D.João V, além de se dar sequência aos planos económicos que vinham de longe, ampliaram-se e robusteceram-se com novas disposições que a experiência foi aconselhando” [referência no original].
Assim se refere Fortunato de Almeida à política de desenvolvimento interno do Rei Magnânimo, a quem, como afirma, “alguns só conhecem dissipações de ostentação e vícios pessoais” [referência no original]. Contrariando essa visão, o autor refere que D. João V ”facilmente compreendeu quanto convinha apoiar o desenvolvimento económico” [referência no original] e terá sido nessa perspectiva que dinamizou as manufacturas. Entre estas, salienta-se a fundação de uma fábrica de papel na Lousã. Esta iniciativa enquadra-se na política de industrialização que remonta a D. Pedro II, política a que D. João V deu continuidade."

O rei sempre mostrou interesse pela fundação de manufacturas e outras empresas que pudessem fortalecer a economia do reino. Logo no início do reinado fundou por exemplo a Companhia de Comércio de Macau (1710); exemplos de manufacturas relevantes são a fábrica de papel da Lousã (1716), a fábrica de vidros da Coina (1722, transferida para a Marinha Grande em 1748), as fábricas de pólvora de Alcântara e Barcarena (1729), ou a fábrica de sedas de Lisboa (1734). Com a fundação de manufacturas como estas procurava D. João V substituir importações estrangeiras com produção nacional em sectores vitais da economia.

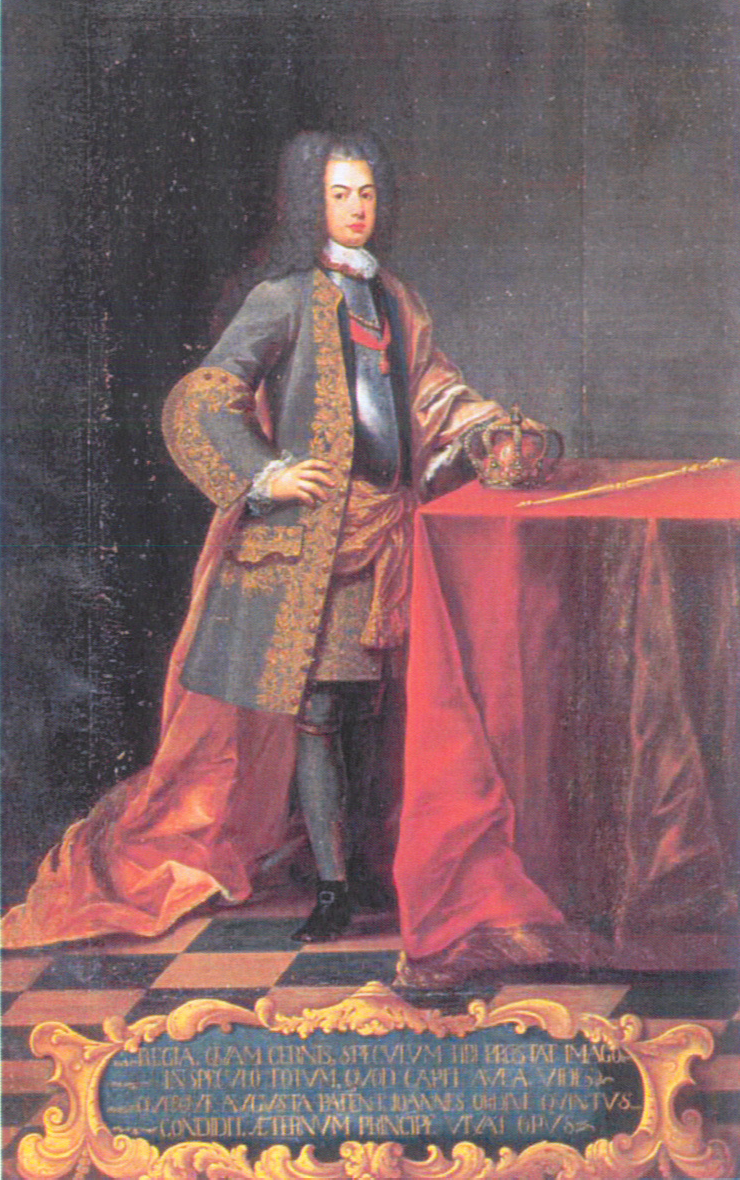
D. João V (1725), por Domenico Duprà, Biblioteca Joanina.

A fundação da fábrica de sedas prende-se ainda com as Leis Pragmáticas: toda uma legislação contra o luxo no reino, em que se tentava limitar o uso exagerado de materiais de luxo importados, e assim evitar a saída de ouro para o estrangeiro. Nesta era, este tipo de leis tivera início com D. Pedro II, o pai de D. João V, e leis de 1677, 1686, e 1698. Do mesmo modo, várias vezes durante o seu longo reinado ― a primeira das quais já em 1708, e a última em 1749 ― legislou D. João V sobre a matéria. Toda uma legislação extremamente detalhada foi desenvolvida, definindo que grupos sociais ― de fidalgos a escravos ― podiam usar que materiais, tais como sedas e rendas nos trajes, ouros e pratas, vidros e cristais, etc. nos coches e liteiras, no mobiliário, etc.
Toda esta legislação tinha essencialmente dois objectivos: diferenciar socialmente os súbditos do rei, de maneira a facilitar a identificação social das pessoas (e evitar por exemplo que burgueses exibissem o que se julgava ser prerrogativas da fidalguia); e limitar afinal as importações, ao mesmo tempo que a fundação de manufacturas procurava satisfazer as necessidades do reino.
Pragmáticas contra o luxo foram no século XVIII vistas em practicamente toda a Europa; um caso extremo da Dinamarca de 1783 tentou mesmo legislar que vinhos poderiam ser bebidos em que ocasiões. No entanto, não havia naturalmente maneira de fiscalizar todo um reino para controlar tais leis, e na maior parte dos casos pouco ou nenhum efeito tiveram. No caso português, o uso por exemplo da cor vermelha na libré, prerrogativa da casa real, era facilmente detectável e severamente punido; mas no caso de detalhes como cintos e lenços as transgressões eram practicamente impossíveis de detectar ― e os consumidores continuaram, independentemente da igualdade de qualidade que muitas das manufacturas portuguesas apresentavam, a dar preferência aos artigos importados. Assim, a política de fomento de manufacturas e substituição de importações de D. João V, de uma forma geral, não surtiu efeito.

### Emigração para o Brasil
Um outro factor digno de menção sobre a sociedade joanina, pois marcou todo o reinado de D. João V, foi a fortíssima emigração para o Brasil que se fez sentir, devido à atração do ouro. Foi nesta época que Portugal efectivamente iniciou a povoação do Brasil, cuja população possivelmente terá quadruplicado durante o reinado de D. João V, a partir de uma população de talvez trezentas mil pessoas.
Todos os anos quatro, cinco, seis mil ou mais portugueses, principalmente do Minho, emigravam para o Brasil. Numa tentativa de controlar este êxodo a coroa chegou a legislar: três leis, em 1709, 1711, e novamente em 1720, tentaram regular a migração minhota para o Brasil, sem grande efeito. Em relação à lei editada em 1720, as autoridades afirmavam: "Tendo sido o mais povoado, o Minho hoje é um estado no qual não há pessoas suficientes para cultivar a terra ou prover para os habitantes". De modo inverso, em 1721 o Conde de Assumar, futuro Marquês de Alorna na Índia, escreveu da sua capitania no Brasil que muitas jovens portuguesas eram enviadas para conventos em Portugal, e que melhor seria se ficassem e casassem no Brasil. Finalmente, em 1732, D. João V proibiu a saída de mulheres portuguesas para o reino sem a sua autorização expressa ― um alvará que, contribuindo para o povoamento do Brasil, não evitou no entanto a emigração portuguesa. Como se escrevia dois anos mais tarde, a propósito da festividade do Triunfo Eucarístico em Villa Rica em 1733, "Viu-se em breve tempo transplantado meio Portugal a este empório".

## Saúde e morte do rei
D. João V sempre teve saúde delicada. Ainda em 1709 foi sangrado devido a caroços no pescoço. Em 1711 convalesceu de uma queixa de flatos. Em 1716 foi restabelecer-se em Vila Viçosa de doença de cariz melancólico. Foi essa a primeira de duas ocasiões em que a rainha sua esposa foi regente do reino em sua ausência.
No dia 10 de maio de 1742, com apenas 52 anos de idade, teve um forte ataque, que uma testemunha descreveu da seguinte maneira: "um estupor o privou dos sentidos e ficou teso de toda a parte esquerda, com a boca à banda." Este foi o primeiro ataque de paralisia que teve. O monarca melhorou com o passar dos dias, indo aos banhos nas Caldas da Rainha e ao Santuário da Nazaré. Foi essa a segunda vez que a rainha foi regente do reino. D. João V voltou passado pouco tempo ao governo, mas já como um homem diminuído e menos energético.
O rei faria nos últimos anos de vida ao todo mais doze jornadas às Caldas, para convalescer e descansar: julho-agosto de 1742, maio de 1743, setembro de 1743, abril-maio de 1744, julho de 1744, outubro de 1744, maio de 1745, outubro de 1745, setembro-outubro de 1746, abril de 1747, setembro de 1747, e setembro de 1748. Mas gradualmente adoeceu cada vez mais. Em julho de 1750 piorou então tanto que foi sacramentado. Chamaram-se frades, recitaram-se salmos e jaculatórias, e o Cardeal-Patriarca veio administrar-lhe o sacramento da extrema unção. O rei faleceu a 31 de julho de 1750, após mais de quarenta anos de governo. Ao morrer, o rei tinha a seu lado a rainha, o príncipe D. José, os infantes D. Pedro e D. António, o futuro Cardeal da Cunha, e os médicos da corte. Jaz no Panteão dos Braganças, ao lado da esposa, no mosteiro de São Vicente de Fora em Lisboa.

## Legado

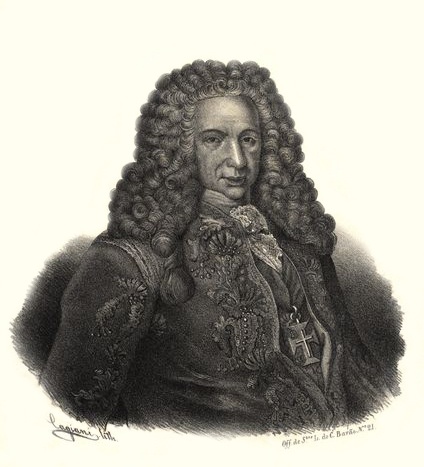
D. Luís da Cunha (1662-1749), autor do chamado Testamento Político, uma longa carta ao príncipe herdeiro D. José, escrita no fim da sua vida, assim como da de D. João V, em 1747.

Na última década do reinado de D. João V a produção de ouro no Brasil alcançou o ápice. Várias toneladas de ouro chegavam todos os anos a Lisboa. Mas apesar do aparente estado de prosperidade dos cidadãos portugueses durante o reinado de D. João V, o ouro que foi obtido na colónia não foi aproveitado de forma a fomentar um estado de facto próspero. As tentativas de fomentar o comércio e a manufactura do reino foram ainda assim poucas e insuficientes. Como resultado, a capacidade de produção de Portugal, já de si inferior aos grandes centros de artesanato, manufactura, e comércio norte-europeus, não foi capaz de acompanhar o crescimento destes. Assim, à morte de D. João V Portugal estava ainda mais atrasado em relação aos estados norte-europeus que quando D. João V subiu ao trono.
Isto, no entanto, era um fenómeno compartilhado por toda a Europa do sul, e dificilmente atribuível a D. João V; o tema foi magistralmente estudado por Max Weber na obra fundamental que é A ética protestante e o espírito do capitalismo.
D. João V tentou, ao longo de todo o seu reinado, afirmar Portugal como uma potência de primeira grandeza, e usou os métodos típicos de alguém nascido no sul da Europa no último quartel do século XVII. Tudo o que fez no campo político tem que ver com esta vontade de ver Portugal equiparado com as grandes potências ― aproveitando a estável aliança com a Grã-Bretanha. No entanto, fez também tentativas ― que se mostraram totalmente insuficientes ― para melhorar as manufacturas. Mas se bem que o rei poderia sem dúvida ter feito mais nesse sentido, os problemas existentes eram, tal como em todo o sul da Europa, estruturais e muito profundos. Veja-se que nem mesmo as imensas reformas do Marquês de Pombal no reinado seguinte, assim como as de Carlos III de Espanha na mesma época, conseguiram aproximar os países ibéricos dos norte-europeus.
A longa paz, salvo casos pontuais, a partir do segundo quartel do século, fez D. João V negligenciar a Armada Real, que à data da sua morte apenas tinha dois terços dos efectivos que tivera durante a Guerra da Sucessão Espanhola. Assim, Portugal colocou-se numa posição cada vez mais dependente da Grã-Bretanha, como já se vira em 1736. No final do reinado, D. Luís da Cunha, o veterano diplomata, escreveu de Paris o seu "Testamento Político", uma carta ao príncipe herdeiro, em que, entre muitas outras reformas ― sobre por exemplo policiamento e iluminação nas ruas de Lisboa, ou mudar a Corte para o Brasil ―, aconselhava justamente o futuro rei a fortalecer o exército e a Armada, de modo a diminuir a dependência da Grã-Bretanha. O Terramoto de 1755 logo traria outras prioridades.
Hoje, o legado de D. João V é, para os historiadores, a extensa obra literária que fomentou, e para o público geral os edifícios e obras de arte que mandou criar, muitas de grande beleza.
Curiosamente, o bronze dos sinos do carrilhão de Mafra e demais sinos da basílica, ao todo 110 sinos, chegaria para armar uma nau de guerra de peças de bronze. Poucas dúvidas existem de que se o seu irmão, o infante D. Francisco, tivesse reinado em lugar de D. João V, isto seria o que teríamos visto: o conselho de D. Luís da Cunha de fortalecer as armas, o exército e a Armada levado a cabo. O irmão do rei teria preferido usar o ouro do Brasil ― ou neste caso o bronze ― para fabricar canhões, e comprar mosquetes. D. João V preferiu encomendar sinos, e estátuas.
Assim, o longo reinado de D. João V serve também para ilustrar quão fundamental era a personalidade do rei absoluto para a política do Estado durante o Antigo Regime.

## Títulos, estilos e honrarias

### Títulos e estilos
- 22 de outubro de 1689 – 9 de dezembro de 1706: "Sua Alteza Real, o Príncipe do Brasil"
- 9 de dezembro de 1706 – 23 de dezembro de 1748: "Sua Majestade, o Rei"
- 23 de dezembro de 1748 – 31 de julho de 1750: "Sua Majestade Fidelíssima, o Rei"

O estilo oficial de D. João V enquanto Rei de Portugal: "Pela Graça de Deus, João V, Rei de Portugal e dos Algarves, d'Aquém e d'Além-Mar em África, Senhor da Guiné e da Conquista, Navegação e Comércio da Etiópia, Arábia, Pérsia e Índia, etc."

### Honrarias
Enquanto monarca de Portugal, D. João V foi Grão-Mestre das seguintes Ordens:
- Ordem dos Cavaleiros de Nosso Senhor Jesus Cristo
- Ordem de São Bento de Avis
- Antiga, Nobilíssima e Esclarecida Ordem de Sant'Iago da Espada
- Antiga e Muito Nobre Ordem da Torre e Espada

## Descendência
| Nome | Retrato | Longevidade | Notas |
| Havidos de Maria Ana de Áustria (7 de Setembro de 1683 – 14 de Agosto de 1754; casados por procuração a 27 de Junho de 1708) | Havidos de Maria Ana de Áustria (7 de Setembro de 1683 – 14 de Agosto de 1754; casados por procuração a 27 de Junho de 1708) | Havidos de Maria Ana de Áustria (7 de Setembro de 1683 – 14 de Agosto de 1754; casados por procuração a 27 de Junho de 1708) | Havidos de Maria Ana de Áustria (7 de Setembro de 1683 – 14 de Agosto de 1754; casados por procuração a 27 de Junho de 1708) |
| --- | --- | --- | --- |
| Bárbara de Bragança, Rainha de Espanha                                                                                       | Retrato a três quartos de uma jovem envergando um vestido e seda laranja e cor-de-rosa, com uma peruca empoada.              | 4 de Dezembro de 1711 – 27 de Agosto de 1758                                                                                 | Casou-se com Fernando VI, Rei de Espanha. |
| Pedro de Bragança, Príncipe do Brasil                                                                                        | Retrato de uma criança pequena sentada (Princípe Pedro) com uma menina mais velha ao seu lado (Infanta Bárbara)              | 19 de Outubro de 1712 – 29 de Outubro de 1714                                                                                | Príncipe do Brasil do nascimento à morte. |
| José I de Portugal | Retrato a meio corpo de um homem vestido com uma couraça prateada com um fato de veludo púrpura e uma peruca empoada.        | 6 de Junho de 1714 – 24 de Fevereiro de 1777                                                                                 | Rei de Portugal de 1750 a 1777. Casou-se com Mariana Vitória de Bourbon, filha de Filipe V, Rei de Espanha. Com descendência. |
| Carlos de Bragança, Infante de Portugal                                                                                      | | 2 de Maio de 1716 – 30 de Março de 1736                                                                                      | Faleceu aos 19 anos de idade, de febre. |
| Pedro III de Portugal | Retrato mostrando um jovem de colete prateado e fato de veludo azul, com uma peruca empoada                                  | 5 de Julho de 1717 – 25 de Maio de 1786                                                                                      | Rei de Portugal, jure uxoris, de 1777 a 1786. Casou-se com D. Maria I, Rainha de Portugal. Com descendência. |
| Alexandre de Bragança, Infante de Portugal                                                                                   | | 24 de Setembro de 1723 – 2 de Agosto de 1728                                                                                 | Faleceu aos 4 anos de idade, de varíola. |
| Havidos de Luísa Inês Antónia Machado Monteiro                                                                               | | | |
| António de Bragança | | 1 de Outubro de 1704 – 14 de Agosto de 1800                                                                                  | Um dos três Meninos da Palhavã. D. João V reconheceu o filho em documento secreto em 1742, escrito após o seu primeiro ataque de paralisia, mas apenas feito público depois da sua morte, deixando-lhe herança.                                                         |
| Havidos de Madalena Máxima de Miranda (c. 1690 – ?)                                                                          | | | |
| Gaspar de Bragança | Retrato que mostra um homem vestido de prelado, com uma murça roxa e cruz peitoral com muitas jóias.                         | 8 de Outubro de 1716 – 18 de Janeiro de 1789                                                                                 | Arcebispo-Primaz de Braga de 1758 a 1789. Um dos três Meninos de Palhavã. D. João V reconheceu o filho em documento secreto em 1742, escrito após o seu primeiro ataque de paralisia, mas apenas feito público depois da sua morte, deixando-lhe herança.               |
| Havidos de Madre Paula de Odivelas (17 de Junho de 1701 – 1768)                                                              | | | |
| José de Bragança | | 8 de Setembro de 1720 – 31 de Julho de 1801                                                                                  | Inquisidor-mor da Inquisição Portuguesa de 1758 a 1777. Um dos três Meninos de Palhavã. D. João V reconheceu o filho em documento secreto em 1742, escrito após o seu primeiro ataque de paralisia, mas apenas feito público depois da sua morte, deixando-lhe herança. |
| Havidos de Luísa Clara de Portugal, a Flor da Murta (21 de Agosto de 1702 – 31 de Agosto de 1779)                            | | | |
| Maria Rita de Bragança | | 1731–1808 | Freira no Convento de Santos, em Lisboa. D. João V não a reconheceu oficialmente, mas custeava-lhe as despesas. |